# 鉄道敷設法別表一覧
鉄道敷設法別表一覧（てつどうふせつほうべっぴょういちらん）は、1922年（大正11年）4月11日に公布・施行された「鉄道敷設法」（大正11年法律第37号。通称：改正鉄道敷設法）の別表に建設予定線として掲げられた鉄道路線の一覧。

## 概要
1922年（大正11年）4月11日に公布・施行された当初の「鉄道敷設法別表」には、予定線として149路線が掲げられ、地方路線建設の法的根拠とされた。また、省営自動車（後の国鉄バス。現在のJRバス各社）路線が鉄道先行バス路線として設定される法的根拠となった。
そして、その後の法改正により、50路線が追加された他、3路線の一部が改正されたのに対して、削除された路線は一つもなかった。
「鉄道敷設法」は、1987年（昭和62年）4月1日に、「日本国有鉄道改革法」（昭和61年法律第87号）、「旅客鉄道株式会社及び日本貨物鉄道株式会社に関する法律」（昭和61年法律第88号）、「日本国有鉄道清算事業団法」（昭和61年法律第90号）、「日本国有鉄道退職希望職員及び日本国有鉄道清算事業団職員の再就職の促進に関する特別措置法」（昭和61年法律第91号）、「鉄道事業法」（昭和61年法律第92号）の施行に関する必要な事項を定めた「日本国有鉄道改革法等施行法」（昭和61年法律第93号）が施行され、日本国有鉄道が分割民営化された事に伴い、「鉄道国有法」（明治39年法律第17号）、並びに「地方鉄道法」（大正8年法律第52号）とともに廃止された。
また、鉄道先行バス路線として開業した各路線も、1987年（昭和62年）4月1日の日本国有鉄道の分割民営化によって、日本国有鉄道自動車局が運営していた自動車事業を引き継いだJRバス各社が乗車実績の芳しくない区間を廃止したり、民間バス会社路線やコミュニティバスへ転換した結果、中途分断された路線がある。

## 内容

### 凡例
- 「転換バス」は、特定地方交通線転換バスに限らず、鉄道廃止時の代替路線バスを指す。特定地方交通線の転換バスについてはこの字体で表示する。
- 「鉄道先行路線」は国鉄バスで開業した路線。ただし該当区間に後から鉄道が開通したケースはすべてを網羅していない。

### 本州ノ部

#### 第1号
- 原文
  - 青森県田名部ヨリ大畑ヲ経テ大間ニ至ル鉄道
- 現在の地名・地区名での表記
  - 青森県むつ市田名部より青森県むつ市大畑を経て青森県下北郡大間町大字大間に至る鉄道
- 開業区間
  - 下北交通大畑線 下北 - 田名部 - 大畑 18.0 km
- 廃止区間
  - 下北交通大畑線 下北 - 田名部 - 大畑 18.0 km（2001年4月1日 廃止）
- 転換バス
  - 下北交通下北駅線 下北駅 - 大畑駅（200X年4月1日 廃止）
  - 下北交通下北駅線 下北駅 - 田名部駅 - 大畑駅（200X年XX月XX日 廃止）
- 転換バス廃止代替バス
  - 下北交通むつ線 下北駅 - 田名部高校前 - むつバスターミナル - 大畑駅
- 未開業区間
  - 日本国有鉄道大間線 大畑 - 大間
- 鉄道先行路線
- 鉄道先行路線廃止代替バス
- 並行して走る民間路線バス
  - 下北交通佐井線 大畑駅 - 大間
- 並行して走る主な道路
- その他・特記事項

#### 第2号
- 原文
  - 青森県青森ヨリ三厩、小泊ヲ経テ五所川原ニ至ル鉄道
- 現在の地名・地区名での表記
  - 青森県青森市中心街より青森県東津軽郡外ヶ浜町三厩地区中心街、青森県北津軽郡中泊町大字小泊字小泊を経て青森県五所川原市中心街に至る鉄道
- 開業区間
  - 東日本旅客鉄道津軽線 青森 - 三厩 55.8 km
  - 津軽鉄道津軽鉄道線 津軽中里 - 津軽五所川原 20.7 km
- 廃止区間
- 転換バス
- 転換バス廃止代替バス
- 未開業区間
  - 三厩 - 小泊 - 津軽中里
- 鉄道先行路線
- 鉄道先行路線廃止代替バス
- 並行して走る民間路線バス
  - 外ヶ浜町営三厩地区循環バス 三厩駅 - 龍飛崎灯台
  - 小泊タクシー 龍飛崎灯台 - 小泊（2007年廃止）
  - 弘南バス五所川原・小泊線（金木・中里経由） 小泊 - 中里駅前 - 金木 - 五所川原
- 並行して走る主な道路
  - 国道280号
  - 国道339号
- その他・特記事項
  - 津軽線蟹田以北については水害により2022年8月3日より運休(下記の海峡線に直通する貨物列車と臨時旅客列車を除く)。JR東日本は地元に対して該当区間の鉄道廃止を申し入れており、2024年に全自治体が鉄道復旧断念に同意した。廃止時期は未定。

#### 第2号ノ2
- 原文
  - 青森県三厩附近ヨリ渡島国福島附近ニ至ル鉄道
- 現在の地名・地区名での表記
  - 青森県東津軽郡外ヶ浜町三厩地区中心街付近より北海道松前郡福島町字福島付近に至る鉄道
- 開業区間
  - 北海道旅客鉄道海峡線 中小国 - 木古内 87.8 km
- 廃止区間
- 転換バス
- 転換バス廃止代替バス
- 未開業区間
  - 全区間開業
- 鉄道先行路線
- 鉄道先行路線廃止代替バス
- 並行して走る民間路線バス
- 並行して走る主な道路
- その他・特記事項
  - 「鉄道敷設法等の一部を改正する法律」（昭和28年法律第147号）より追加。
  - 青函トンネルを在来線規格で建設のために追加。新幹線計画が具体化後、中小国 - 木古内間に区間変更された。
  - 2016年3月より北海道新幹線が大部分の区間で重複している。在来線としての海峡線は定期旅客列車の運行は無いが、貨物列車が継続運行のため、路線としては廃止となっていない。

#### 第3号
- 原文
  - 青森県弘前ヨリ田代ニ至ル鉄道
- 現在の地名・地区名での表記
  - 青森県弘前市中心街より青森県中津軽郡西目屋村大字田代に至る鉄道
- 開業区間
  - 全区間未開業
- 廃止区間
- 転換バス
- 転換バス廃止代替バス
- 未開業区間
  - 弘前電気鉄道目屋線 西弘前 - 田代
- 鉄道先行路線
- 鉄道先行路線廃止代替バス
- 並行して走る民間路線バス
  - 弘南バス弘前・大秋線（田代経由） 弘前駅前 - 田代（西目屋村村役場前）
- 並行して走る主な道路
- その他・特記事項

#### 第4号
- 原文
  - 青森県三戸ヨリ七戸ヲ経テ千曳ニ至ル鉄道
- 現在の地名・地区名での表記
  - 青森県三戸郡三戸町中心街よりを青森県上北郡七戸町字七戸を経て青森県上北郡東北町字千曳に至る鉄道
- 開業区間
  - 南部縦貫鉄道 南部縦貫鉄道線 七戸 - 西千曳
- 廃止区間
  - 南部縦貫鉄道 南部縦貫鉄道線 七戸 - 西千曳（2002年8月1日 廃止[注釈 1]）
- 転換バス
  - 十和田観光電鉄 十和田・七戸・野辺地・まかど温泉線（三本木営業所・日の出町・三高前経由） 笊田川久保 - 千曳 - 野辺地駅
- 転換バス廃止代替バス
- 未開業区間
  - 三戸 - 七戸
- 鉄道先行路線
- 鉄道先行路線廃止代替バス
- 並行して走る民間路線バス
  - 十和田観光電鉄 七戸・野辺地線 野辺地駅 - 千曳 - 七戸十和田駅 - 笊田川久保（七戸町中心部付近） - 十和田市中央
  - 南部バス十和田市線 十和田市中央 - 五戸駅
  - 南部バス西越線 五戸駅 - 西越
- 並行して走る主な道路
  - 国道4号線
- その他・特記事項
  - 西千曳駅は旧・東北本線千曳駅にあたる。

#### 第5号
- 原文
  - 青森県三戸ヨリ秋田県毛馬内ヲ経テ花輪ニ至ル鉄道
- 現在の地名・地区名での表記
  - 青森県三戸郡三戸町中心街より秋田県鹿角市十和田毛馬内を経て秋田県鹿角市花輪地区中心街に至る鉄道
- 開業区間
  - 東日本旅客鉄道花輪線（十和田八幡平四季彩ライン） 十和田南 - 鹿角花輪 8.0 km
- 廃止区間
- 転換バス
- 転換バス廃止代替バス
- 未開業区間
  - 三戸 - 十和田南（毛馬内）
- 鉄道先行路線
  - 日本国有鉄道十和田東線 北福岡 - 十和田湖（19XX年XX月XX日 廃止）
  - ジェイアールバス東北十和田南線 十和田南 - 十和田湖（2003年4月1日廃止）
- 鉄道先行路線廃止代替バス
  - 秋北バス・十和田タクシー急行十和田湖線 十和田南駅 - 十和田湖
- 並行して走る民間路線バス
- 並行して走る主な道路
  - 東北自動車道鹿角八幡平インターチェンジ-十和田インターチェンジ
- その他・特記事項
  - 秋田鉄道も参照。

#### 第6号
- 原文
  - 岩手県久慈ヨリ小本ヲ経テ宮古ニ至ル鉄道
- 現在の地名・地区名での表記
  - 岩手県久慈市中心街より岩手県下閉伊郡岩泉町小本字小本を経て岩手県宮古市宮古に至る鉄道
- 開業区間
  - 三陸鉄道北リアス線 久慈 - 岩泉小本 - 宮古 71.0 km
- 廃止区間
- 転換バス
- 転換バス廃止代替バス
- 未開業区間
  - 全区間開業
- 鉄道先行路線
  - ジェイアールバス東北陸中海岸線 久慈 - 普代 - 田老
- 鉄道先行路線廃止代替バス
  - 陸中海岸線#廃止後の代替路線を参照。
- 並行して走る民間路線バス
  - 岩泉町民バス小本線 袰野 - 小本駅前
- 並行して走る主な道路
  - 三陸沿岸道路
- その他・特記事項
  - 制定時は岩泉町袰野を経由する前提であったが、実際には経由せずに建設され、袰野から小本までの区間は第8号で建設する形に変更された。

#### 第7号
- 原文
  - 岩手県山田ヨリ釜石ヲ経テ大船渡ニ至ル鉄道
- 現在の地名・地区名での表記
  - 岩手県下閉伊郡山田町中心街よりを岩手県釜石市大字釜石を経て岩手県大船渡市大船渡町中心街に至る鉄道
- 開業区間
  - 東日本旅客鉄道山田線 陸中山田 - 釜石 28.9 km
  - 三陸鉄道南リアス線 釜石 - 盛 36.6 km
  - 東日本旅客鉄道大船渡線 盛 - 大船渡 2.6 km
- 廃止区間
  - 大船渡線 盛 - 大船渡 2.6 km （2020年4月1日廃止[注釈 2]）
- 転換バス
  - 気仙沼線・大船渡線BRT 盛 - 大船渡
- 転換バス廃止代替バス
- 未開業区間
  - 全区間開業
- 鉄道先行路線
- 鉄道先行路線廃止代替バス
- 並行して走る民間路線バス
- 並行して走る主な道路
  - 三陸沿岸道路
- その他・特記事項
  - 山田線の盛岡駅 - 陸中山田駅間は、旧鉄道敷設法によって改正鉄道敷設法成立時にはすでに建設中であった。
  - 東日本旅客鉄道山田線の当条文該当区間は東日本大震災により2011年3月12日より休止、三陸鉄道に移管の上、2019年3月23日再開。

#### 第8号
- 原文
  - 岩手県小鳥谷ヨリ葛巻ヲ経テ袰野附近ニ至ル鉄道 及落合附近ヨリ分岐シテ茂市ニ至ル鉄道
- 現在の地名・地区名での表記
  - 岩手県二戸郡一戸町小鳥谷地区中心街より岩手県岩手郡葛巻町葛巻地区中心街を経て岩手県下閉伊郡岩泉町袰野（ほろの）字袰野付近に至る鉄道 及び岩手県下閉伊郡岩泉町浅内字落合付近より分岐して岩手県宮古市茂市に至る鉄道
- 開業区間
  - 東日本旅客鉄道岩泉線 岩泉 - 【落合付近】 - 茂市 38.4 km
- 廃止区間
  - 東日本旅客鉄道岩泉線 岩泉 - 【落合付近】 - 茂市 38.4 km（2014年4月1日廃止[注釈 3]）
- 転換バス
  - 東日本交通 岩泉茂市線 岩泉 - 【落合付近】 - 茂市
- 転換バス廃止代替バス
- 未開業区間
  - 小鳥谷 - 葛巻 - 【落合付近】
  - 日本国有鉄道小本線 岩泉 - 【袰野付近】 - 小本 約10km
- 鉄道先行路線
  - ジェイアールバス東北小鳥谷線 小鳥谷 - 葛巻
  - ジェイアールバス東北平庭高原線 いわて沼宮内 - 葛巻
  - ジェイアールバス東北陸中海岸線 岩泉 - 小本（2003年 4月1日 廃止）
- 鉄道先行路線廃止代替バス
  - 岩泉町民バス小本線 岩泉駅前 - 袰野 - 小本駅前
- 並行して走る民間路線バス
- 並行して走る主な道路
- その他・特記事項
  - 袰野は、岩泉と小本の間に位置する。別表制定当時は第6号の路線が袰野を経由して小本に抜ける前提で袰野で当路線と接続する形であったが、実際には袰野を経由しなかったため、本来第6号にあたる袰野 - 小本間も当路線で建設する予定であった。
  - ジェイアールバス東北平庭高原線は、いわて沼宮内駅でIGRいわて銀河鉄道いわて銀河鉄道線 小鳥谷方面と接続。
  - 岩泉町民バス小本線 岩泉駅前 - 小本駅前の運行は、岩泉町が岩泉自動車運輸、及び岩手県北バスに委託。

#### 第8号ノ2
- 原文
  - 岩手県花巻ヨリ遠野ヲ経テ釜石ニ至ル鉄道
- 現在の地名・地区名での表記
  - 岩手県花巻市中心街より岩手県遠野市遠野町を経て岩手県釜石市大字釜石に至る鉄道
- 開業区間
  - 省営鉄道釜石線 花巻 - 鳥谷ヶ崎 - 似内 3.7 km
  - 東日本旅客鉄道釜石線 花巻 - 似内 - 遠野 - 足ケ瀬 - 釜石 90.2 km
  - 日本国有鉄道釜石西線 足ケ瀬駅 - 仙人峠 3.9 km
- 廃止区間
  - 省営鉄道釜石線 花巻 - 鳥谷ヶ崎 - 似内 3.7 km（1943年9月20日 廃止）
  - 日本国有鉄道釜石西線 足ケ瀬 - 仙人峠 3.9 km（1950年10月10日 廃止）
- 転換バス
- 転換バス廃止代替バス
- 未開業区間
  - 全区間開業
- 鉄道先行路線
- 鉄道先行路線廃止代替バス
- 並行して走る民間路線バス
- 並行して走る主な道路
  - 釜石自動車道
- その他・特記事項
  - 「鉄道敷設法中改正法律」（昭和2年法律第37号）で追加。
  - 廃止区間は、花巻市内の付け替え及び仙人峠越え区間のトンネル建設に伴うもの。

#### 第9号
- 原文
  - 岩手県川井ヨリ遠野ヲ経テ高田ニ至ル鉄道
- 現在の地名・地区名での表記
  - 岩手県宮古市大字川井より岩手県遠野市遠野町を経て岩手県陸前高田市高田町中心街に至る鉄道
- 開業区間
  - 全区間未開業
- 廃止区間
- 転換バス
- 転換バス廃止代替バス
- 未開業区間
  - 陸中川井 - 遠野 - 陸前高田
- 鉄道先行路線
  - ジェイアールバス東北遠野北線 陸中川井 - 遠野（1992年XX月XX日 廃止）
  - ジェイアールバス東北遠野本線 遠野 - 陸前高田 52 km（2004年4月1日 廃止）
- 鉄道先行路線廃止代替バス
  - 宮古市川井地域バス小国線 陸中川井 - 新田車庫 - 恩徳（新田車庫 - 恩徳は2004年4月1日 廃止）
  - 早池峰バス土淵線 遠野 - 恩徳
  - 住田町コミュニティバス八日町遠野駅線 遠野 - 岩手八日町
  - 岩手県交通陸前高田住田線 岩手八日町 - 陸前高田
- 並行して走る民間路線バス
- 並行して走る主な道路
- その他・特記事項
  - 遠野以北の国鉄バス遠野北線は、1979年に陸中川井 - 恩徳が廃止され、該当区間は川井村営バスに代替された。1992年に残りの遠野北線も廃止されると、早池峰バスが該当区間の代替路線となったが、川井村営バス（当時）は2004年3月限りで新田車庫 - 恩徳を廃止したため、2015年現在はバスで全区間を利用することはできない。

#### 第10号
- 原文
  - 岩手県一戸ヨリ荒屋ニ至ル鉄道
- 現在の地名・地区名での表記
  - 岩手県二戸郡一戸町一戸より岩手県八幡平市荒屋新町に至る鉄道
- 開業区間
  - 全区間未開業
- 廃止区間
- 転換バス
- 転換バス廃止代替バス
- 未開業区間
  - 一戸 - 荒屋新町間
- 鉄道先行路線
  - ジェイアールバス東北二戸線 二戸駅 - 浄法寺駅
  - ジェイアールバス東北二戸線 浄法寺駅 - 荒屋新町駅（2008年4月1日 廃止）
  - ジェイアールバス東北二戸線高速便「すーぱー湯〜遊」 浄法寺駅 - 荒屋新町駅（2018年4月1日 廃止）
- 鉄道先行路線廃止代替バス
  - 二戸市コミュニティバス 浄法寺線 浄法寺駅 - 下藤 - 荒屋新町駅
  - 八幡平市コミュニティバス 浄法寺路線 浄法寺駅 - 下藤 - 荒屋新町駅
- 並行して走る民間路線バス
- 並行して走る主な道路
  - 八戸自動車道安代ジャンクション-一戸インターチェンジ
- その他・特記事項
  - 浄法寺駅 - 荒屋新町駅は、二戸市コミュニティバスと八幡平市コミュニティバスとの共同運行である。

#### 第11号
- 原文
  - 岩手県雫石ヨリ川尻ニ至ル鉄道
- 現在の地名・地区名での表記
  - 岩手県岩手郡雫石町中心街より岩手県和賀郡西和賀町川尻に至る鉄道
- 開業区間
  - 全区間未開業
- 廃止区間
- 転換バス
- 転換バス廃止代替バス
- 未開業区間
  - 雫石 - 陸中川尻（現在のほっとゆだ）
- 鉄道先行路線
- 鉄道先行路線廃止代替バス
- 並行して走る民間路線バス
  - あねっこバス大村線 雫石 - 田茂木野
  - 岩手県交通川尻・沢内・山伏線 田茂木野 - ほっとゆだ駅
- 並行して走る主な道路
- その他・特記事項

#### 第12号
- 原文
  - 岩手県一ノ関ヨリ槻木附近ニ至ル鉄道
- 現在の地名・地区名での表記
  - 岩手県一関市中心街より岩手県一関市厳美町字祭畤（まつるべ）付近に至る鉄道
- 開業区間
  - 全区間未開業
- 廃止区間
- 転換バス
- 転換バス廃止代替バス
- 未開業区間
  - 一ノ関 - 槻木
- 鉄道先行路線
  - 国鉄バス厳美両磐線 一ノ関 - 槻木平（貨物専用）
- 鉄道先行路線廃止代替バス
- 並行して走る民間路線バス
  - 岩手県交通須川温泉線 一ノ関駅 - 槻木平
- 並行して走る主な道路
  - 国道342号
- その他・特記事項
  - 槻木は、岩手県一関市厳美町字祭畤付近に広がる槻木平。
  - 1916年に一ノ関駅～厳美町若井原地区の馬車軌道「陸羽軌道」の免許が交付されたが1918年に失効している[1]。

#### 第13号
- 原文
  - 秋田県鷹ノ巣ヨリ阿仁合ヲ経テ角館ニ至ル鉄道
- 現在の地名・地区名での表記
  - 秋田県北秋田市鷹巣より秋田県北秋田市阿仁銀山を経て秋田県仙北市角館町に至る鉄道
- 開業区間
  - 秋田内陸縦貫鉄道秋田内陸線 鷹巣駅 - 阿仁合駅 - 角館 94.2 km
- 廃止区間
- 転換バス
- 転換バス廃止代替バス
- 未開業区間
  - 全区間開業
- 鉄道先行路線
- 鉄道先行路線廃止代替バス
- 並行して走る民間路線バス
- 並行して走る主な道路
- その他・特記事項

#### 第14号
- 原文
  - 秋田県生保内ヨリ鳩ノ湯附近ニ至ル鉄道
- 現在の地名・地区名での表記
  - 秋田県仙北市田沢湖生保内中心街よりを経て秋田県仙北市田沢湖玉川国有林舌カキ沢付近に至る鉄道
- 開業区間
  - 全区間未開業
- 廃止区間
- 転換バス
- 転換バス廃止代替バス
- 未開業区間
  - 生保内（現在の田沢湖） - 鳩ノ湯
- 鉄道先行路線
- 鉄道先行路線廃止代替バス
- 並行して走る民間路線バス
  - 羽後交通 田沢湖駅 - 新鳩ノ湯温泉
- 並行して走る主な道路
  - 国道341号
- その他・特記事項
  - 地名としての「鳩ノ湯」は消滅してしまったが、その名を今に留める「新鳩ノ湯温泉」が秋田県仙北市田沢湖玉川に存在する。

#### 第15号
- 原文
  - 秋田県本荘ヨリ矢島ヲ経テ院内ニ至ル鉄道
- 現在の地名・地区名での表記
  - 秋田県由利本荘市中心街より秋田県由利本荘市矢島町を経て秋田県湯沢市院内地区中心街に至る鉄道
- 開業区間
  - 由利高原鉄道鳥海山ろく線 羽後本荘 - 矢島 23.0 km
- 廃止区間
- 転換バス
- 転換バス廃止代替バス
- 未開業区間
  - 矢島 - 院内
- 鉄道先行路線
- 鉄道先行路線廃止代替バス
- 並行して走る民間路線バス
  - 羽後交通 本荘 - 矢島 - 鳥海菜らんど
- 並行して走る主な道路
  - 国道108号
- その他・特記事項
  - 鳥海山ろく線のうち、羽後本荘 - 前郷は、羽後本荘と横手を結ぶ「横荘鉄道」計画の一部として建設された。横手側も「横荘東線」として一部が開業したが、本路線と重複しなかったため国の買収対象とならず、羽後交通横荘線として1971年7月20日に全廃されている。

#### 第16号
- 原文
  - 秋田県十文字ヨリ檜山台附近ニ至ル鉄道
- 現在の地名・地区名での表記
  - 秋田県横手市十文字町字十文字より秋田県雄勝郡東成瀬村椿川字桧山台付近に至る鉄道
- 開業区間
  - 全区間未開業
- 廃止区間
- 転換バス
- 転換バス廃止代替バス
- 未開業区間
  - 十文字 - 檜山台
- 鉄道先行路線
- 鉄道先行路線廃止代替バス
- 並行して走る民間路線バス
  - 羽後交通 岩井川線 十文字 - 草の台
- 並行して走る主な道路
  - 国道342号
- その他・特記事項
  - 1924年に増田水力電気が十文字から東成瀬村までの鉄道敷設免許を取得したが、1929年に失効している。また、吉乃軽便鉄道、羽後電力も途中の増田町までの免許を1918年、1922年に取得しているが、それぞれ1921年、1924年に失効している。 [2]

#### 第17号
- 原文
  - 宮城県気仙沼ヨリ津谷、志津川ヲ経テ前谷地ニ至ル 鉄道及津谷ヨリ分岐シ佐沼ヲ経テ田尻ニ至ル鉄道
- 現在の地名・地区名での表記
  - 宮城県気仙沼市中心街より宮城県本吉郡本吉町津谷地区、宮城県本吉郡南三陸町志津川地区中心街を経て宮城県石巻市前谷地に至る鉄道 及び宮城県本吉郡本吉町津谷地区より分岐し宮城県登米市迫町佐沼を経て宮城県大崎市田尻地区中心街に至る鉄道
- 開業区間
  - 東日本旅客鉄道気仙沼線 気仙沼 - 本吉 - 志津川 - 前谷地 72.8 km
  - 仙北鉄道登米線 瀬峰 - 佐沼 - 登米 28.6 km
- 廃止区間
  - 仙北鉄道登米線 瀬峰 - 佐沼 - 登米 28.6 km（1968年3月25日廃止）
  - 気仙沼線 気仙沼 - 柳津 55.3 km （2020年4月1日廃止[注釈 2]）
- 転換バス
  - 宮城交通登米線 瀬峰駅 - 佐沼 - 登米（2005年10月1日廃止）
  - 気仙沼線・大船渡線BRT 気仙沼 - 柳津[注釈 4]
- 転換バス廃止代替バス
  - 登米市民バス 瀬峰駅 - 登米
- 未開業区間
  - 津谷（現在の本吉） - 佐沼 - 田尻
- 鉄道先行路線
- 鉄道先行路線廃止代替バス
- 並行して走る民間路線バス
- 並行して走る主な道路
  - 三陸沿岸道路
- その他・特記事項
  - 仙北鉄道は厳密には一部しか本路線と重ならないが、佐沼と東北本線との接続という点については合致する。

#### 第18号
- 原文
  - 宮城県松島ヨリ石巻ヲ経テ女川ニ至ル鉄道
- 現在の地名・地区名での表記
  - 宮城県宮城郡松島町松島地区中心街より宮城県石巻市中心街を経て宮城県牡鹿郡女川町中心街に至る鉄道
- 開業区間
  - 東日本旅客鉄道仙石線 松島海岸 - 石巻 27.0 km
  - 東日本旅客鉄道石巻線 石巻 - 女川 17.0 km
  - 金華山軌道 石巻湊 - 女川 13.9 km
- 廃止区間
  - 金華山軌道 石巻湊 - 女川 13.9 km（1940年5月2日 廃止）
- 転換バス
- 転換バス廃止代替バス
- 未開業区間
- 鉄道先行路線
- 鉄道先行路線廃止代替バス
- 並行して走る民間路線バス
- 並行して走る主な道路
  - 三陸沿岸道路松島海岸インターチェンジ-石巻女川インターチェンジ
- その他・特記事項
  - 金華山軌道 石巻湊 - 女川 13.9kmは、1939年（昭和14年）10月29日以降、休止。

#### 第19号
- 原文
  - 宮城県仙台ヨリ古川ニ至ル鉄道
- 現在の地名・地区名での表記
  - 宮城県仙台市中心街より宮城県大崎市古川に至る鉄道
- 開業区間
  - 仙台鉄道 通町 - 西古川
  - 東北新幹線 仙台 - 古川
  - 仙台市地下鉄南北線 北仙台 - 泉中央
- 廃止区間
  - 仙台鉄道 通町 - 北仙台（1937年2月廃止）
  - 仙台鉄道 北仙台 - 加美中新田（1956年3月または4月廃止）
  - 仙台鉄道 加美中新田 - 西古川（1960年5月1日廃止）
- 転換バス
  - ミヤコーバス中新田線
- 転換バス廃止代替バス
  - ミヤコーバス 仙台加美線
  - ミヤコーバス 色麻線
  - ミヤコーバス 吉岡線
- 未開業区間
  - 全区間開業
- 鉄道先行路線
  - 日本国有鉄道古川線
    - 古川本線
    - 金成線

  - 日本国有鉄道仙台盛岡急行線（アーバン号）
- 鉄道先行路線廃止代替バス
  - 大崎市民バス・栗原市民バス 古川線（旧ミヤコーバス線）
  - 栗原市民バス 築館一関線（旧ミヤコーバス線）
  - 大崎市民バス 三本木大衡線（旧ミヤコーバス線）
  - 栗原市民バス 若柳線（旧ミヤコーバス線。上記3路線と異なりグリーン観光バスが受託運行している）
  - 東日本急行 仙台 - 金成線
  - 東日本急行仙台 - 一関線
- 並行して走る民間路線バス
  - ミヤコーバス 仙台古川線
  - ミヤコーバス 仙台高清水線
  - ミヤコーバス仙台大衡線
- 並行して走る主な道路
  - 東北自動車道仙台宮城インターチェンジ-古川インターチェンジ
- その他・特記事項
  - 仙台鉄道の加美中新田以南は1950年8月7日より運行休止、1956年に正式に廃止。

#### 第20号
- 原文
  - 宮城県仙台ヨリ山形県山寺ヲ経テ山形ニ至ル鉄道 及宮城県川崎附近ヨリ分岐シテ山形県神町ニ至ル鉄道
- 現在の地名・地区名での表記
  - 宮城県仙台市中心街より山形県山形市山寺を経て山形県山形市中心街に至る鉄道 及び 仙台市青葉区作並川崎付近より分岐して山形県東根市神町に至る鉄道
- 開業区間
  - 東日本旅客鉄道仙山線 仙台 - 山寺 - 羽前千歳 58.0 km
- 廃止区間
- 転換バス
- 転換バス廃止代替バス
- 未開業区間
  - 川崎 - 神町
- 鉄道先行路線
- 鉄道先行路線廃止代替バス
- 並行して走る民間路線バス
  - 山交バス特急48ライナー 仙台駅 - 作並温泉 - さくらんぼ東根駅
- 並行して走る主な道路
  - 国道48号
- その他・特記事項
  - 旧法第2条の「宮城県下仙台ヨリ山形県下天童若ハ宮城県下石ノ巻ヨリ小牛田ヲ経テ山形県下舟形ニ至ル鉄道」の前半部のルートを変更したもの。

#### 第21号
- 原文
  - 宮城県長町ヨリ青根附近ニ至ル鉄道
- 現在の地名・地区名での表記
  - 宮城県仙台市太白区長町より宮城県柴田郡川崎町青根温泉付近に至る鉄道
- 開業区間
  - 仙南交通秋保線 長町 - 秋保温泉 16.0 km
- 廃止区間
  - 仙南交通秋保線 長町 - 秋保温泉 16.0 km（1961年5月8日 廃止）
- 転換バス
  - 宮城交通 長町駅 - 秋保温泉
- 転換バス廃止代替バス
- 未開業区間
  - 秋保温泉 - 青根
- 鉄道先行路線
- 鉄道先行路線廃止代替バス
- 並行して走る民間路線バス
- 並行して走る主な道路
- その他・特記事項

#### 第21号ノ2
- 原文
  - 宮城県槻木附近ヨリ丸森ニ至ル鉄道
- 現在の地名・地区名での表記
  - 宮城県柴田郡柴田町大字槻木より宮城県伊具郡丸森町中心街に至る鉄道
- 開業区間
  - 阿武隈急行阿武隈急行線 槻木 - 丸森 17.4 km
- 廃止区間
- 転換バス
- 転換バス廃止代替バス
- 未開業区間
  - 全区間開業
- 鉄道先行路線
  - 国鉄バス 仙台南・角田本線 槻木 - 磐城角田 - 丸森
- 鉄道先行路線廃止代替バス
- 並行して走る民間路線バス
- 並行して走る主な道路
- その他・特記事項
  - 「鉄道敷設法等の一部を改正する法律」（昭和28年法律第147号）より追加。第27号の福島 - 丸森と合わせ、東北本線の勾配緩和を目的とした別線建設のために追加された。

#### 第22号
- 原文
  - 宮城県白石ヨリ山形県上ノ山ニ至ル鉄道
- 現在の地名・地区名での表記
  - 宮城県白石市中心街より 山形県上山市中心街に至る鉄道
- 開業区間
  - 全区間未開業
- 廃止区間
- 転換バス
- 転換バス廃止代替バス
- 未開業区間
  - 日本国有鉄道上白線　白石 - 上ノ山（現在のかみのやま温泉）
- 鉄道先行路線
- 鉄道先行路線廃止代替バス
- 並行して走る民間路線バス
  - 七ヶ宿町町営バス 白石駅 - 七ヶ宿町役場 - 干蒲（七ヶ宿町役場乗り換え）
  - 山交バス 上山 - 赤山
- 並行して走る主な道路
  - 山形県道・宮城県道13号上山七ヶ宿線
  - 宮城県道51号南蔵王七ヶ宿線
- その他・特記事項
  - 1917年に鈴木学経営軌道が白石と七ヶ宿を結ぶ人車軌道の免許を取得したが1925年に失効している[1]。

#### 第23号
- 原文
  - 山形県鶴岡ヨリ大鳥ニ至ル鉄道
- 現在の地名・地区名での表記
  - 山形県鶴岡市中心街より山形県鶴岡市大鳥に至る鉄道
- 開業区間
  - 全区間未開業
- 廃止区間
- 転換バス
- 転換バス廃止代替バス
- 未開業区間
  - 鶴岡 - 大鳥
- 鉄道先行路線
- 鉄道先行路線廃止代替バス
- 並行して走る民間路線バス
  - 庄内交通大鳥線 鶴岡駅前 - 大鳥（朝日岳登山口）
- 並行して走る主な道路
  - 国道112号
- その他・特記事項
  - 庄内交通大鳥線は、1995年9月から2014年3月まではあさひ交通だった。
  - 庄内交通の前身である庄内電鉄が湯野浜線の延長として1927年に鶴岡から途中の山添までの鉄道免許を取得したが1935年に失効している[2]。

#### 第24号
- 原文
  - 山形県楯岡ヨリ寒河江ニ至ル鉄道
- 現在の地名・地区名での表記
  - 山形県村山市楯岡より山形県寒河江市に至る鉄道
- 開業区間
  - 全区間未開業
- 廃止区間
- 転換バス
- 転換バス廃止代替バス
- 未開業区間
  - 日本国有鉄道寒楯線 楯岡（現在の村山） - 寒河江
- 鉄道先行路線
- 鉄道先行路線廃止代替バス
- 並行して走る民間路線バス
  - 山交バス 寒河江バスターミナル - 谷地
  - 山形交通 谷地 - 村山
- 並行して走る主な道路
- その他・特記事項
  - 1925年に村山電気鉄道が寒河江から谷地への鉄道免許を取得したが1927年に失効している[2]。

#### 第25号
- 原文
  - 山形県左沢ヨリ荒砥ニ至ル鉄道
- 現在の地名・地区名での表記
  - 山形県西村山郡大江町大字左沢より山形県西置賜郡白鷹町大字荒砥に至る鉄道
- 開業区間
  - 全区間未開業
- 廃止区間
- 転換バス
- 転換バス廃止代替バス
- 未開業区間
  - 日本国有鉄道左荒線　左沢 - （東五百川） - 荒砥
- 鉄道先行路線
- 鉄道先行路線廃止代替バス
- 並行して走る民間路線バス
  - 山交バス 左沢 - 宮宿（東五百川）
- 並行して走る主な道路
- その他・特記事項
  - 中央タクシーが「まぼろしの左荒線を行く！」として左沢から荒砥までを周遊するツアーを行っている[3]。また、未開通区間をデュアル・モード・ビークルで直通させようと活動している「DMVを推進する会」が存在する。

#### 第26号
- 原文
  - 山形県米沢ヨリ福島県喜多方ニ至ル鉄道
- 現在の地名・地区名での表記
  - 山形県米沢市中心街より福島県喜多方市中心街に至る鉄道
- 開業区間
  - 日本国有鉄道日中線 熱塩 - 喜多方 11.6 km
- 廃止区間
  - 日本国有鉄道日中線 熱塩- 喜多方 11.6 km（1984年4月1日 廃止）
- 転換バス
  - 会津乗合自動車 日中線記念館前 - 喜多方駅前
- 転換バス廃止代替バス
- 未開業区間
  - 米沢 - 日中 - 熱塩
- 鉄道先行路線
- 鉄道先行路線廃止代替バス
- 並行して走る民間路線バス
  - 会津乗合自動車 千石沢 - 日中線記念館前
  - 広田タクシーますこっとくん 東山温泉 - 喜多方駅 - 日中線記念館前 - 米沢駅（予約制の季節運行。2014年限りで廃止）
- 並行して走る主な道路
  - 国道121号
- その他・特記事項
  - 米沢と今市を結ぶ野岩羽線構想の一環として制定された条文。

#### 第27号
- 原文
  - 福島県福島ヨリ宮城県丸森ヲ経テ福島県中村ニ至ル鉄道 及丸森ヨリ分岐シテ白石ニ至ル鉄道
- 現在の地名・地区名での表記
  - 福島県福島市中心街より宮城県伊具郡丸森町を経て福島県相馬市中村に至る鉄道 及び宮城県伊具郡丸森町より分岐して宮城県白石市中心街に至る鉄道
- 開業区間
  - 阿武隈急行阿武隈急行線 福島 - 丸森 37.5 km
- 廃止区間
- 転換バス
- 転換バス廃止代替バス
- 未開業区間
  - 丸森 - 中村（現在の相馬）
  - 丸森 - 白石
- 鉄道先行路線
  - ジェイアールバス東北角田線（1999年4月1日　廃止）
    - 角田本線 天神町 - 丸森 - 相馬
    - 白石線 天神町 - 白石
- 鉄道先行路線廃止代替バス
  - 福島交通椎木線 南菅谷 - 椎木 - 相馬営業所（南菅谷 - 椎木は20xx年廃止）
  - 丸森町民バス大内線 角田 - 丸森 - 大内
  - 白石市民バス白川線 白石駅 - 大卒塔婆
- 並行して走る民間路線バス
- 並行して走る主な道路
- その他・特記事項
  - 第21号ノ2も参照。

#### 第28号
- 原文
  - 福島県川俣ヨリ浪江ニ至ル鉄道
- 現在の地名・地区名での表記
  - 福島県伊達郡川俣町より福島県双葉郡浪江町に至る鉄道
- 開業区間
  - 全区間未開業
- 廃止区間
- 転換バス
- 転換バス廃止代替バス
- 未開業区間
  - 岩代川俣 - 浪江
- 鉄道先行路線
  - ジェイアールバス東北福浪線 福島 - 浪江(南小学校前 - 浪江は2008年3月31日までに段階的に廃止)
- 鉄道先行路線廃止代替バス
  - 川俣町営バス 絹の里ふれあい号 川俣高校前 - 川俣鉄砲町 - 山木屋水境
  - 浪江町営バス 山木屋水境 - 浪江駅
- 並行して走る民間路線バス
- 並行して走る主な道路
- その他・特記事項
  - 川俣には1926年に川俣線（松川 - 岩代川俣）が開通。

#### 第29号
- 原文
  - 福島県柳津ヨリ只見ヲ経テ新潟県小出ニ至ル鉄道 及只見ヨリ分岐シテ古町ニ至ル鉄道
- 現在の地名・地区名での表記
  - 福島県河沼郡柳津町中心街より福島県南会津郡只見町中心街を経て新潟県魚沼市小出地区中心街に至る鉄道 及び福島県南会津郡只見町中心街より分岐して福島県南会津郡南会津町古町に至る鉄道
- 開業区間
  - 東日本旅客鉄道只見線 会津柳津 - 只見 - 小出 101.9 km
- 廃止区間
- 転換バス
- 転換バス廃止代替バス
- 未開業区間
  - 只見 - 古町
- 鉄道先行路線
- 鉄道先行路線廃止代替バス
- 並行して走る民間路線バス
  - 会津バス　只見駅 - 梁取 - 山口車庫(2007年廃止)
  - 南会津町営バス　梁取 - 山口車庫（2008年廃止）
  - 会津バス　（会津田島駅 - )山口車庫 - 古町
- 並行して走る主な道路
- その他・特記事項
  - 古町には2015年現在、会津田島駅との間に会津乗合自動車のバス路線がある。
  - 2018年現在、田島・只見ツアーバスが事前予約制で会津田島駅と只見駅を結んでおり、2018年には期間限定で同線に増便する形で会津バスが広域バスを運行し山口車庫にも下車できた。2019年より只見町が「只見線利活用計画」の一環として、只見・会津田島間で定期ワゴン（ジャンボタクシー）の運行を開始し[4]、「自然首都・只見号」の名称で2023年時点では1日2往復が運行されている[5]

#### 第30号
- 原文
  - 福島県須賀川ヨリ長沼ニ至ル鉄道
- 現在の地名・地区名での表記
  - 福島県須賀川市中心街より福島県須賀川市長沼に至る鉄道
- 開業区間
  - 全区間未開業
- 廃止区間
- 転換バス
- 転換バス廃止代替バス
- 未開業区間
  - 須賀川 - 長沼
- 鉄道先行路線
- 鉄道先行路線廃止代替バス
- 並行して走る民間路線バス
  - 福島交通長沼線 須賀川駅 - 長沼高校前
- 並行して走る主な道路
  - 国道118号
- その他・特記事項

#### 第31号
- 原文
  - 福島県平ヨリ小名浜ニ至ル鉄道
- 現在の地名・地区名での表記
  - 福島県いわき市平より福島県いわき市小名浜に至る鉄道
- 開業区間
- 廃止区間
- 転換バス
- 転換バス廃止代替バス
- 未開業区間
  - 全区間未開業
- 鉄道先行路線
- 鉄道先行路線廃止代替バス
- 並行して走る民間路線バス
  - 新常磐交通 いわき駅 -  小名浜
- 並行して走る主な道路
- その他・特記事項
  - 小名浜には、常磐線泉から福島臨海鉄道本線が、本条文制定当時馬車鉄道としてすでに開業していた（1926年に内燃化、1941年に1067mm軌間に改軌。1972年以降は貨物専用）。本条文はそれとは別に平（現・いわき）から小名浜を直結する計画である。

#### 第32号
- 原文
  - 福島県石川ヨリ植田ニ至ル鉄道
- 現在の地名・地区名での表記
  - 福島県石川郡石川町中心街より福島県いわき市植田町に至る鉄道
- 開業区間
  - 全区間未開業
- 廃止区間
- 転換バス
- 転換バス廃止代替バス
- 未開業区間
  - 磐城石川 - 植田
- 鉄道先行路線
  - 国鉄バス磐城南線　磐城石川 - 植田（1978年廃止）
- 鉄道先行路線廃止代替バス
- 並行して走る民間路線バス
  - 新常磐交通 植田 - 上遠野
  - 福島交通上遠野線 磐城石川駅 - 仁田 - 上遠野（2007年廃止）
  - 福島交通仁田線 磐城石川駅 - 仁田
- 並行して走る主な道路
- その他・特記事項

#### 第33号
- 原文
  - 栃木県今市ヨリ高徳ヲ経テ福島県田島ニ至ル鉄道 及高徳ヨリ分岐シテ矢板ニ至ル鉄道
- 現在の地名・地区名での表記
  - 栃木県日光市今市より栃木県日光市高徳を経て福島県南会津郡南会津町田島に至る鉄道 及び栃木県日光市高徳より分岐して栃木県矢板市矢板に至る鉄道
- 開業区間
  - 下野電気鉄道（旧線） 新今市 - 【大谷川右岸】
  - 東武鉄道鬼怒川線 下今市 - 【大谷川右岸】 - 新高徳 - 新藤原 16.2 km
  - 野岩鉄道会津鬼怒川線 新藤原 - 会津高原尾瀬口 30.7 km
  - 会津鉄道会津線 会津高原尾瀬口 - 会津田島 15.4 km
  - 東武鉄道矢板線 新高徳 - 矢板間 23.5 km
- 廃止区間
  - 下野電気鉄道 新今市 - 【大谷川右岸】（1929年10月22日 廃止）
  - 東武鉄道矢板線 新高徳 - 矢板 23.5 km（1959年6月30日 廃止）
- 転換バス
  - 東武バス→東野交通 新高徳駅 - 矢板駅
- 転換バス廃止代替バス
  - 塩谷町営バス→藤田合同タクシー→しおや交通 新高徳駅 - 矢板駅
- 未開業区間
  - 全区間開業
- 鉄道先行路線
- 鉄道先行路線廃止代替バス
- 並行して走る民間路線バス
- 並行して走る主な道路
  - 国道121号
  - 栃木県道77号宇都宮船生高徳線（日光市高徳 - 塩谷町船生） - 国道461号（矢板市）
- その他・特記事項
  - 野岩羽線構想のうち、喜多方より南側の区間を定めた条文。
  - 下今市 - 会津高原尾瀬口 -  会津田島は、直通運転。
  - 下今市 - 鬼怒川温泉では東日本旅客鉄道新宿駅から東武鉄道鬼怒川温泉駅に乗り入れる「きぬがわ」が運行されている。

#### 第33号ノ2
- 原文
  - 栃木県上三依ヨリ西那須野ニ至ル鉄道
- 現在の地名・地区名での表記
  - 栃木県日光市上三依より栃木県那須塩原市西那須野地区中心街に至る鉄道
- 開業区間
  - 塩原電車　西那須野駅 - 塩原口　14.6 km
- 廃止区間
  - 塩原電車　西那須野駅 - 塩原口　14.6 km（1936年1月14日　廃止）
- 転換バス
- 転換バス廃止代替バス
- 未開業区間
  - 下野上三依（現在の上三依塩原温泉口） - 塩原口
- 鉄道先行路線
  - ジェイアールバス関東日塩線 上三依塩原温泉口駅 - 塩原温泉バスターミナル（200X年XX月XX日 廃止）
  - ジェイアールバス関東塩原本線 塩原温泉バスターミナル - 西那須野駅
- 鉄道先行路線廃止代替バス
  - 那須塩原市地域バス塩原・上三依線 上三依塩原温泉口駅 - 塩原温泉バスターミナル
- 並行して走る民間路線バス
- 並行して走る主な道路
- その他・特記事項
  - 「鉄道敷設法の一部を改正する法律」（昭和37年法律第131号）より追加。
  - 那須塩原市営バス塩原・上三依線の運行は、ジェイアールバス関東に委託。

#### 第34号
- 原文
  - 栃木県日光ヨリ足尾ニ至ル鉄道
- 現在の地名・地区名での表記
  - 栃木県日光市日光より栃木県日光市足尾町に至る鉄道
- 開業区間
  - 東武鉄道日光軌道線 日光駅前 - 馬返 10.6 km
- 廃止区間
  - 東武鉄道日光軌道線 日光駅前 - 馬返 10.6 km（1968年2月25日 廃止）
- 転換バス
  - 東武バス日光 JR日光駅 - 馬返
- 転換バス廃止代替バス
- 未開業区間
  - 馬返 - 足尾
- 鉄道先行路線
- 鉄道先行路線廃止代替バス
- 並行して走る民間路線バス
  - 日光市営バス 日光 - 間藤
- 並行して走る主な道路
  - 国道122号
- その他・特記事項
  - 日光市営バスは、以前は東武バスによる運行であった。

#### 第35号
- 原文
  - 栃木県鹿沼ヨリ栃木ヲ経テ茨城県古河ニ至ル鉄道
- 現在の地名・地区名での表記
  - 栃木県鹿沼市中心街より栃木県栃木市中心街を経て茨城県古河市古河に至る鉄道
- 開業区間
  - 東武鉄道日光線 新鹿沼 - 栃木 - 新古河 46.2 km
- 廃止区間
- 転換バス
- 転換バス廃止代替バス
- 未開業区間
  - 全区間開業
- 鉄道先行路線
- 鉄道先行路線廃止代替バス
- 並行して走る民間路線バス
- 並行して走る主な道路
- その他・特記事項
  - 東武日光線新古河駅は、古河市から渡良瀬川対岸に当たる埼玉県加須市に所在。東北本線とは新古河駅の隣駅である栗橋駅で接続している。
  - 同区間では東日本旅客鉄道新宿駅から東武鉄道東武日光駅・鬼怒川温泉駅に乗り入れる日光・きぬがわが運行されている。

#### 第36号
- 原文
  - 栃木県茂木ヨリ烏山ヲ経テ茨城県大子ニ至ル鉄道 及栃木県大桶附近ヨリ分岐シテ黒磯ニ至ル鉄道
- 現在の地名・地区名での表記
  - 栃木県芳賀郡茂木町大字茂木より栃木県那須烏山市烏山地区を経て茨城県久慈郡大子町大字大子に至る鉄道 及び栃木県那須烏山市大桶付近より分岐して栃木県那須塩原市黒磯地区に至る鉄道
- 開業区間
  - 全区間未開業
- 廃止区間
- 転換バス
- 転換バス廃止代替バス
- 未開業区間
  - 茂木 - 烏山 - 大桶 - 常陸大子
  - 大桶 - 黒磯
- 鉄道先行路線
  - ジェイアールバス関東常野線 茂木 - 須藤 - 芳賀黒田  - 烏山 （のちに廃止）
  - ジェイアールバス関東常野線 烏山 - 常陸大子（2011年3月廃止）
- 鉄道先行路線廃止代替バス
  - 那須烏山市営バス 市塙黒田烏山線 烏山駅 - 芳賀黒田
  - 茂木町営バス須藤線 茂木駅 - 須藤 - 芳賀黒田（2011年10月1日廃止）
  - 那須烏山市営バス 馬頭烏山線 烏山駅 - 大桶 - 小川仲町 - 那珂川町役場
- 並行して走る民間路線バス
- 並行して走る主な道路
  - 国道294号
- その他・特記事項
  - ジェイアールバス常野線は、末期には須藤乗り継ぎとなったのち、1993年6月1日に茂木 - 芳賀黒田を廃止。その後、残りの区間も廃止された。
  - 那須烏山市大桶は烏山駅北方の国道294号沿いの大字。国道294号沿いには1924年から1939年まで、黒羽 - 那須小川間で東野鉄道が通じており、那須小川から東進して常陸大子、および南進して烏山まで延伸する鉄道免許を持っていた。

#### 第37号
- 原文
  - 栃木県市塙ヨリ宝積寺ニ至ル鉄道
- 現在の地名・地区名での表記
  - 栃木県芳賀郡市貝町大字市塙より栃木県塩谷郡高根沢町大字宝積寺に至る鉄道
- 開業区間
  - 宇都宮陸軍航空廠線 宝積寺 - 鐺山　11.9 km
- 廃止区間
  - 宇都宮陸軍航空廠線 宝積寺 - 鐺山　11.9 km（1945年（昭和20年）11月1日 廃止）
- 転換バス
- 転換バス廃止代替バス
- 未開業区間
  - 日本国有鉄道市宝線　市塙 - 鐺山（- 宝積寺）
- 鉄道先行路線
  - ジェイアールバス関東水都西線 作新学院前　- JR宇都宮駅前 - 市塙駅入口 - 茂木駅前
- 鉄道先行路線廃止代替バス
- 並行して走る民間路線バス
- 並行して走る主な道路
- その他・特記事項
  - 真岡線建設時に七井 - 宇都宮の鉄道計画が浮上したものの、鉄道院はこの計画を否定して真岡線は茂木・烏山、および宇都宮方面の路線の代替として宝積寺への延伸のみを決定した。同計画は民間により「河芳鉄道」としてなおも続行しようとするものの鬼怒川への架橋がネックとなり頓挫した。その後は筑波鉄道が宇岩線として計画を編入するものの経済不況で再び頓挫した[6]。同計画線の一部には宇都宮ライトレール宇都宮芳賀ライトレール線が開業し、真岡線方面への延伸構想も存在するが、この路線も建設費用の増加と工事の遅延に悩まされた。

#### 第38号
- 原文
  - 茨城県水戸ヨリ阿野沢ヲ経テ東野附近ニ至ル鉄道 及阿野沢ヨリ分岐シテ栃木県茂木ニ至ル鉄道
- 現在の地名・地区名での表記
  - 茨城県水戸市中心街よりを茨城県東茨城郡城里町阿野沢地区を経て茨城県常陸大宮市東野付近に至る鉄道 及び茨城県東茨城郡城里町阿野沢地区より分岐して栃木県芳賀郡茂木町中心街に至る鉄道
- 開業区間
  - 茨城交通水浜線 水戸駅前 - 上水戸 3.6 km
  - 茨城交通茨城線（御前山線） 上水戸 - 大学前 - 石塚 - 阿野沢 - 御前山 21.9 km
- 廃止区間
  - 茨城交通水浜線 水戸駅前 - 上水戸 3.6 km（1965年6月11日 廃止）
  - 茨城交通茨城線（御前山線） 上水戸 - 大学前 1.0 km（1971年2月11日 廃止）
  - 茨城交通茨城線（御前山線） 大学前 - 石塚 12.3 km（1968年6月16日 廃止）
  - 茨城交通茨城線（御前山線） 石塚 - 阿野沢 - 御前山 8.6 km（1966年6月1日 廃止）
- 転換バス
  - 茨城交通 水戸駅 - 茨大前 - 石塚 - 御前山車庫
- 転換バス廃止代替バス
- 未開業区間
  - 茨城交通 御前山 - 長倉 - 玉川村
  - 日本国有鉄道長倉線 長倉 - 茂木
- 鉄道先行路線
  - 日本国有鉄道水都東線 水戸 - 赤沢（1980年12月26日廃止）
  - ジェイアールバス関東水都西線 赤沢 - 長倉宿 - 茂木（1993年6月1日廃止）
- 鉄道先行路線廃止代替バス
- 並行して走る民間路線バス
  - 茨城交通 御前山車庫 - 長倉
  - 茨城交通 御前山車庫 - ツインリンクもてぎ
  - ジェイアールバス関東茂木線 茂木駅 - ツインリンクもてぎ
- 並行して走る主な道路
  - 国道123号
- その他・特記事項

#### 第39号
- 原文
  - 茨城県水戸ヨリ鉾田ヲ経テ鹿島ニ至ル鉄道
- 現在の地名・地区名での表記
  - 茨城県水戸市中心街より茨城県鉾田市鉾田を経て茨城県鹿嶋市中心街に至る鉄道
- 開業区間
  - 鹿島臨海鉄道大洗鹿島線 水戸 - 新鉾田 - 荒野台 - 鹿島サッカースタジアム 53.0 km
  - 茨城交通水浜線 水戸駅前 - 大貫 11.9 km
  - 鹿島軌道 大貫 - 鉾田 17.5 km
- 廃止区間
  - 茨城交通水浜線 水戸駅前 - 大貫 11.9 km（1966年6月廃止）
  - 鹿島軌道 大貫 - 鉾田 17.5 km（1930年5月廃止）
- 転換バス
- 転換バス廃止代替バス
- 未開業区間
  - 全区間開業
- 鉄道先行路線
  - 国鉄バス水戸南線 水戸 - 大貫海岸（1989年廃止）
- 鉄道先行路線廃止代替バス
- 並行して走る民間路線バス
- 並行して走る主な道路
  - 国道51号
  - 東関東自動車道鉾田インターチェンジ-茨城町ジャンクション
  - 北関東自動車道茨城町ジャンクション-水戸南インターチェンジ
- その他・特記事項
  - 鹿島サッカースタジアム駅は、茨城県立カシマサッカースタジアムでのサッカー試合が開催される日のみ旅客扱いを行う臨時駅。1994年3月11日までは、貨物駅の北鹿島駅であった。

#### 第39号ノ2
- 原文
  - 茨城県鹿島ヨリ千葉県佐原ニ至ル鉄道
- 現在の地名・地区名での表記
  - 茨城県鹿嶋市より千葉県香取市佐原に至る鉄道
- 開業区間
  - 東日本旅客鉄道鹿島線 鹿島サッカースタジアム - 鹿島神宮 - 香取 17.4 km
- 廃止区間
- 転換バス
- 転換バス廃止代替バス
- 未開業区間
  - 全区間開業
- 鉄道先行路線
- 鉄道先行路線廃止代替バス
- 並行して走る民間路線バス
- 並行して走る主な道路
  - 国道51号
  - 東関東自動車道佐原香取インターチェンジ-潮来インターチェンジ
- その他・特記事項
  - 「鉄道敷設法の一部を改正する法律」（昭和37年法律第131号）より追加。実際の開業は第39号よりもこちらが先行した。

#### 第40号
- 原文
  - 茨城県常陸大宮ヨリ太田ヲ経テ大甕ニ至ル鉄道
- 現在の地名・地区名での表記
  - 茨城県常陸大宮市中心街より茨城県常陸太田市中心街を経て茨城県日立市大みか町に至る鉄道
- 開業区間
  - 日立電鉄日立電鉄線 常北太田 - 大甕 11.5 km
- 廃止区間
  - 日立電鉄日立電鉄線 常北太田 - 大甕 11.5 km（2005年4月1日 廃止）
- 転換バス
  - 日立電鉄交通サービス 太田駅 - 大甕駅前
- 転換バス廃止代替バス
- 未開業区間
  - 常陸大宮 - 常陸太田
- 鉄道先行路線
- 鉄道先行路線廃止代替バス
- 並行して走る民間路線バス
  - 茨城交通総合福祉会館〜常陸太田駅〜上宮田代線（常陸太田駅 - 花房西）
- 並行して走る主な道路
- その他・特記事項

#### 第41号
- 原文
  - 茨城県勝田ヨリ上菅谷ニ至ル鉄道
- 現在の地名・地区名での表記
  - 茨城県ひたちなか市勝田中央より茨城県那珂市菅谷に至る鉄道
- 開業区間
  - 全区間未開業
- 廃止区間
- 転換バス
- 転換バス廃止代替バス
- 未開業区間
  - 勝田 - 上菅谷
- 鉄道先行路線
- 鉄道先行路線廃止代替バス
- 並行して走る民間路線バス
- 並行して走る主な道路
- その他・特記事項

#### 第42号
- 原文
  - 茨城県高浜ヨリ玉造ヲ経テ延方ニ至ル鉄道 及玉造ヨリ分岐シテ鉾田ニ至ル鉄道
- 現在の地名・地区名での表記
  - 茨城県石岡市高浜より茨城県行方市玉造を経て茨城県潮来市延方に至る鉄道 及び茨城県行方市玉造より分岐して茨城県鉾田市鉾田に至る鉄道
- 開業区間
  - 鹿島鉄道鹿島鉄道線 石岡 - 玉造町 - 鉾田 26.9 km
- 廃止区間
  - 鹿島鉄道鹿島鉄道線  石岡 - 玉造町 - 鉾田 26.9 km（2007年4月1日 廃止）
- 転換バス
  - 関鉄グリーンバス(かしてつバス) 石岡駅 - 玉造町 - 鉾田駅
- 転換バス廃止代替バス
- 未開業区間
  - 玉造町 - 延方
- 鉄道先行路線
- 鉄道先行路線廃止代替バス
- 並行して走る民間路線バス
- 並行して走る主な道路
  - 国道355号 - （行方市高須） - 国道354号
- その他・特記事項
  - 常磐線石岡駅は高浜駅の隣駅。鹿島鉄道線の前身にあたる鹿島参宮鉄道は、延方への延伸構想を当初持っていた。

#### 第43号
- 原文
  - 茨城県土浦ヨリ水海道、境、埼玉県久喜、鴻巣、坂戸ヲ経テ飯能ニ至ル鉄道 及水海道ヨリ分岐シテ佐貫ニ至ル鉄道 並境ヨリ分岐シテ古河ニ至ル鉄道
- 現在の地名・地区名での表記
  - 茨城県土浦市中心街より茨城県常総市中心街、茨城県猿島郡境町、埼玉県久喜市中心街、 埼玉県鴻巣市鴻巣、埼玉県坂戸市坂戸を経て埼玉県飯能市大字飯能に至る鉄道 及び茨城県常総市中心街より分岐して茨城県龍ケ崎市佐貫町に至る鉄道 並びに茨城県猿島郡境町より分岐して茨城県古河市古河に至る鉄道
- 開業区間
  - 東武鉄道越生線 坂戸 - 西大家
  - 他区間未開業
- 廃止区間
- 転換バス
- 転換バス廃止代替バス
- 未開業区間
  - 常南電気鉄道谷田部線 土浦 - 水海道
  - 水海道 - 境 - 久喜 - 鴻巣 - 坂戸
  - 水海道 - 佐貫
  - 境 - 古河
  - 西大家 - 飯能（もしくは高麗川）
- 鉄道先行路線
- 鉄道先行路線廃止代替バス
- 並行して走る民間路線バス
  - 朝日自動車 古河駅 - 境車庫
- 並行して走る主な道路
  - 首都圏中央連絡自動車道（つくば牛久インターチェンジ - 狭山日高インターチェンジ）
  - 国道354号（土浦市 - 常総市 - 境町 - 古河市）
- その他・特記事項
  - 1963年から1984年まで東武越生線西大家駅から分岐し、日本セメント埼玉工場内（現・太平洋セメント埼玉工場）の日高貨物駅を経由して、高麗川駅まで通じていた西大家貨物線を介して、坂戸と飯能が地図上で鉄路が繋がっていた。

#### 第44号
- 原文
  - 茨城県土浦ヨリ江戸崎ニ至ル鉄道
- 現在の地名・地区名での表記
  - 茨城県土浦市中心街より茨城県稲敷市江戸崎に至る鉄道
- 開業区間
  - 常南電気鉄道阿見線 土浦駅前 - 阿見 4.6 km
- 廃止区間
  - 常南電気鉄道阿見線 土浦駅前 - 阿見 4.6 km（1938年3月1日 廃止）
- 転換バス
- 転換バス廃止代替バス
- 未開業区間
  - 阿見 - 江戸崎
- 鉄道先行路線
  - ジェイアールバス関東霞ヶ浦線 土浦 - 江戸崎
- 鉄道先行路線廃止代替バス
- 並行して走る民間路線バス
- 並行して走る主な道路
  - 国道125号
- その他・特記事項

#### 第45号
- 原文
  - 茨城県古河ヨリ栃木県佐野ニ至ル鉄道
- 現在の地名・地区名での表記
  - 茨城県古河市古河より栃木県佐野市中心街に至る鉄道
- 開業区間
  - 全区間未開業
- 廃止区間
- 転換バス
- 転換バス廃止代替バス
- 未開業区間
  - 古河 - 佐野
- 鉄道先行路線
- 鉄道先行路線廃止代替バス
- 並行して走る民間路線バス
- 並行して走る主な道路
- その他・特記事項

#### 第46号
- 原文
  - 千葉県佐原ヨリ小見川ヲ経テ松岸ニ至ル鉄道 及小見川ヨリ分岐シテ八日市場ニ至ル鉄道
- 現在の地名・地区名での表記
  - 千葉県香取市佐原地区中心街より千葉県香取市小見川を経て千葉県銚子市松岸町に至る鉄道 及び千葉県香取市小見川より分岐して千葉県匝瑳市八日市場地区中心街に至る鉄道
- 開業区間
  - 東日本旅客鉄道成田線 佐原 - 小見川 - 松岸 35.4 km
- 廃止区間
- 転換バス
- 転換バス廃止代替バス
- 未開業区間
  - 小見川 - 八日市場
- 鉄道先行路線
  - ジェイアールバス関東栗源線 佐原 - 多古
  - ジェイアールバス関東多古線 多古 - 八日市場
- 鉄道先行路線廃止代替バス
- 並行して走る民間路線バス
- 並行して走る主な道路
  - 国道356号
- その他・特記事項
  - 2015年現在、条文にある小見川駅からは香取市内循環バス山田循環線がJRバス栗源線に近接するルートを通るが、直接接続する箇所はない[7]。

#### 第47号
- 原文
  - 千葉県八幡宿ヨリ大多喜ヲ経テ小湊ニ至ル鉄道
- 現在の地名・地区名での表記
  - 千葉県市原市八幡より千葉県夷隅郡大多喜町大多喜を経て千葉県鴨川市小湊地区中心街に至る鉄道
- 開業区間
  - 小湊鉄道小湊鉄道線 五井 - 上総鶴舞 - 上総中野 39.1 km
- 廃止区間
- 転換バス
- 転換バス廃止代替バス
- 未開業区間
  - 八幡宿 - 大多喜 - 安房小湊
- 鉄道先行路線
- 鉄道先行路線廃止代替バス
- 並行して走る民間路線バス
  - 小湊鉄道バス 上総牛久 - 大多喜
  - 小湊鉄道バス 大多喜 - 勝浦
- 並行して走る主な道路
- その他・特記事項
  - 八幡宿駅は内房線で五井駅の隣駅。
  - 条文は、国道297号（大多喜街道）沿いに大多喜を経由してから安房小湊に向かうことを想定しているが、小湊鉄道線は上総鶴舞駅から国道297号から離れて上総久保駅以南では千葉県道81号市原天津小湊線（清澄養老ライン）沿いに建設されており、想定とは異なっている。

#### 第48号
- 原文
  - 千葉県木更津ヨリ久留里、大多喜ヲ経テ大原ニ至ル鉄道
- 現在の地名・地区名での表記
  - 千葉県木更津市木更津より千葉県君津市久留里市場、千葉県夷隅郡大多喜町大多喜を経て千葉県いすみ市大原に至る鉄道
- 開業区間
  - 東日本旅客鉄道久留里線 木更津 - 上総亀山 32.2 km
  - いすみ鉄道いすみ線 上総中野 - 大多喜 - 大原 26.8 km
  - 夷隅軌道 上総大多喜 - 大原 15.5 km
- 廃止区間
  - 夷隅軌道 上総大多喜 - 大原 15.5 km（1927年9月1日 廃止）
- 転換バス
- 転換バス廃止代替バス
- 未開業区間
  - 上総亀山 - 上総中野
- 鉄道先行路線
- 鉄道先行路線廃止代替バス
- 並行して走る民間路線バス
- 並行して走る主な道路
- その他・特記事項
  - 夷隅軌道はいすみ鉄道線（国鉄木原線）の建設に先立って開業し、木原線の建設により廃止となった。

#### 第49号
- 原文
  - 千葉県上総湊ヨリ鴨川ニ至ル鉄道
- 現在の地名・地区名での表記
  - 千葉県富津市湊より千葉県鴨川市中心部に至る鉄道
- 開業区間
  - 全区間未開業
- 廃止区間
- 転換バス
- 転換バス廃止代替バス
- 未開業区間
  - 上総湊 - 安房鴨川
- 鉄道先行路線
- 鉄道先行路線廃止代替バス
- 並行して走る民間路線バス
  - 日東交通 戸面原線 上総湊駅 - 戸面原ダム（旧国鉄連絡運輸路線）
  - 日東交通 長狭 - 金谷線 金束駅 - 鴨川駅東口（旧国鉄連絡運輸路線）
  - 日東交通 木更津 - 鴨川線 長狭学園正門前 - 鴨川駅西口
- 並行して走る主な道路
  - 国道465号
  - 千葉県道88号富津館山線
  - 千葉県道34号鴨川保田線
- その他・特記事項
  - 現在でも、一部に「駅」を名のるバス停があり、自動車駅として国鉄連絡運輸を行っていた名残が見られる。

#### 第49号ノ2
- 原文
  - 千葉県船橋ヨリ小金ニ至ル鉄道
- 現在の地名・地区名での表記
  - 千葉県船橋市中心街より千葉県松戸市小金に至る鉄道
- 開業区間
  - 東日本旅客鉄道武蔵野線 西船橋 - 新松戸 14.3 km
- 廃止区間
- 転換バス
- 転換バス廃止代替バス
- 未開業区間
  - 全区間開業
- 鉄道先行路線
- 鉄道先行路線廃止代替バス
- 並行して走る民間路線バス
- 並行して走る主な道路
  - 東京外環自動車道
- その他・特記事項
  - 「鉄道敷設法の一部を改正する法律」（昭和37年法律第131号）より追加。日本鉄道建設公団による建設中は「小金線」という名称が付けられていた。

#### 第50号
- 原文
  - 千葉県船橋ヨリ佐倉ニ至ル鉄道
- 現在の地名・地区名での表記
  - 千葉県船橋市中心街より千葉県佐倉市中心街に至る鉄道
- 開業区間
  - 京成電鉄京成本線 京成船橋 - 勝田台 - 京成佐倉 25.9 km
  - 東葉高速鉄道東葉高速線 西船橋 - 東葉勝田台 16.2 km
- 廃止区間
- 転換バス
- 転換バス廃止代替バス
- 未開業区間
- 鉄道先行路線
- 鉄道先行路線廃止代替バス
- 並行して走る民間路線バス
- 並行して走る主な道路
  - 国道296号
  - 京葉道路船橋インターチェンジ - 宮野木ジャンクション
  - 東関東自動車道宮野木ジャンクション - 佐倉インターチェンジ
- その他・特記事項
  - 東葉高速線については、佐倉市が延伸期成同盟を一時期作っていたことがあるが、同線の延伸自体が運輸政策審議会地方交通部会答申の検討路線の対象に含まれなかった[8]。

#### 第50号ノ2
- 原文
  - 千葉県我孫子ヨリ埼玉県大宮ニ至ル鉄道
- 現在の地名・地区名での表記
  - 千葉県我孫子市我孫子より埼玉県さいたま市大宮区に至る鉄道
- 開業区間
  - 東日本旅客鉄道武蔵野線 新松戸 - 南浦和 25.8 km
- 廃止区間
- 転換バス
- 転換バス廃止代替バス
- 未開業区間
  - 全区間開業
- 鉄道先行路線
- 鉄道先行路線廃止代替バス
- 並行して走る民間路線バス
- 並行して走る主な道路
  - 国道16号
  - 東京外環自動車道
- その他・特記事項
  - 「鉄道敷設法中改正法律」（昭和2年法律第37号）で追加。
  - 並行して走る開業路線として、東武野田線（東武アーバンパークライン） 柏 - 大宮 42.9 kmがある（1911年（明治44年）に一部区間が開業、全線開業は1930年（昭和5年））。現在の武蔵野線より条文の我孫子 - 大宮に近い。

#### 第50号ノ3
- 原文
  - 埼玉県与野ヨリ東京府立川ニ至ル鉄道
- 現在の地名・地区名での表記
  - 埼玉県さいたま市中央区より東京都立川市中心街に至る鉄道
- 開業区間
  - 東日本旅客鉄道武蔵野線 与野 - 西浦和 4.9 km（大宮支線）
  - 東日本旅客鉄道武蔵野線 南浦和 - 西浦和 - 新小平 - 西国分寺 27.8 km
  - 東日本旅客鉄道武蔵野線 新小平 - 国立 5.0 km（国立支線）
- 廃止区間
- 転換バス
- 転換バス廃止代替バス
- 未開業区間
  - 全区間開業
- 鉄道先行路線
- 鉄道先行路線廃止代替バス
- 並行して走る民間路線バス
- 並行して走る主な道路
- その他・特記事項
  - 「鉄道敷設法中改正法律」（昭和2年法律第37号）で追加。

#### 第50号ノ4
- 原文
  - 埼玉県大宮ヨリ川越ヲ経テ飯能附近ニ至ル鉄道
- 現在の地名・地区名での表記
  - 埼玉県さいたま市大宮区より埼玉県川越市川越を経て埼玉県飯能市飯能付近に至る鉄道
- 開業区間
  - 東日本旅客鉄道川越線 大宮 - 川越 - 高麗川 30.6 km
- 廃止区間
- 転換バス
- 転換バス廃止代替バス
- 未開業区間
  - 全区間開業
- 鉄道先行路線
- 鉄道先行路線廃止代替バス
- 並行して走る民間路線バス
- 並行して走る主な道路
  - 国道16号
- その他・特記事項
  - 鉄道敷設法中改正法律（昭和9年法律第18号）により追加。
  - 本号の追加前に、大宮と川越を結ぶ路面電車として1906年4月に開業、川越線開通後の1941年2月25日廃止された西武鉄道（初代、現社の前身）大宮線が存在した。

#### 第50号ノ5
- 原文
  - 東京都国分寺附近ヨリ神奈川県小倉附近ニ至ル鉄道
- 現在の地名・地区名での表記
  - 東京都国分寺市中心街付近より神奈川県川崎市幸区小倉に至る鉄道
- 開業区間
  - 東日本旅客鉄道武蔵野線 西国分寺 - 府中本町 - 新鶴見信号場 28.8 km
- 廃止区間
- 転換バス
- 転換バス廃止代替バス
- 未開業区間
  - 全区間開業
- 鉄道先行路線
- 鉄道先行路線廃止代替バス
- 並行して走る民間路線バス
- 並行して走る主な道路
- その他・特記事項
  - 「鉄道敷設法の一部を改正する法律」（昭和40年法律第7号）より追加。「神奈川県小倉」は新鶴見信号場の所在地付近で、府中本町以南は「武蔵野南線」と俗称される貨物線区間である。

#### 第51号
- 原文
  - 東京府八王子ヨリ埼玉県飯能ヲ経テ群馬県高崎ニ至ル鉄道
- 現在の地名・地区名での表記
  - 東京都八王子市中心街より埼玉県飯能市飯能を経て群馬県高崎市中心街に至る鉄道
- 開業区間
  - 東日本旅客鉄道八高線 八王子 - 倉賀野 92.0 km
- 廃止区間
- 転換バス
- 転換バス廃止代替バス
- 未開業区間
  - 全区間開業
- 鉄道先行路線
- 鉄道先行路線廃止代替バス
- 並行して走る民間路線バス
- 並行して走る主な道路
  - 首都圏中央自動車道八王子ジャンクション-狭山日高インターチェンジ
- その他・特記事項

#### 第51号ノ2
- 原文
  - 東京都品川附近ヨリ千葉県木更津附近ニ至ル鉄道
- 現在の地名・地区名での表記
  - 東京都品川区付近より千葉県木更津市木更津付近に至る鉄道
- 開業区間
  - 「その他・特記事項」に記載する理由により、第53号ノ2にて記載。
- 廃止区間
- 転換バス
- 転換バス廃止代替バス
- 未開業区間
  - 「その他・特記事項」に記載する理由により、第53号ノ2にて記載。
- 鉄道先行路線
- 鉄道先行路線廃止代替バス
- 並行して走る民間路線バス
- 並行して走る主な道路
- その他・特記事項
  - 「鉄道敷設法の一部を改正する法律」（昭和36年法律第142号）より追加。東京外環状線計画のうち、東京湾岸部の区間である。
  - ルートは 第38回国会運輸委員会第31号 において『東海道線品川附近から総武線木更津付近まで東京湾の沿岸に沿って、臨海工業地帯を縦走するもの』と明言されている。本条文は1965年に成立した「鉄道敷設法の一部を改正する法律」（昭和40年法律第7号）によって、起点を川崎市塩浜とした第53号ノ2に実質的に変更された[9]（ただし本条文自体は削除されていない）。

#### 第52号
- 原文
  - 東京府大崎ヨリ神奈川県長津田ヲ経テ松田ニ至ル鉄道
- 現在の地名・地区名での表記
  - 東京都品川区大崎より神奈川県横浜市緑区長津田を経て神奈川県足柄上郡松田町に至る鉄道
- 開業区間
  - 東急電鉄大井町線 大井町 - 二子玉川 10.4 km
  - 東急電鉄田園都市線 二子玉川 - 長津田 - 中央林間 22.1 km
  - 小田急電鉄江ノ島線 中央林間 - 相模大野 3.0 km
  - 小田急電鉄小田原線 相模大野 - 新松田 39.5 km
- 廃止区間
- 転換バス
- 転換バス廃止代替バス
- 未開業区間
- 鉄道先行路線
  - JRバス東名高速線 JRバス東京駅 - 東名松田
- 鉄道先行路線廃止代替バス
- 並行して走る民間路線バス
  - 小田急ハイウェイバス箱根線 バスタ新宿 - 松田バスストップ
- 並行して走る主な道路
  - 国道246号
  - 東名高速道路（東京 - 大井松田）
- その他・特記事項
  - 東名高速線の東名松田は急行便のみ停車。
  - 1955年より小田急小田原線と御殿場線を直通運転する列車が運行を開始し、現在は新宿駅と御殿場駅を結ぶ「ふじさん」が運行されている。
  - 通勤五方面作戦では東急線付近を経由して茅ケ崎に至る、本路線に類似した東海道開発線が計画された。

#### 第52号ノ2
- 原文
  - 神奈川県桜木町ヨリ北鎌倉ニ至ル鉄道
- 現在の地名・地区名での表記
  - 神奈川県横浜市中区桜木町より神奈川県鎌倉市山ノ内に至る鉄道
- 開業区間
  - 東日本旅客鉄道根岸線 桜木町 - 大船 20.1 km
- 廃止区間
- 転換バス
- 転換バス廃止代替バス
- 未開業区間
  - 全区間開業
- 鉄道先行路線
- 鉄道先行路線廃止代替バス
- 並行して走る民間路線バス
- 並行して走る主な道路
- その他・特記事項
  - 鉄道敷設法中改正法律（昭和12年法律第40号）で追加。
  - 条文では終点は北鎌倉駅とされたが、実際には大船駅に変更された。

#### 第53号
- 原文
  - 神奈川県横須賀ヨリ浦賀ニ至ル鉄道
- 現在の地名・地区名での表記
  - 神奈川県横須賀市中心街より神奈川県横須賀市浦賀に至る鉄道
- 開業区間
  - 京浜急行電鉄京急本線 横須賀中央 - 浦賀 5.6 km
- 廃止区間
- 転換バス
- 転換バス廃止代替バス
- 未開業区間
  - 全区間開業
- 鉄道先行路線
- 鉄道先行路線廃止代替バス
- 並行して走る民間路線バス
- 並行して走る主な道路
  - 国道16号
  - 横浜横須賀道路
- その他・特記事項

#### 第53号ノ2
- 原文
  - 神奈川県塩浜附近ヨリ千葉県木更津附近ニ至ル鉄道
- 現在の地名・地区名での表記
  - 神奈川県川崎市川崎区塩浜付近より千葉県木更津市木更津付近に至る鉄道
- 開業区間
  - 東日本旅客鉄道東海道本線 川崎貨物 - 東京貨物ターミナル 7.6 km（東海道貨物線）
  - 東京臨海高速鉄道りんかい線 東臨運輸区 - 品川埠頭分岐部信号場 - 新木場 6.8 km ※営業キロは品川埠頭分岐部信号場 - 新木場のもの[注釈 5]。
  - 東日本旅客鉄道京葉線 新木場 - 蘇我 35.6 km
  - 京葉臨海鉄道臨海本線 蘇我 - 北袖 19.9 km
- 廃止区間
- 転換バス
- 転換バス廃止代替バス
- 未開業区間
  - 日本国有鉄道京葉線 北袖 - 木更津
- 鉄道先行路線
- 鉄道先行路線廃止代替バス
- 並行して走る民間路線バス
- 並行して走る主な道路
  - 東京湾岸道路
    - 首都高速湾岸線 - 東関東自動車道（高谷JCT - 宮野木JCT）- 京葉道路 - 千葉南JCT - 館山自動車道
    - 国道357号 - （千葉市中央区村田町） - 国道16号
- その他・特記事項
  - 「鉄道敷設法の一部を改正する法律」（昭和40年法律第7号）よる追加。前記の通り、第51号ノ2の起点を「東京都品川附近」から「神奈川県塩浜附近」に変更する条文である[9]。川崎貨物駅の旧称（条文追加当時）は「塩浜操駅」であった。
  - りんかい線東臨運輸区は、東京貨物ターミナルに隣接。
  - 京葉臨海鉄道臨海本線 蘇我 - 北袖 19.9kmは、未完に終わった日本国有鉄道京葉線 蘇我 - 木更津の一部を成す予定であった。
  - 1997年に川崎（塩浜に近い浮島）と木更津を東京湾の下を海底トンネルで直線的に結ぶ自動車専用道路「東京湾アクアライン」が開通している。
  - JR東日本は、東臨運輸区と東京貨物ターミナルを接続させた上で東京国際空港方面へ延伸する羽田空港アクセス線（臨海部ルート）を計画しており、2024年時点では2031年の開業を目指すと報じられている[10]。

#### 第54号
- 原文
  - 群馬県渋川ヨリ中之条ヲ経テ長野原ニ至ル鉄道
- 現在の地名・地区名での表記
  - 群馬県渋川市渋川より群馬県吾妻郡中之条町大字中之条町を経て群馬県吾妻郡長野原町大字長野原に至る鉄道
- 開業区間
  - 東日本旅客鉄道吾妻線 渋川 - 長野原草津温泉口 42.3 km
  - 日本国有鉄道吾妻線 長野原（現在の長野原草津口） - 太子 5.7 km
- 廃止区間
  - 日本国有鉄道吾妻線 長野原（現在の長野原草津口） - 太子 5.7 km（1971年5月1日 廃止）
- 転換バス
- 転換バス廃止代替バス
- 未開業区間
  - 全区間開業
- 鉄道先行路線
  - 国鉄バス 渋川線（1935年開業）
- 鉄道先行路線廃止代替バス
- 並行して走る民間路線バス
- 並行して走る主な道路
- その他・特記事項

#### 第54号ノ2
- 原文
  - 群馬県長野原ヨリ嬬恋附近ニ至ル鉄道
- 現在の地名・地区名での表記
  - 群馬県吾妻郡長野原町大字長野原より群馬県吾妻郡嬬恋村付近に至る鉄道
- 開業区間
  - 東日本旅客鉄道吾妻線 長野原草津口 - 大前 11.3 km
- 廃止区間
- 転換バス
- 転換バス廃止代替バス
- 未開業区間
  - 全線開業
- 鉄道先行路線
  - ジェイアールバス関東鹿沢菅平線 長野原草津温泉口 -　嬬恋役場前（2007年4月1日 廃止）
- 鉄道先行路線廃止代替バス
- 並行して走る民間路線バス
- 並行して走る主な道路
- その他・特記事項
  - 「鉄道敷設法等の一部を改正する法律」（昭和28年法律第147号）より追加。
  - 大前駅は嬬恋村役場に近接。
  - 国鉄バス→JRバス鹿沢菅平線の該当区間は、吾妻線の延伸開業後も運行された。

#### 第54号ノ3
- 原文
  - 群馬県嬬恋ヨリ長野県豊野ニ至ル鉄道
- 現在の地名・地区名での表記
  - 群馬県吾妻郡嬬恋村より長野県長野市豊野町豊野に至る鉄道
- 開業区間
  - 全区間未開業
- 廃止区間
- 転換バス
- 転換バス廃止代替バス
- 未開業区間
  - 大前 - 豊野
- 鉄道先行路線
  - ジェイアールバス関東鹿沢菅平線 嬬恋役場前 - 鹿沢温泉口 - 上渋沢（2007年4月1日廃止。なお、鹿沢温泉口 - 上渋沢は1992年廃止）
- 鉄道先行路線廃止代替バス
  - 嬬恋村路線バス 万座・鹿沢口駅 - 鹿沢温泉（2008年10月休止、2009年廃止）
- 並行して走る民間路線バス
- 並行して走る主な道路
- その他・特記事項
  - 「鉄道敷設法の一部を改正する法律」（昭和36年法律第142号）より追加。
  - 上渋沢から須坂駅までの間に、かつて上田交通バスの上田菅平線が運行されていた。

#### 第55号
- 原文
  - 新潟県来迎寺ヨリ小千谷ヲ経テ岩沢ニ至ル鉄道
- 現在の地名・地区名での表記
  - 新潟県長岡市来迎寺より新潟県小千谷市中心部を経て新潟県小千谷市岩沢に至る鉄道
- 開業区間
  - 日本国有鉄道魚沼線 来迎寺 - 西小千谷 12.6 km
- 廃止区間
  - 日本国有鉄道魚沼線 来迎寺 - 西小千谷 12.6 km（1984年4月1日 廃止）
- 転換バス
  - 越後交通「急行」長岡駅・片貝・小千谷線 来迎寺駅前 - 小千谷車庫前
- 転換バス廃止代替バス
- 未開業区間
  - 西小千谷 - 越後岩沢
- 鉄道先行路線
- 鉄道先行路線廃止代替バス
- 並行して走る民間路線バス
  - 越後交通小千谷・岩沢・十日町線 小千谷車庫前 - 越後岩沢駅
- 並行して走る主な道路
- その他・特記事項
  - 日本国有鉄道魚沼線の線路用地の一部は、新潟県道10号長岡片貝小千谷線の「片貝バイパス」の道路用地に転用された。

#### 第55号ノ2
- 原文
  - 新潟県白山ヨリ新発田ニ至ル鉄道
- 現在の地名・地区名での表記
  - 新潟県新潟市中央区白山地区より新潟県新発田市に至る鉄道
- 開業区間
  - 東日本旅客鉄道越後線 関屋 - 新潟 4.6 km
  - 東日本旅客鉄道白新線 新潟 - 新発田 27.3 km
- 廃止区間
- 転換バス
- 転換バス廃止代替バス
- 未開業区間
  - 全区間開業
- 鉄道先行路線
- 鉄道先行路線廃止代替バス
- 並行して走る民間路線バス
- 並行して走る主な道路
  - 日本海東北自動車道新潟中央ジャンクション-聖籠新発田インターチェンジ
- その他・特記事項
  - 「鉄道敷設法中改正法律」（昭和2年法律第37号）で追加。
  - 実質的には白新線の建設を定めたものである。起点が白山から新潟に変わった経緯については白新線#歴史を参照。

#### 第55号ノ3
- 原文
  - 新潟県直江津ヨリ松代附近ヲ経テ六日町ニ至ル鉄道 及松代附近ヨリ分岐シテ湯沢ニ至ル鉄道
- 現在の地名・地区名での表記
  - 新潟県上越市直江津地区中心街より新潟県十日町市松代付近を経て新潟県南魚沼市六日町に至る鉄道 及び新潟県十日町市松代付近より分岐して新潟県南魚沼郡湯沢町大字湯沢に至る鉄道
- 開業区間
  - 北越急行ほくほく線 犀潟 - まつだい - 六日町 59.5 km
- 廃止区間
- 転換バス
- 転換バス廃止代替バス
- 未開業区間
  - まつだい - 越後湯沢
- 鉄道先行路線
- 鉄道先行路線廃止代替バス
- 並行して走る民間路線バス
  - 東頸バス十日町線 まつだい駅前 - 松之山温泉
  - 南越後観光バス湯沢＝清津峡＝津南＝森宮野原駅線　山崎 - 湯沢駅前
  - 雪国豪雪ライナー（冬期間運行予約制バス） 松之山温泉 - 越後湯沢駅
- 並行して走る主な道路
- その他・特記事項
  - 「鉄道敷設法の一部を改正する法律」（昭和37年法律第131号）より追加。まつだい（松代）から越後湯沢を結ぶ区間は「北越南線」と通称されていた（北越急行ほくほく線#「南北戦争」からルートの決着までを参照）。
  - ルートに当たる直江津地区と浦川原村（現在の上越市浦川原区）の間には、頸城鉄道線が通じていた（1971年全廃）。

#### 第56号
- 原文
  - 佐渡国夷ヨリ河原田ヲ経テ相川ニ至ル鉄道
- 現在の地名・地区名での表記
  - 新潟県佐渡市両津夷より新潟県佐渡市河原田地区中心街を経て新潟県佐渡市相川地区中心街に至る鉄道
- 開業区間
  - 全区間未開業
- 廃止区間
- 転換バス
- 転換バス廃止代替バス
- 未開業区間
  - 夷 - 相川間
- 鉄道先行路線
- 鉄道先行路線廃止代替バス
- 並行して走る民間路線バス
  - 新潟交通佐渡本線 両津埠頭 - 金井 - 佐和田 - 相川
- 並行して走る主な道路
- その他・特記事項
  - 佐渡鉄道も参照。

#### 第57号
- 原文
  - 長野県豊野ヨリ飯山ヲ経テ新潟県十日町ニ至ル鉄道 及飯山ヨリ分岐シテ屋代ニ至ル鉄道
- 現在の地名・地区名での表記
  - 長野県長野市豊野町豊野より長野県飯山市大字飯山を経て新潟県十日町市中心街に至る鉄道 及び長野県飯山市大字飯山より分岐して長野県千曲市大字屋代に至る鉄道
- 開業区間
  - 東日本旅客鉄道飯山線 豊野 - 飯山 - 十日町 75.3 km
  - 長野電鉄河東線（木島線） 木島 - 信州中野 12.9 km
  - 長野電鉄長野線 信州中野 - 須坂 13.1 km
  - 長野電鉄屋代線 須坂 - 屋代 24.4 km
- 廃止区間
  - 長野電鉄河東線（木島線） 木島 - 信州中野 12.9 km（2002年4月1日廃止）
  - 長野電鉄屋代線 須坂 - 屋代 24.4 km（2012年4月1日廃止）
- 転換バス
  - 長電バス中野木島線 中野駅 - 飯山駅
  - 長電バス屋代須坂線 須坂駅 - 屋代駅
- 転換バス廃止代替バス
- 未開業区間
  - 木島 - 飯山
- 鉄道先行路線
- 鉄道先行路線廃止代替バス
- 並行して走る民間路線バス
- 並行して走る主な道路
  - 上信越自動車道更埴ジャンクション-豊田飯山インターチェンジ
- その他・特記事項
  - 長野電鉄長野線・屋代線は、「木島線」と通称された区間も合わせ、2002年9月18日までは「河東線」であった。
  - 木島駅は千曲川を挟んで飯山駅の対岸に当たる。両駅の間には（木島駅廃止後の2015年現在も）長電バスが運行されている[11]。

#### 第58号
- 原文
  - 長野県小海附近ヨリ山梨県小淵沢ニ至ル鉄道
- 現在の地名・地区名での表記
  - 長野県南佐久郡小海町大字小海付近より山梨県北杜市小淵沢町に至る鉄道
- 開業区間
  - 東日本旅客鉄道小海線 小海 - 小淵沢 48.3 km
- 廃止区間
- 転換バス
- 転換バス廃止代替バス
- 未開業区間
- 鉄道先行路線
- 鉄道先行路線廃止代替バス
- 並行して走る民間路線バス
- 並行して走る主な道路
  - 中部横断自動車道
- その他・特記事項
  - 小海線の小海駅以西の建設を定めた条文。小海駅以東については、改正鉄道敷設法成立前の1919年までに、佐久鉄道により小諸 - 小海 が開通していた。

#### 第59号
- 原文
  - 長野県松本ヨリ岐阜県高山ニ至ル鉄道
- 現在の地名・地区名での表記
  - 長野県松本市中心街より岐阜県高山市中心街に至る鉄道
- 開業区間
  - アルピコ交通上高地線 松本 - 新島々 -島々 15.7 km
- 廃止区間
  - 松本電気鉄道上高地線 新島々 - 島々 1.3 km（1985年1月1日 廃止）
- 転換バス
- 転換バス廃止代替バス
- 未開業区間
  - 日本国有鉄道信飛線　島々-高山
- 鉄道先行路線
- 鉄道先行路線廃止代替バス
- 並行して走る民間路線バス
  - 濃飛乗合自動車・アルピコ交通松本電鉄バス 高山・新穂高 - 松本線 「アルプスライナー」松本バスターミナル - 新島々 - 平湯温泉 - 高山駅
- 並行して走る主な道路
  - 国道158号
  - 中部縦貫自動車道
- その他・特記事項
  - 松本電気鉄道上高地線 新島々 - 島々 1.3kmは、1983年（昭和58年）9月28日以降、休止。
  - 同法第64号（後の神岡鉄道神岡線）と計画を統合し、船津と島々を結ぶ鉄道に変更する運動も存在した[12]。後に「信富線」として別個に建設を陳情していたが条文追加は実現しなかった[13]。これを根拠に旧奥飛騨温泉口駅跡に復元された駅名標の平湯方面方に「まぼろしの信飛鉄道」の記載が存在する。

#### 第60号
- 原文
  - 長野県辰野ヨリ飯田ヲ経テ静岡県浜松ニ至ル鉄道 及飯田ヨリ分岐シテ三留野ニ至ル鉄道
- 現在の地名・地区名での表記
  - 長野県上伊那郡辰野町大字辰野より長野県飯田市上飯田を経て静岡県浜松市中央区に至る鉄道　および長野県飯田市上飯田より分岐して長野県木曽郡南木曽町三留野に至る鉄道
- 開業区間
  - 東海旅客鉄道飯田線 辰野 - 飯田 - 中部天竜 133.3 km
  - 天竜浜名湖鉄道天竜浜名湖線 天竜二俣 - 西鹿島 2.3 km
  - 遠州鉄道鉄道線 西鹿島 - 新浜松 17.8 km
  - 光明電気鉄道 神田公園前 - 二俣町 2.6 km
- 廃止区間
  - 光明電気鉄道 神田公園前 - 二俣町 2.6 km
- 転換バス
- 転換バス廃止代替バス
- 未開業区間
  - 日本国有鉄道佐久間線 中部天竜 - 遠江二俣（現在の天竜二俣）
  - 日本国有鉄道飯三線　飯田 - 三留野（現在の南木曾）
- 鉄道先行路線
  - JR東海バス 北遠本線・佐久間線
- 鉄道先行路線廃止代替バス
  - 佐久間ふれあいバス 佐久間駅 - 西渡
  - 浜松市自主運行バス北遠本線 相月 - 西渡 - 山東
  - 遠鉄バス磐田天竜線 山東 - 天竜二俣駅
- 並行して走る民間路線バス
  - 信南交通駒場線
  - 西部コミュニティバス清内路線
  - 南木曽町新交通システム保神線
- 並行して走る主な道路
  - 国道153号
  - 長野県道・愛知県道・静岡県道1号飯田富山佐久間線
  - 国道473号
  - 国道256号
  - 国道152号
  - 三遠南信自動車道
- その他・特記事項
  - 現在の中部天竜駅は1934年の開業当時は佐久間駅だった。また、佐久間 - 大嵐間が相月経由になったのは1955年である。
  - 飯田と三留野を結ぶ区間は、次の「60号ノ2」と争う形となったが、最終的に60号ノ2が「中津川線」として着工された。
  - 本号の制定前に、辰野と伊那町を結ぶ路面電車として伊那電気鉄道が1909年から1912年にかけて開業。以降、本号施行前の1922年3月までに伊那電気鉄道によって上片桐駅まで延伸した。

#### 第60号ノ2
- 原文
  - 長野県飯田ヨリ岐阜県中津川ニ至ル鉄道
- 現在の地名・地区名での表記
  - 長野県飯田市上飯田より岐阜県中津川市中心街に至る鉄道
- 開業区間
  - 全区間未開業
- 廃止区間
- 転換バス
- 転換バス廃止代替バス
- 未開業区間
  - 日本国有鉄道中津川線 飯田 - 中津川 36.1 km
- 鉄道先行路線
- 鉄道先行路線廃止代替バス
- 並行して走る民間路線バス
  - いいなかライナー号（2004年10月15日廃止）
  - 中央道高速バス - 実質的に本路線の代替
- 並行して走る主な道路
  - 中央自動車道 飯田 - 恵那山トンネル - 中津川
- その他・特記事項
  - 「鉄道敷設法の一部を改正する法律」（昭和36年法律第142号）により追加。
  - 東海旅客鉄道が2013年に発表した中央新幹線の計画では、飯田市・中津川市の両市に駅が設置されることとなっている。

#### 第61号
- 原文
  - 静岡県熱海ヨリ下田、松崎ヲ経テ大仁ニ至ル鉄道
- 現在の地名・地区名での表記
  - 静岡県熱海市中心街より静岡県下田市中心街、静岡県賀茂郡松崎町松崎を経て静岡県伊豆の国市大仁に至る鉄道
- 開業区間
  - 東日本旅客鉄道伊東線 熱海 - 伊東 16.9 km
  - 伊豆急行伊豆急行線 伊東 - 伊豆急下田 45.7 km
  - 伊豆箱根鉄道駿豆線 修善寺 - 大仁 3.2 km
- 廃止区間
- 転換バス
- 転換バス廃止代替バス
- 未開業区間
  - 伊豆急下田 - 松崎 - 修善寺
- 鉄道先行路線
- 鉄道先行路線廃止代替バス
- 並行して走る民間路線バス
  - 東海バス 下田駅 - 松崎バスターミナル
  - 東海バス 松崎バスターミナル - 修善寺駅
- 並行して走る主な道路
  - 国道135号 - （下田市） - 国道136号
- その他・特記事項
  - 東日本旅客鉄道伊東線 熱海 - 伊東 - 伊豆急行伊豆急行線 伊豆急下田は、直通運転。
  - 法制定当時は駿豆線の終点は大仁だった（修善寺への延長は1924年）。

#### 第62号
- 原文
  - 静岡県御殿場ヨリ山梨県吉田ヲ経テ静岡県大宮ニ至ル鉄道 及吉田ヨリ分岐シテ大月ニ至ル鉄道
- 現在の地名・地区名での表記
  - 静岡県御殿場市中心街より山梨県富士吉田市中心街を経て静岡県富士宮市大宮町に至る鉄道 及び山梨県富士吉田市中心街より分岐して山梨県大月市大月に至る鉄道
- 開業区間
  - 富士山麓電気鉄道河口湖線 富士山 - 河口湖 3.0 km
  - 富士山麓電気鉄道大月線 富士山 - 大月 23.6 km
- 廃止区間
- 転換バス
- 転換バス廃止代替バス
- 未開業区間
  - 御殿場 - 富士吉田
  - 河口湖 - 富士宮
- 鉄道先行路線
- 鉄道先行路線廃止代替バス
- 並行して走る民間路線バス
  - 富士急モビリティ・富士急バス 御殿場駅 - 富士山駅
  - 富士急山梨バス 富士山駅 - 河口湖駅 - 富士宮駅
- 並行して走る主な道路
  - 中央自動車道大月ジャンクション-河口湖インターチェンジ
  - 東富士五湖道路
  - 須走道路
  - 御殿場バイパス（西区間）
- その他・特記事項
  - 1901年12月から1918年2月まで、先行して敷設されていた御殿場馬車鉄道と都留馬車鉄道によって、御殿場 - 籠坂 - 富士吉田間を連絡していた。
  - 旧・富士山麓電気鉄道（法人としては現在の富士急行）によって「下部 - 河口湖」「富士吉田 - 御殿場」の免許が取得されていたが1934年までにすべて失効した[14]。
  - 中央本線から富士山麓電気鉄道に乗り入れる列車として1934年から準急高嶺が運行を開始しており、現在では特急富士回遊が運行されている他、中距離電車及び中央急行線からのE電も一部の列車が乗り入れている。

#### 第63号
- 原文
  - 静岡県掛川ヨリ二俣、愛知県大野、静岡県浦川、愛知県武節ヲ経テ岐阜県大井ニ至ル鉄道 及大野付近ヨリ分岐シテ愛知県長篠ニ至ル鉄道 並ニ浦川付近ヨリ分岐シテ静岡県佐久間ニ至ル鉄道
- 現在の地名・地区名での表記
  - 静岡県掛川市掛川より静岡県浜松市天竜区二俣町二俣、愛知県新城市大野、静岡県浜松市天竜区佐久間町浦川、愛知県豊田市武節町を経て、岐阜県恵那市大井町に至る鉄道 及び愛知県新城市大野より分岐して愛知県新城市大海（理由は後述）に至る鉄道 並びに静岡県浜松市天竜区佐久間町浦川付近より分岐して静岡県浜松市天竜区佐久間町佐久間に至る鉄道
- 開業区間
  - 天竜浜名湖鉄道天竜浜名湖線 掛川 - 天竜二俣 26.3 km
  - 東海旅客鉄道飯田線 三河大野 - 浦川 - 中部天竜 26.8 km
  - 東海旅客鉄道飯田線 大海 - 三河大野 7.7 km
  - 矢作水力（岩村電気軌道） 岩村 - 大井（現在の恵那駅近く） 12.6 km
  - 明知鉄道明知線 明智 - 岩村 - 恵那 25.1 km
- 廃止区間
  - 矢作水力 岩村 - 大井 12.6 km（1935年1月30日 廃止）
- 転換バス
- 転換バス廃止代替バス
- 未開業区間
  - 遠江二俣（現在の天竜二俣） - 三河大野
  - 浦川 - 武節 - 明智
- 鉄道先行路線
  - 国鉄バス西天竜線→遠三線（遠江二俣 - 宮口 - 大平 -  一色 - 三河大野）
- 鉄道先行路線廃止代替バス
  - 新城市Sバス 秋葉七滝線
  - 浜北コミュニティバス 大平堀谷線
- 並行して走る民間路線バス
  - おでかけ北設
    - 設楽東栄線
    - 設楽稲武線

  - 稲武地域バス押山線
  - 恵那市自主運行バス上矢作線
- 並行して走る主な道路
- その他・特記事項
  - 矢作水力 岩村 - 大井 12.6kmは、1934年4月1日以降、休止。
  - 「佐久間」を中部天竜駅としている点は第60号を参照。
  - 1922年の別表制定時の「長篠」は現在の大海駅。長篠駅は1903年3月に開業時の大海駅から改称。

#### 第63号ノ2
- 原文
  - 静岡県二俣ヨリ愛知県豊橋ニ至ル鉄道
- 現在の地名・地区名での表記
  - 静岡県浜松市天竜区二俣町二俣より愛知県豊橋市中心街に至る鉄道
- 開業区間
  - 天竜浜名湖鉄道天竜浜名湖線 天竜二俣 - 新所原 41.6 km
- 廃止区間
- 転換バス
- 転換バス廃止代替バス
- 未開業区間
  - 全区間開業
- 鉄道先行路線
- 鉄道先行路線廃止代替バス
- 並行して走る民間路線バス
- 並行して走る主な道路
  - 新東名高速道路
  - 国道362号
  - 国道301号
- その他・特記事項
  - 天竜浜名湖鉄道天竜浜名湖線 新所原駅で東海旅客鉄道東海道本線 豊橋方面と接続。
  - 「鉄道敷設法中改正法律」（昭和8年3月30日法律第38号）による追加条文。国防上の理由で軍の要請により、東海道本線を浜名湖北岸沿いに迂回する路線として建設された。
  - 条文追加前、遠三鉄道による気賀 - 豊橋間の路線建設計画があった。

#### 第64号
- 原文
  - 富山県猪谷ヨリ岐阜県船津ニ至ル鉄道
- 現在の地名・地区名での表記
  - 富山県富山市猪谷より岐阜県飛騨市神岡町船津に至る鉄道
- 開業区間
  - 神岡鉄道神岡線 猪谷 - 奥飛騨温泉口（旧神岡駅） 19.9 km
  - 神岡軌道 猪谷 - 神岡町 23.1 km
- 廃止区間
  - 神岡鉄道神岡線 猪谷 - 奥飛騨温泉口 19.9 km（2006年12月1日 廃止）
  - 神岡軌道 猪谷 - 神岡町 23.1 km （1967年3月31日 全廃）※段階的に廃止。
- 転換バス
- 転換バス廃止代替バス
- 未開業区間
  - 全区間開業
- 鉄道先行路線
- 鉄道先行路線廃止代替バス
- 並行して走る民間路線バス
  - 飛騨市巡回バス
- 並行して走る主な道路
- その他・特記事項
  - 神岡軌道は神岡線に先行して開業し、神岡線の開業に伴って廃止となった。

#### 第65号
- 原文
  - 富山県八尾ヨリ福光ヲ経テ石川県金沢附近ニ至ル鉄道
- 現在の地名・地区名での表記
  - 富山県富山市八尾町より富山県南砺市福光を経て石川県金沢市付近に至る鉄道
- 開業区間
  - 加越能鉄道加越線 庄川町 - 福野 - 石動 19.5 km
- 廃止区間
  - 加越能鉄道加越線 庄川町 - 福野 - 石動 19.5 km （1972年9月16日 廃止）
- 転換バス
  - 加越能バス庄川線 庄川町 - 石動駅
- 転換バス廃止代替バス
- 未開業区間
  - 越中八尾 - 福光 - 金沢間
- 鉄道先行路線
  - 西日本ジェイアールバス名金線 福光駅 - 金沢駅
  - 国鉄バス井波線 福光駅 - 井波駅前 - 小松堰堤（1970年廃止）
- 鉄道先行路線廃止代替バス
- 並行して走る民間路線バス
  - 加越能バス南砺金沢線 井波 - 福光駅前 - 金沢駅西口 ※西日本ジェイアールバスと一部重複。
- 並行して走る主な道路
- その他・特記事項

#### 第66号
- 原文
  - 富山県氷見ヨリ石川県羽咋ニ至ル鉄道
- 現在の地名・地区名での表記
  - 富山県氷見市中心街より石川県羽咋市羽咋町に至る鉄道
- 開業区間
  - 全区間未開業
- 廃止区間
- 転換バス
- 転換バス廃止代替バス
- 未開業区間
  - 日本国有鉄道氷見線 氷見 - 羽咋 約25km
- 鉄道先行路線
- 鉄道先行路線廃止代替バス
- 並行して走る民間路線バス
  - 加越能バス・北陸鉄道バス 羽氷北線・羽氷南線 羽咋駅前 - 菅池 - 上熊無 - 氷見駅前
  - 1972年までは両社の路線が相互乗り入れする形だったが、1972年2月に県境の峠まで運行となった[15]。その後、1990年前後に県境区間が廃止され、乗り継ぎは不可能となった。羽氷南線はその後廃止、2015年現在は富山県側が加越能バスの熊無・論田線（氷見駅前 - 上熊無）、石川県側が北鉄能登バス羽氷北線（羽咋駅前 - 菅池）として残っていた。北鉄能登バス羽氷北線は2016年3月限りで廃止され、羽咋市のコミュニティバス「るんるんバス」がその代替となっている[15]。
- 並行して走る主な道路
  - 国道415号
- その他・特記事項
  - 北陸鉄道能登線を建設した能登鉄道が計画線に含めていたが、資金不足により実現しなかった[16]。

#### 第67号
- 原文
  - 石川県羽咋ヨリ高浜ヲ経テ三井附近ニ至ル鉄道
- 現在の地名・地区名での表記
  - 石川県羽咋市羽咋町より石川県羽咋郡志賀町高浜町を経て石川県輪島市三井町付近に至る鉄道
- 開業区間
  - 北陸鉄道能登線 羽咋 - 三明 25.5 km
- 廃止区間
  - 北陸鉄道能登線 羽咋 - 三明 25.5 km（1972年6月25日 廃止）
- 転換バス
  - 北鉄能登バス富来線　羽咋駅 - 能登高浜 - 富来
- 転換バス廃止代替バス
- 未開業区間
  - 三明 - 能登三井
- 鉄道先行路線
- 鉄道先行路線廃止代替バス
- 並行して走る民間路線バス
- 並行して走る主な道路
- その他・特記事項
  - 北陸鉄道能登線を建設した能登鉄道は、輪島（免許では大屋）までの計画を建てていたが、資金不足により実現しなかった[16]。

#### 第68号
- 原文
  - 石川県穴水ヨリ宇出津ヲ経テ飯田ニ至ル鉄道
- 現在の地名・地区名での表記
  - 石川県鳳珠郡穴水町より石川県鳳珠郡能登町字宇出津を経て石川県珠洲市飯田町に至る鉄道
- 開業区間
  - のと鉄道能登線 穴水 - 宇出津駅 - 飯田 - 蛸島 61.1 km
- 廃止区間
  - のと鉄道能登線 穴水 - 宇出津 - 飯田 - 蛸島 61.1 km（2005年4月1日 廃止）
- 転換バス
  - 北鉄奥能登バス奥能登線 穴水駅前 - 宇出津駅前 - 珠洲（経由地が変わる亜種便、及び区間便、並びに快速便などが存在する）
- 転換バス廃止代替バス
- 未開業区間
  - 全区間開業
- 鉄道先行路線
  - 西日本ジェイアールバス奥能登線（穴水 - 珠洲）
- 鉄道先行路線廃止代替バス
- 並行して走る民間路線バス
- 並行して走る主な道路
- その他・特記事項
  - 「鉄道敷設法の一部を改正する法律」（昭和37年法律第131号）よる追加条文。

#### 第69号
- 原文
  - 愛知県千種ヨリ挙母ヲ経テ武節ニ至ル鉄道
- 現在の地名・地区名での表記
  - 愛知県名古屋市千種区千種より愛知県豊田市挙母町を経て愛知県豊田市武節町に至る鉄道
- 開業区間
  - 名古屋鉄道三河線 豊田市 - 梅坪 1.4 km
  - 名古屋鉄道豊田線 梅坪 - 赤池 15.2 km
  - 名古屋市営地下鉄鶴舞線 赤池 - 鶴舞 10.7 km
- 廃止区間
  - 名古屋鉄道三河線 猿投 - 西中金
- 転換バス
- 転換バス廃止代替バス
- 未開業区間
  - 西中金 - 武節
- 鉄道先行路線
- 鉄道先行路線廃止代替バス
- 並行して走る民間路線バス
  - とよたおいでんバス 足助線、稲武線
- 並行して走る主な道路
  - 国道153号
- その他・特記事項
  - 名古屋鉄道三河線 豊田市 - 梅坪 - 赤池 - 名古屋市営地下鉄鶴舞線 鶴舞は、相互直通運転。
  - 名古屋 - 挙母 - 武節間には、本別表に先行して信参鉄道の鉄道建設構想があった。
  - 東豊田 - 藤岡 - 柿野 - 明知間に、第63号の一部と合わせた国鉄バスの先行路線「中馬・藤岡線」が存在した時期があった。

#### 第70号
- 原文
  - 愛知県豊橋ヨリ伊良湖岬ニ至ル鉄道
- 現在の地名・地区名での表記
  - 愛知県豊橋市中心街より愛知県田原市伊良湖町に至る鉄道
- 開業区間
  - 豊橋鉄道渥美線 新豊橋 - 三河田原 18.0 km
  - 名古屋鉄道渥美線 三河田原 - 黒川原 2.8 km
- 廃止区間
  - 名古屋鉄道渥美線 三河田原 - 黒川原 2.8 km（1954年11月20日 廃止）
- 転換バス
- 転換バス廃止代替バス
- 未開業区間
  - 日本国有鉄道豊橋伊良湖線　黒川原 - 伊良湖岬
- 鉄道先行路線
- 鉄道先行路線廃止代替バス
- 並行して走る民間路線バス
  - 豊鉄バス伊良湖本線 田原駅前 - 伊良湖岬
- 並行して走る主な道路
  - 国道259号
- その他・特記事項
  - 名古屋鉄道渥美線 三河田原 - 黒川原 2.8kmは、1944年（昭和19年）6月5日以降、休止。
  - 豊鉄バス伊良湖本線 豊橋駅 - 伊良湖岬 間の直行便は2020年10月1日に廃止。

#### 第70号ノ2
- 原文
  - 愛知県岡崎ヨリ挙母ヲ経テ岐阜県多治見ニ至ル鉄道
- 現在の地名・地区名での表記
  - 愛知県岡崎市羽根町より愛知県豊田市挙母町を経て岐阜県多治見市中心街に至る鉄道
- 開業区間
  - 名古屋鉄道岡崎市内線 岡崎駅前 - 岡崎井田 5.8 km
  - 名古屋鉄道挙母線 岡崎井田 - 大樹寺 0.5 km
  - 名古屋鉄道挙母線 大樹寺 - 細川 - 上挙母 11.0 km
  - 愛知環状鉄道愛知環状鉄道線 岡崎 - 新豊田 - 瀬戸市 39.1 km
- 廃止区間
  - 名古屋鉄道岡崎市内線 岡崎駅前 - 岡崎井田 5.8 km （1962年6月17日 廃止）
  - 名古屋鉄道挙母線 岡崎井田 - 大樹寺 0.5 km （1962年6月17日 廃止）
  - 名古屋鉄道挙母線 大樹寺 - 細川 - 上挙母 11.0 km（1973年3月4日 廃止）
- 転換バス
  - 名古屋鉄道（2002年9月30日、挙母線代替バスとして廃止。細川以南の岡崎市内は路線バスを運行継続中。）
- 転換バス廃止代替バス
  - 名鉄バス豊田市内線 豊田市 - 三河豊田駅前
- 未開業区間
  - 日本国有鉄道岡多線 瀬戸市 - 多治見 約20km
- 鉄道先行路線
  - ジェイアール東海バス瀬戸南線 岡崎駅 - 瀬戸記念橋
普通便は全廃され、現在は「ドリームとよた号」が路線免許を活用。
  - ジェイアール東海バス瀬戸北線 瀬戸記念橋 - 上品野 - 多治見駅
上品野 - 多治見駅は2002年4月1日廃止、瀬戸記念橋 - 上品野は2009年10月1日廃止
- 鉄道先行路線廃止代替バス
  - 名鉄バス瀬戸北線　瀬戸記念橋 - 上品野
  - 東濃鉄道下半田川線　多治見駅前 - 市之倉 - 下半田川
  - 名鉄バス 東山線 新瀬戸駅 - 菱野団地
  - 名鉄バス岡崎市内線 岡崎駅 - 大樹寺 - 三河上郷駅
- 並行して走る民間路線バス
  - とよたおいでんバス 保見・豊田線
- 並行して走る主な道路
  - 国道155号
  - 国道248号
  - 東海環状自動車道
- その他・特記事項
  - 「鉄道敷設法中改正法律」（昭和2年法律第37号）により追加。岡崎は国鉄岡崎駅のあった羽根町。
  - 鉄道先行路線バスの瀬戸南線と瀬戸北線は、1970年の国鉄岡多線開通以前は（自動車線の）岡多線で、1930年に開設された最初の国鉄バス路線であった。

#### 第71号
- 原文
  - 愛知県武豊ヨリ師崎ニ至ル鉄道
- 現在の地名・地区名での表記
  - 愛知県知多郡武豊町より愛知県知多郡南知多町大字師崎に至る鉄道
- 開業区間
  - 名古屋鉄道河和線 知多武豊 - 富貴 2.5 km
  - 名古屋鉄道知多新線　富貴 - 内海 13.9 km
- 廃止区間
- 転換バス
- 転換バス廃止代替バス
- 未開業区間
  - 内海 - 師崎
  - 名古屋鉄道 知多武豊 - 武豊
- 鉄道先行路線
- 鉄道先行路線廃止代替バス
- 並行して走る民間路線バス
  - 南知多町営バス「海っ子バス」西海岸線　内海駅前 - 師崎
- 並行して走る主な道路
  - 知多半島道路
- その他・特記事項
  - 現在のJR武豊線に接続する路線も検討され、名鉄の前身の一つである知多鉄道が免許を取得していた。
  - 1930年代に武豊駅から南知多方面への省営自動車の開設が計画されたものの、知多鉄道が列車増発や駅増設、知多自動車（現在の知多乗合）の子会社化を行うなどの対抗策を打ち出したため撤回された[17]。
  - かつて武豊駅から駅付近にある同社第一工場（現・衣浦工場）を経て駅から2km以上離れた第三工場（現・武豊工場）までを結んでいた日本油脂専用鉄道は、帝国火薬工業時代に地方鉄道に転換した上で内海町まで延伸する計画があった。三浦逸平を発起人総代とする武豊内海鉄道（旧・知多電気鉄道）が同区間の敷設免許を1927年（昭和2年）6月25日に取得し[18]、1928年（昭和3年）7月9日には帝国火薬工業に免許を譲渡したが[19]、計画は進展せず、1935年（昭和10年）6月28日の免許失効により幻となった[20]。

#### 第72号
- 原文
  - 愛知県名古屋ヨリ岐阜県太田ニ至ル鉄道
- 現在の地名・地区名での表記
  - 愛知県名古屋市中心街より岐阜県美濃加茂市太田町に至る鉄道
- 開業区間
  - 名古屋鉄道一宮線 押切町 - 枇杷島橋（現在の【枇杷島分岐点】）
  - 名古屋鉄道犬山線 【枇杷島分岐点】 - 犬山口 - 犬山 24.9 km
  - 名古屋鉄道広見線 犬山口 - 富岡前
  - 名古屋鉄道広見線 犬山 - 富岡前 - 新可児 14.9 km
  - 東海旅客鉄道太多線 可児 - 美濃太田 5.0 km
- 廃止区間
  - 名古屋鉄道一宮線 押切町 - 枇杷島橋（現在の【枇杷島分岐点】）（1941年8月12日 廃止）
  - 名古屋鉄道広見線 犬山口 - 富岡前（1946年3月1日 廃止）
- 転換バス
- 転換バス廃止代替バス
- 未開業区間
- 鉄道先行路線
- 鉄道先行路線廃止代替バス
- 並行して走る民間路線バス
- 並行して走る主な道路
- その他・特記事項
  - 2001年（平成13年）9月30日まで、名古屋鉄道犬山線 【枇杷島分岐点】 - 犬山 - 新鵜沼を経由し、名古屋鉄道新名古屋（現在の名鉄名古屋） - 東海旅客鉄道高山本線 高山を結ぶ特急「北アルプス」が運行されていた。
  - 1961年の都市交通審議会第5号では「国鉄高山線の名古屋直結に関しては水分橋[注釈 6] - 大曽根（中央本線）間に新線を建設し、かつ鵜沼 - 水分橋間の名古屋鉄道[注釈 7]を利用して高山線を大曽根に乗り入れさせる路線について検討すべきである。」と答申された[23]

#### 第72号ノ2
- 原文
  - 愛知県瀬戸ヨリ稲沢ニ至ル鉄道
- 現在の地名・地区名での表記
  - 愛知県瀬戸市より愛知県稲沢市稲沢町に至る鉄道
- 開業区間
  - 愛知環状鉄道愛知環状鉄道線 瀬戸市 - 高蔵寺 6.2 km
  - JR東海交通事業城北線 勝川 - 枇杷島 11.2 km
- 廃止区間
- 転換バス
- 転換バス廃止代替バス
- 未開業区間
  - 日本国有鉄道瀬戸線　高蔵寺 - 勝川
  - 日本国有鉄道瀬戸線　小田井 - 稲沢
- 鉄道先行路線
  - ジェイアール東海バス瀬戸西線
- 鉄道先行路線廃止代替バス
- 並行して走る民間路線バス
  - きよすあしがるバスオレンジルート　尾張星の宮駅 - 清洲駅
- 並行して走る主な道路
  - 名古屋第二環状自動車道
- その他・特記事項
  - 「鉄道敷設法の一部を改正する法律」（昭和37年法律第131号）により追加。1920年代に計画された中央本線移設計画（城北線）においてもこのルートが検討された。
  - 本号追加前に省営自動車岡多線の支線として高蔵寺線が開業している。

#### 第73号
- 原文
  - 岐阜県中津川ヨリ下呂附近ニ至ル鉄道
- 現在の地名・地区名での表記
  - 岐阜県中津川市中津川より岐阜県下呂市中心街付近に至る鉄道
- 開業区間
  - 北恵那鉄道北恵那鉄道線 中津町 - 下付知
- 廃止区間
- 転換バス
  - 北恵那交通付知峡線 中津川駅 - 加子母総合事務所前
- 転換バス廃止代替バス
- 未開業区間
  - 日本国有鉄道下呂線 中津川 - 【少ヶ野信号所】 - 下呂間 48.2 km
- 鉄道先行路線
- 鉄道先行路線廃止代替バス
- 並行して走る民間路線バス
  - 濃飛バス加子母線 下呂駅 - 加子母総合事務所前
- 並行して走る主な道路
- その他・特記事項
  - 日本国有鉄道下呂線 【少ヶ野信号場】 - 下呂間 1.7kmは、日本国有鉄道高山本線（現在の東海旅客鉄道高山本線）との共用区間。
  - 濃飛バスは以前は中津川駅まで直通運転していた。

#### 第74号
- 原文
  - 岐阜県大垣ヨリ福井県大野ヲ経テ石川県金沢ニ至ル鉄道
- 現在の地名・地区名での表記
  - 岐阜県大垣市中心街より福井県大野市中心街を経て石川県金沢市中心街に至る鉄道
- 開業区間
  - 樽見鉄道樽見線 大垣 - 樽見34.5 km
  - 北陸鉄道石川線 西金沢 - 鶴来 - 加賀一の宮
  - 北陸鉄道金名線 加賀一の宮 - 白山下
- 廃止区間
  - 北陸鉄道石川線 鶴来 - 加賀一の宮
  - 北陸鉄道金名線 加賀一の宮 - 白山下
- 転換バス
  - 北鉄白山バス河原山線 鶴来駅 - つるぎ病院 -  白山下
- 転換バス廃止代替バス
- 未開業区間
  - 樽見 - 大野 - 白山下
- 鉄道先行路線
  - 西谷線（貨物線）越前大野 - 温見
- 鉄道先行路線廃止代替バス
- 並行して走る民間路線バス
  - 北鉄白山バス河原山線　白山下 - 瀬女
- 並行して走る主な道路
  - 国道157号
- その他・特記事項
  - 石川県・福井県側では北陸鉄道石川線／金名線・京福電気鉄道越前本線が国道157号沿いに敷設された。ただし、金名線は両白山地経由で越美南線への直結を目指す計画とされており、未成部分は本ルートと必ずしも一致しない。
  - 一方で、金名線建設に際しては当路線の予定上に鉄道を建設することを理由に当初の軽便鉄道としての建設に難渋を示し、将来の国有化の妨げにならない国鉄規格での建設を条件に免許を許可された経緯がある。[24]

#### 第75号
- 原文
  - 三重県四日市ヨリ岐阜県関ケ原ヲ経テ滋賀県木ノ本ニ至ル鉄道
- 現在の地名・地区名での表記
  - 三重県四日市市中心街（中部地区）より岐阜県不破郡関ケ原町大字関ケ原を経て滋賀県長浜市木之本町木之本に至る鉄道
- 開業区間
  - 三岐鉄道三岐線 富田 - 西藤原 26.5 km
- 廃止区間
- 転換バス
- 転換バス廃止代替バス
- 未開業区間
  - 西藤原 - 関ケ原 - 木ノ本
- 鉄道先行路線
- 鉄道先行路線廃止代替バス
- 並行して走る民間路線バス
  - いなべ市福祉バス坂本線　西藤原駅東口 - 上坂本
  - 名阪近鉄バス関ヶ原多良線　関ヶ原駅 - 時
- 並行して走る主な道路
- その他・特記事項

#### 第75号ノ2
- 原文
  - 三重県四日市ヨリ津附近ニ至ル鉄道
- 現在の地名・地区名での表記
  - 三重県四日市市中心街（中部地区）より三重県津市津地区に至る鉄道
- 開業区間
  - 東海旅客鉄道関西本線 南四日市 - 河原田 3.7 km
  - 伊勢鉄道伊勢線 河原田 - 津 22.3 km
- 廃止区間
- 転換バス
- 転換バス廃止代替バス
- 未開業区間
  - 全区間開業
- 鉄道先行路線
- 鉄道先行路線廃止代替バス
- 並行して走る民間路線バス
- 並行して走る主な道路
- その他・特記事項
  - 「鉄道敷設法の一部を改正する法律」（昭和36年法律第142号）により追加。
  - 伊勢鉄道（初代）→伊勢電気鉄道が1924年に四日市 - 津を開通させ、のちに近鉄名古屋線となったが、同線は1959年に1067mm軌間から標準軌に改軌している。本条文が追加されたのはその2年後であった。
  - 開業区間、東海旅客鉄道関西本線 南四日市 - 河原田 3.7kmは、1987年（昭和62年）3月26日まで、日本国有鉄道伊勢線として営業（日本国有鉄道関西本線との重複区間）されていた増線区間。

#### 第75号ノ3
- 原文
  - 三重県津附近ヨリ松阪ヲ経テ伊勢ニ至ル鉄道
- 現在の地名・地区名での表記
  - 三重県津市中心街付近より三重県松阪市中心街を経て三重県伊勢市中心街に至る鉄道
- 開業区間
  - 全区間未開業
- 廃止区間
- 転換バス
- 転換バス廃止代替バス
- 未開業区間
  - 高茶屋 - 松阪 - 伊勢市
- 鉄道先行路線
- 鉄道先行路線廃止代替バス
- 並行して走る民間路線バス
  - 三重交通 津駅 - 天白
  - 鈴の音バス 天白 - 松阪駅
- 並行して走る主な道路
  - 伊勢自動車道津インターチェンジ‐伊勢インターチェンジ
- その他・特記事項
  - 「鉄道敷設法の一部を改正する法律」（昭和37年法律第131号）により追加。
  - この条文が追加される以前、この条文に記された区間と同じ区間を近鉄伊勢線 津新地 - 新松阪（1961年1月22日 廃止）、及び関西急行鉄道伊勢線 新松阪 - 大神宮前（1942年8月11日 廃止）が走っていた。また、本条文の法案提出時の説明では、近鉄名古屋線の改軌により「国鉄との貨車の受授が不可能となり、貨物営業を廃止した」ことへの対策が理由として挙げられている[25]。

#### 第75号ノ4
- 原文
  - 三重県伊勢ヨリ長島ニ至ル鉄道
- 現在の地名・地区名での表記
  - 三重県伊勢市中心街より三重県北牟婁郡紀北町長島に至る鉄道
- 開業区間
  - 全区間未開業
- 廃止区間
- 転換バス
- 転換バス廃止代替バス
- 未開業区間
  - 伊勢市 - 紀伊長島（全区間）
- 鉄道先行路線
- 鉄道先行路線廃止代替バス
- 並行して走る民間路線バス
  - 三重交通 伊勢五ヶ所線 伊勢市駅 - 五ヶ所
  - 南伊勢町営バス 五ヶ所 - 道方  - 南島棚橋（道方乗り換え）

南島棚橋から伊勢柏崎駅に抜ける路線はあるが、紀伊長島駅方面への路線はない。
- 並行して走る主な道路
- その他・特記事項
  - 「鉄道敷設法の一部を改正する法律」（昭和37年法律第131号）により追加。法案提出時の国会での説明では「参宮線伊勢市から五ケ所を経て海岸に沿って紀勢線紀伊長島に至る延長約六十五キロの鉄道」とされ、「（紀勢本線）大内山 － 紀伊長島間の連続する急勾配」に対する改良が目的の一つとある[25]。

#### 第76号
- 原文
  - 滋賀県貴生川ヨリ京都府加茂ニ至ル鉄道
- 現在の地名・地区名での表記
  - 滋賀県甲賀市水口町貴生川より京都府木津川市加茂地区中心街に至る鉄道
- 開業区間
  - 信楽高原鐵道信楽線 貴生川 - 信楽 14.7 km
- 廃止区間
- 転換バス
- 転換バス廃止代替バス
- 未開業区間
  - 信楽 - 加茂
- 鉄道先行路線
  - 西日本ジェイアールバス近城本線 信楽 - 伝統会館前（2002年10月1日 廃止）
  - 西日本ジェイアールバス近城本線 伝統会館前 - 加茂（2002年10月1日 廃止）
- 鉄道先行路線廃止代替バス
  - 奈良交通66系統　加茂駅西口 - 和束町小杉
  - 甲賀市コミュニティバス朝宮ルート　信楽駅 - 石倉橋
- 並行して走る民間路線バス
- 並行して走る主な道路
- その他・特記事項
  - 信楽線は1943年10月から1947年7月まで鉄道運行を休止し、その間省営自動車近城線が代行。
  - 当路線に近いルートを通り、近江鉄道本線も含めた形で米原駅と片町線京田辺駅を結ぶびわこ京阪奈線構想が滋賀県内の関係自治体によって立案されている。

#### （旧）第77号
- 原文
  - 滋賀県浜大津ヨリ高城ヲ経テ福井県三宅ニ至ル鉄道 及高城ヨリ分岐シテ京都府二条ニ至ル鉄道
- 現在の地名・地区名での表記
  - 滋賀県大津市浜大津より滋賀県大津市和邇高城を経て福井県三方上中郡若狭町三宅に至る鉄道 及び滋賀県大津市和邇高城より分岐して京都府京都市中京区千本二条に至る鉄道
- 開業区間
  - 江若鉄道 浜大津 - 和邇 - 近江今津 51.0 km
  - 叡山電鉄叡山本線 出町柳 - 八瀬比叡山口 5.6 km
  - 京都市交通局京都市電西大路線・北大路線・東山線 叡電前 - 円町
  - 京都市交通局京都市電千本線 二条駅前 - 千本北大路
  - 京都市交通局京都市営地下鉄烏丸線 松ヶ崎 - 北大路 2.2 km
- 廃止区間
  - 江若鉄道 浜大津 - 和邇 - 近江今津 51.0 km（1969年11月1日廃止）
  - 京都市交通局京都市電千本線　二条駅前 - 千本北大路（1972年1月23日廃止）
  - 京都市交通局京都市電西大路線・北大路線・東山線 叡電前 - 円町（1978年10月1日廃止）
- 転換バス
  - 江若交通 （1969年の廃止から1974年の湖西線開業まで代替路線として運行）
- 転換バス廃止代替バス
- 未開業区間
  - 江若鉄道 近江今津 - 三宅
  - 江若鉄道 和邇 - 二条（免許申請自体が却下された）[26]
  - 鞍馬電気鉄道支線 宝ケ池 - 大宮
- 鉄道先行路線
  - 国鉄バス 若江線 浜大津駅前 - 近江今津 - 上中（浜大津駅前 - 近江今津間は1978年3月廃止）
- 鉄道先行路線廃止代替バス
- 並行して走る民間路線バス
  - 京都バス比良線 出町柳駅 - 大原 - 途中（ - 朽木学校前）
  - 江若交通堅田葛川線 堅田駅 - 伊香立中学校前 - 途中（2021年3月13日以降は、伊香立中学校前以遠は季節運行（土休日のみ））[27][28]
- 並行して走る主な道路
- その他・特記事項
  - 「鉄道敷設法の一部を改正する法律」（昭和40年法律第7号）による改正前のもの。
  - 小浜線上中駅は1956年4月9日まで三宅駅。
  - 条文の「及」以下は、鯖街道とも呼ばれた若狭街道に沿った区間である。江若鉄道は申請した免許を「本線の建設への注力」を理由に却下され、国鉄も建設はしなかったが、叡山電鉄叡山本線や京都バスがこの街道に沿って運行されている。
  - 戦後、京阪電気鉄道に叡山電鉄叡山本線八瀬比叡山口駅から比叡山をトンネルで抜けて現在の小野駅近辺まで延伸する構想が存在したが最終的に免許の申請はされなかった[29][30]。

#### （新）第77号
※（旧）第77号に記載した開業路線・並行して走る民間路線バスは省略。
- 原文
  - 京都府山科ヨリ滋賀県高城ヲ経テ福井県三宅ニ至ル鉄道及高城ヨリ分岐シテ京都府二条ニ至ル鉄道
- 現在の地名・地区名での表記
  - 京都府京都市山科区より滋賀県大津市和邇高城を経て福井県三方上中郡若狭町三宅に至る鉄道
及び滋賀県大津市和邇高城より分岐して京都府京都市中京区千本二条に至る鉄道
- 開業区間
  - 西日本旅客鉄道湖西線 山科 - 和邇 - 近江今津 53.2 km
- 廃止区間
- 転換バス
- 転換バス廃止代替バス
- 未開業区間
  - 日本国有鉄道若江線 近江今津 - 上中
  - 高城 - 二条間
- 鉄道先行路線
  - 西日本ジェイアールバス若江線 近江今津駅 - 上中
- 鉄道先行路線廃止代替バス
- 並行して走る民間路線バス
- 並行して走る主な道路
- その他・特記事項
  - 「鉄道敷設法の一部を改正する法律」（昭和40年法律第7号）より改正。近畿地方と北陸地方との短絡線とするため、起点を浜大津から山科に変更した。
  - 未完に終わった日本国有鉄道若江線 近江今津 - 上中間を継承する新線計画として21世紀初頭の時点では琵琶湖若狭湾快速鉄道若狭リゾートライン 近江今津 - 上中 19.8kmの建設計画があったが、北陸新幹線が小浜経由で建設されることが決定したため、2017年に地元の促進運動は終了した。

#### （旧）第77号ノ2
- 原文
  - 滋賀県今津ヨリ塩津ニ至ル鉄道
- 現在の地名・地区名での表記
  - 滋賀県高島市今津町今津より滋賀県長浜市西浅井町塩津浜に至る鉄道
- 開業区間
- 廃止区間
- 転換バス
- 転換バス廃止代替バス
- 未開業区間
  - 全区間未開業
- 鉄道先行路線
  - 国鉄バス 琵琶湖線（塩津北口 - 近江今津）
- 鉄道先行路線廃止代替バス
- 並行して走る民間路線バス
- 並行して走る主な道路
- その他・特記事項
  - 「鉄道敷設法の一部を改正する法律」（昭和36年法律第142号）により追加された。
  - 「鉄道敷設法の一部を改正する法律」（昭和40年法律第7号）による改正前のもの。塩津浜は、現在の近江塩津駅よりも南側の琵琶湖岸付近である。

#### （新）第77号ノ2
- 原文
  - 滋賀県今津ヨリ沓掛附近ニ至ル鉄道
- 現在の地名・地区名での表記
  - 滋賀県高島市滋賀県高島市今津町今津より滋賀県長浜市西浅井町沓掛に至る鉄道
- 開業区間
  - 西日本旅客鉄道湖西線 近江今津 - 近江塩津 20.9 km
- 廃止区間
- 転換バス
- 転換バス廃止代替バス
- 未開業区間
  - 全区間開業
- 鉄道先行路線
  - 国鉄バス琵琶湖線（近江今津 - 塩津北口）
- 鉄道先行路線廃止代替バス
  - 西浅井コミュニティバス（おでかけワゴン）
  - 高島市コミュニティバス 総合運動公園線、国境線
- 並行して走る民間路線バス
- 並行して走る主な道路
  - 国道303号
- その他・特記事項
  - 「鉄道敷設法の一部を改正する法律」（昭和40年法律第7号）により改正。北陸本線との接続のため、条文の終点を変更した。沓掛は近江塩津駅よりやや北側で、湖西線線路が物理的に北陸本線の線路と合流する地点である（1966年11月までは沓掛信号場があった）。

#### 第78号
- 原文
  - 京都府園部ヨリ兵庫県篠山附近ニ至ル鉄道
- 現在の地名・地区名での表記
  - 京都府南丹市園部町中心街より兵庫県丹波篠山市篠山中心街に至る鉄道
- 開業区間
  - 篠山鉄道 篠山 - 篠山町
  - 日本国有鉄道篠山線 福住 - 篠山口 17.6 km
- 廃止区間
  - 篠山鉄道 篠山 - 篠山町（1944年3月21日 廃止）
  - 日本国有鉄道篠山線 福住 - 篠山口 17.6 km（1972年3月1日廃止）
- 転換バス
  - 西日本ジェイアールバス園篠本線 福住 - 篠山口（2002年4月1日 廃止）
- 転換バス廃止代替バス
  - 神姫グリーンバス 福住 - 篠山口駅
- 未開業区間
  - 園部 - 福住間
- 鉄道先行路線
  - 西日本ジェイアールバス園福線 園部駅 - 園部河原町
  - 西日本ジェイアールバス園篠本線 園部河原町 - 福住（2002年10月1日 廃止）
- 鉄道先行路線廃止代替バス
  - 京阪京都交通園篠線 園部河原町 - 福住
- 並行して走る民間路線バス
- 並行して走る主な道路
- その他・特記事項

#### 第79号
- 原文
  - 京都府殿田附近ヨリ福井県小浜ニ至ル鉄道
- 現在の地名・地区名での表記
  - 京都府南丹市日吉町殿田より福井県小浜市小浜地区中心街に至る鉄道
- 開業区間
  - 全区間未開業
- 廃止区間
- 転換バス
- 転換バス廃止代替バス
- 未開業区間
  - 日本国有鉄道小鶴線 殿田（現在の日吉） - 鶴ヶ岡 - 小浜 約57km
- 鉄道先行路線
  - ジェイアール西日本バス名田庄線 堀越峠  - 納田終 - 小浜駅（2002年4月1日廃止）
  - ジェイアール西日本バス京鶴線 下中 - 田土 - 堀越峠（1995年4月3日廃止）
  - 京都交通 日吉駅 - 下中
- 鉄道先行路線廃止代替バス
  - 南丹市営バス
  - 大和交通 小浜駅 - 棚橋（かつての納田終に相当）
- 並行して走る民間路線バス
- 並行して走る主な道路
- その他・特記事項
  - 国鉄バスの府県境区間（田土- 堀越峠 - 納田終）は1970年代までに運行が休止され（書類上の正式な廃止は京都側が1987年3月、福井側は1985年頃）以後は福井県内・京都府内で完結する区間のみとなっていた。それぞれの区間も2000年代までにJRバスは撤退し、廃止代替バスに置き換わっている。

#### （旧）第79号ノ2
- 原文
  - 京都府宮津ヨリ河守ニ至ル鉄道
- 現在の地名・地区名での表記
  - 京都府宮津市中心街より京都府福知山市大江町河守に至る鉄道
- 開業区間
  - 全区間未開業
- 廃止区間
- 転換バス
- 転換バス廃止代替バス
- 未開業区間
  - 日本国有鉄道宮守線 宮津 - 河守
- 鉄道先行路線
- 鉄道先行路線廃止代替バス
- 並行して走る民間路線バス
- 並行して走る主な道路
- その他・特記事項
  - 「鉄道敷設法等の一部を改正する法律」（昭和28年法律第147号）により追加し、「鉄道敷設法の一部を改正する法律」（昭和50年法律第54号）による改正前のものである。

#### （新）第79号ノ2
- 原文
  - 京都府宮津ヨリ福知山ニ至ル鉄道
- 現在の地名・地区名での表記
  - 京都府宮津市中心街より京都府福知山市中心街に至る鉄道
- 開業区間
  - 北近畿タンゴ鉄道宮福線 宮津 - 福知山 30.4 km
- 廃止区間
- 転換バス
- 転換バス廃止代替バス
- 未開業区間
  - 全区間開業
- 鉄道先行路線
- 鉄道先行路線廃止代替バス
- 並行して走る民間路線バス
- 並行して走る主な道路
  - 京都縦貫自動車道
- その他・特記事項
  - 「鉄道敷設法の一部を改正する法律」（昭和50年法律第54号）より改正。福知山 - 河守を結んでいた北丹鉄道の廃止に伴い、同区間も予定線に追加された。なお、北丹鉄道は由良川の河川敷を線路用地としていたが、宮福線は別ルートをとっている。

#### 第80号
- 原文
  - 京都府山田ヨリ兵庫県出石ヲ経テ豊岡ニ至ル鉄道
- 現在の地名・地区名での表記
  - 京都府与謝郡与謝野町山田地区より兵庫県豊岡市出石地区中心街を経て兵庫県豊岡市中心街に至る鉄道
- 開業区間
  - 加悦鉄道 丹後山田 - 加悦谷高校前 - 加悦 5.7 km
  - 日本冶金工業貨物専用線 加悦 - 鉱山 2.8 km
- 廃止区間
  - 加悦鉄道 丹後山田 - 加悦谷高校前 - 加悦 5.7 km（1985年5月1日 廃止）
  - 日本冶金工業貨物専用線 加悦 - 鉱山 2.8 km（1984年2月1日 廃止）
- 転換バス
  - 加悦フェローライン 野田川駅前 - 加悦谷高校前 - 加悦町役場前 - 加悦SL広場（2009年3月15日 廃止）
- 転換バス廃止代替バス
  - 丹後海陸交通与謝線 与謝野駅前 - 加悦谷高校前 - 加悦庁舎
  - 与謝野町コミュニティバス（ひまわり）加悦奥・奥滝線 加悦庁舎 - SL広場
- 未開業区間
  - 加悦- 出石 - 豊岡
- 鉄道先行路線
- 鉄道先行路線廃止代替バス
- 並行して走る民間路線バス
- 並行して走る主な道路
- その他・特記事項
  - 丹後山田駅は、北近畿タンゴ鉄道宮津線 野田川駅→与謝野駅の旧駅名（1990年4月1日に野田川駅に改称、2015年4月1日に与謝野駅に改称）でもある。
  - 日本冶金工業貨物専用線は、加悦鉄道が大江山ニッケル鉱業に経営を委託する路線であった。
  - 与謝野町コミュニティバス（ひまわり）加悦奥・奥滝線 加悦庁舎 - SL広場は、祝祭日、及び年末年始（12月30日?翌年1月3日まで）を除く、月曜日・水曜日・金曜日のみの運行。
  - 旧出石町を通る鉄道としては出石鉄道があったが、豊岡駅ではなく江原駅に接続する路線であったため、本路線とは重複しない（1944年に不要不急線として施設撤去、1970年に正式に廃止）。

#### 第80号ノ2
- 原文
  - 京都府広野ヨリ大阪府長尾ニ至ル鉄道
- 現在の地名・地区名での表記
  - 京都府宇治市広野町より大阪府枚方市長尾地区に至る鉄道
- 開業区間
  - 全区間未開業
- 廃止区間
- 転換バス
- 転換バス廃止代替バス
- 未開業区間
  - 広野 - 長尾間
- 鉄道先行路線
- 鉄道先行路線廃止代替バス
- 並行して走る民間路線バス
- 並行して走る主な道路
- その他・特記事項
  - 「鉄道敷設法の一部を改正する法律」（昭和37年法律第131号）により追加。
  - 関西鉄道時代に玉造 - 放出とセットで計画されたのが始まりである。「京都府広野」は奈良線新田駅付近、また「大阪府長尾」は片町線長尾駅にそれぞれ相当する。このエリアは京阪バス・京都京阪バスが路線バスを運行しているが、直接両駅を接続する路線は存在しない。また、2004年の近畿地方交通審議会資料では「片奈連絡線」として京田辺駅 - 長池駅の区間で片町線と奈良線を結ぶ構想（5.2 km）が記載されているが、開業40年での黒字化の見込みは低いとされている[31]。
  - 1965年ごろに立案されていた第二東海道貨物線構想では、山科 - 木幡のほかに、新田から長尾駅北方（片町線には接続しない）を経由して、八幡市（当時は八幡町）から大阪貨物ターミナルに至る新線が構想されていた[32]。

#### 第81号
- 原文
  - 奈良県桜井ヨリ榛原、三重県名張ヲ経テ松阪ニ至ル鉄道 及名張ヨリ分岐シテ伊賀上野附近ニ至ル鉄道 並榛原ヨリ分岐シ松山ヲ経テ吉野ニ至ル鉄道
- 現在の地名・地区名での表記
  - 奈良県桜井市大字桜井より奈良県宇陀市榛原中心街、三重県名張市中心街を経てに三重県松阪市中心街至る鉄道 及び三重県名張市中心街より分岐して三重県伊賀市上野地区中心街に至る鉄道 並びに奈良県宇陀市榛原中心街より分岐して奈良県宇陀市大宇陀地区中心街を経て奈良県吉野郡吉野町大字吉野山に至る鉄道
- 開業区間
  - 近畿日本鉄道大阪線 桜井 - 榛原 - 名張 - 伊賀神戸 - 伊勢中川 69.1 km
  - 近畿日本鉄道山田線 伊勢中川 - 松阪 8.4 km
  - 東海旅客鉄道名松線 伊勢奥津 - 松阪 43.5 km
  - 近畿日本鉄道伊賀線 西名張 - 伊賀神戸 9.7 km
  - 伊賀鉄道伊賀線 伊賀神戸 - 伊賀上野 16.6 km
- 廃止区間
  - 近畿日本鉄道伊賀線 西名張 - 伊賀神戸 9.7 km（1964年10月1日 廃止）
- 転換バス
- 転換バス廃止代替バス
- 未開業区間
  - 日本国有鉄道桜松線 桜井 - 榛原 - 西名張
  - 日本国有鉄道名松線 西名張 - 伊勢奥津
  - 榛原 - 松山 - 吉野
- 鉄道先行路線
  - 国鉄バス伊賀上野線（伊賀上野 - 上野丸ノ内）
- 鉄道先行路線廃止代替バス
- 並行して走る民間路線バス
  - 三重交通 名張駅前 - 奥津駅前
  - 三重交通 伊賀上野駅前 - 名張駅前
  - 奈良交通大宇陀線 榛原駅 - 大宇陀
  - 宇陀市営有償バス大宇陀南部線 大宇陀 - 千本橋
  - スマイルバスAコース 三茶屋 - 上市駅
- 並行して走る主な道路
- その他・特記事項
  - 榛原 - 松山 - 吉野の並行民間バスについては、松山（大宇陀）を経由せずに榛原と吉野方面を結ぶ路線は別に存在する（奈良交通榛原東吉野線）が、近鉄吉野線には接続しない。

#### 第82号
- 原文
  - 奈良県五條ヨリ和歌山県新宮ニ至ル鉄道
- 現在の地名・地区名での表記
  - 奈良県五條市五條より和歌山県新宮市新宮に至る鉄道
- 開業区間
  - 全区間未開業
- 廃止区間
- 転換バス
- 転換バス廃止代替バス
- 未開業区間
  - 日本国有鉄道阪本線 五条 - 阪本 22.4 km
  - 日本国有鉄道五新線 阪本 - 新宮
- 鉄道先行路線
  - 西日本ジェイアールバス阪本線 五条 - 城戸（のちの専用道城戸）（2002年10月1日 廃止）
  - 西日本ジェイアールバス五新線 五条 - 城戸 - 新宮 143.0 km（2002年4月1日 廃止）
- 鉄道先行路線廃止代替バス
  - 奈良交通五條西吉野線 五條バスセンター - 専用道霊安寺 - 専用道城戸（2014年9月30日廃止）
  - 奈良交通八木新宮線（十津川・本宮いでゆライン） 五條駅 - 五條バスセンター - 霊安寺 - 城戸 - 阪本 - 新宮駅
  - 奈良交通八木新宮線（十津川・本宮いでゆライン）「特急」 五條バスセンター - 霊安寺 - 城戸 - 阪本 - 新宮駅
- 並行して走る民間路線バス
- 並行して走る主な道路
- その他・特記事項
  - 西日本ジェイアールバス阪本線は、未完に終わった日本国有鉄道阪本線の線路用地を転用したバス専用道路を走る路線であった。
  - 西日本ジェイアールバス阪本線 五条 - 城戸間と西日本ジェイアールバス五新線 五条 - 城戸間は、同じ路線を走る別路線であった。
  - 奈良交通五條西吉野線 五條バスセンター - 専用道霊安寺 - 専用道城戸は、西日本ジェイアールバス阪本線の廃止代替バス。
  - 奈良交通五條西吉野線 専用道霊安寺 - 専用道城戸間は、未完に終わった日本国有鉄道阪本線の線路用地を転用したバス専用道路を走る路線だったが、トンネルが老朽化したことから2014年9月30日にバス専用道路が廃止となった。
  - 奈良交通八木新宮線（十津川・本宮いでゆライン）は、従来、西日本ジェイアールバス五新線と並行して走る民間路線バスであったが、2002年4月1日の西日本ジェイアールバス五新線の廃止に伴い、西日本ジェイアールバス五新線の廃止代替バスとなった。

#### 第83号
- 原文
  - 兵庫県谷川ヨリ西脇、北条ヲ経テ姫路附近ニ至ル鉄道
- 現在の地名・地区名での表記
  - 兵庫県丹波市山南町谷川より兵庫県西脇市西脇、兵庫県加西市北条町北条を経て兵庫県姫路市中心街に至る鉄道
- 開業区間
  - 西脇市経由
    - 西日本旅客鉄道加古川線 谷川 - 西脇市 17.3 km
    - 西日本旅客鉄道鍛冶屋線 野村（現在の西脇市） - 西脇 1.6 km

  - 西脇市・粟生経由
    - 西日本旅客鉄道加古川線 谷川 - 西脇市 - 粟生 31.9 km
    - 北条鉄道北条線 粟生 - 北条町 13.6 km
- 廃止区間
  - 西脇市経由
    - 西日本旅客鉄道鍛冶屋線 野村（現在の西脇市） - 西脇 1.6 km（1990年4月1日 廃止）
- 転換バス
  - 西脇市経由
    - 神姫バス 西脇市駅 - 西脇
- 転換バス廃止代替バス
- 未開業区間
  - 西脇市経由
    - 西脇 - 北条町 - 姫路

  - 西脇市・粟生経由
    - 北条町 - 姫路
- 鉄道先行路線
- 鉄道先行路線廃止代替バス
- 並行して走る民間路線バス
  - 西脇市経由、及び西脇市・粟生経由
  - 神姫バス アスティアかさい（北条町駅） - 姫路駅前
- 並行して走る主な道路
- その他・特記事項

#### 第84号
- 原文
  - 兵庫県姫路ヨリ岡山県江見ヲ経テ津山ニ至ル鉄道
- 現在の地名・地区名での表記
  - 兵庫県姫路市中心街より岡山県美作市江見を経て岡山県津山市中心街に至る鉄道
- 開業区間
  - 播電鉄道 播電龍野 - 新宮町 （1934年廃止）
  - 西日本旅客鉄道姫新線 姫路 - 美作江見 - 津山 86.3 km
- 廃止区間
- 転換バス
- 転換バス廃止代替バス
- 未開業区間
  - 全区間開業
- 鉄道先行路線
- 鉄道先行路線廃止代替バス
- 並行して走る民間路線バス
- 並行して走る主な道路
- その他・特記事項

#### 第85号
- 原文
  - 兵庫県上郡ヨリ佐用ヲ経テ鳥取県智頭ニ至ル鉄道
- 現在の地名・地区名での表記
  - 兵庫県赤穂郡上郡町中心街より兵庫県佐用郡佐用町佐用を経て鳥取県八頭郡智頭町大字智頭に至る鉄道
- 開業区間
  - 智頭急行智頭線 上郡 - 佐用 - 智頭 56.1 km
- 廃止区間
- 転換バス
- 転換バス廃止代替バス
- 未開業区間
  - 全区間開業
- 鉄道先行路線
- 鉄道先行路線廃止代替バス
- 並行して走る民間路線バス
- 並行して走る主な道路
  - 鳥取自動車道
- その他・特記事項

#### 第86号
- 原文
  - 兵庫県有年ヨリ岡山県伊部ヲ経テ西大寺附近ニ至ル鉄道 及赤穂附近ヨリ分岐シテ那波附近ニ至ル鉄道
- 現在の地名・地区名での表記
  - 兵庫県赤穂市有年地区より岡山県備前市伊部を経て岡山県岡山市中区土田付近（理由は後述）に至る鉄道 及び兵庫県赤穂市中心街付近より分岐して兵庫県相生市那波付近に至る鉄道
- 開業区間
  - 赤穂鉄道 有年 - 播州赤穂 12.7 km
  - 西大寺鉄道 西大寺市 - 財田 5.5 km
  - 西日本旅客鉄道赤穂線 播州赤穂 - 伊部 - 西大寺 - 東岡山 46.9 km
  - 西日本旅客鉄道赤穂線 播州赤穂 - 相生 10.5 km
- 廃止区間
  - 赤穂鉄道 有年-播州赤穂 12.7 km（1951年12月12日 廃止）
  - 西大寺鉄道 西大寺市 - 財田 5.5 km（1962年9月8日 廃止）
- 転換バス
- 転換バス廃止代替バス
- 未開業区間
  - 全区間開業
- 鉄道先行路線
- 鉄道先行路線廃止代替バス
- 並行して走る民間路線バス
  - ウエスト神姫
    - 有年駅 - 赤穂営業所前（41/9系統、平日1往復のみ）
    - 有年橋 - 赤穂営業所前（41/8系統、1日1往復のみ）
    - 有年橋 - 赤穂営業所前（東備西播定住自立圏 圏域バス、平日土曜2往復）
- 並行して走る主な道路
  - 国道250号
- その他・特記事項
  - 1922年の別表制定時の「西大寺」は現在の東岡山駅（1961年改称）で、西大寺鉄道財田駅が近接していた。
  - 「及赤穂附近ヨリ分岐シテ那波附近ニ至ル鉄道」は鉄道敷設法中改正法律（昭和11年法律第17号）で追加
  - 赤穂鉄道 播州赤穂駅は、現在の株式会社ウエスト神姫赤穂営業所に所在。

#### 第86号ノ2
- 原文
  - 兵庫県須磨附近ヨリ淡路国岩屋附近ニ至ル鉄道 及福良ヨリ徳島県鳴門附近ニ至ル鉄道
- 現在の地名・地区名での表記
  - 兵庫県神戸市須磨区付近より兵庫県淡路市岩屋に至る鉄道 及び兵庫県南あわじ市福良より徳島県鳴門市中心街に至る鉄道
- 開業区間
  - 全区間未開業
- 廃止区間
- 転換バス
- 転換バス廃止代替バス
- 未開業区間
  - 須磨 - 岩屋
  - 福良 - 鳴門
- 鉄道先行路線
- 鉄道先行路線廃止代替バス
- 並行して走る民間路線バス
- 並行して走る主な道路
  - 第二神明道路 須磨インターチェンジ - 名谷ジャンクション間 4.0 km
  - 阪神高速5号湾岸線(垂水線) 名谷ジャンクション - 垂水ジャンクション間
  - 神戸淡路鳴門自動車道 垂水ジャンクション - 淡路インターチェンジ間 11.3 km
  - 神戸淡路鳴門自動車道 淡路島南インターチェンジ - 鳴門インターチェンジ間 14.4 km
- その他・特記事項
  - 「鉄道敷設法等の一部を改正する法律」（昭和28年法律第147号）により追加したものであり、本州と四国とを結ぶ明石・鳴門ルートにおける道路・鉄道併用橋の明石海峡大橋（建設費用の問題から1985年8月27日に道路単独橋に変更）、大鳴門橋の架橋区間を定めたものでもある。
  - 第87号と合わせて本四淡路線と呼ばれる。
  - 1973年（昭和48年）9月に新谷寅三郎運輸大臣（第2次田中角栄内閣）よって、「本州四国連絡橋の工事に関する基本計画」が指示された際、本州と四国とを結ぶ明石・鳴門ルートにおける日本国有鉄道の鉄道路線は新幹線単独と決定したため、事実上、「昭和48年11月15日 運輸省告示第466号」によって追加された「建設を開始すべき新幹線鉄道の路線を定める基本計画」の四国新幹線 大阪府大阪市 - （兵庫県明石市 - 徳島県鳴門市） - 徳島県徳島市附近間に吸収される形となった。

#### 第87号
- 原文
  - 淡路国岩屋ヨリ洲本ヲ経テ福良ニ至ル鉄道
- 現在の地名・地区名での表記
  - 兵庫県淡路市岩屋より兵庫県洲本市中心街を経て兵庫県南あわじ市福良に至る鉄道
- 開業区間
  - 淡路交通 洲本 - 福良 23.4 km
- 廃止区間
  - 淡路交通 洲本 - 福良 23.4 km（1966年10月1日 廃止）
- 転換バス
  - 淡路交通縦貫線 洲本 - 福良
- 転換バス廃止代替バス
- 未開業区間
  - 岩屋 - 洲本間
- 鉄道先行路線
- 鉄道先行路線廃止代替バス
- 並行して走る民間路線バス
  - 淡路交通縦貫線 岩屋 - 洲本
- 並行して走る主な道路
  - 神戸淡路鳴門自動車道
- その他・特記事項
  - 86号ノ2の制定後はそちらと合わせて「本四淡路線」となる構想であったが、淡路交通は廃止となり、国鉄としては前記のとおり四国新幹線に計画が吸収された。

#### 第88号
- 原文
  - 鳥取県郡家附近ヨリ若桜ヲ経テ兵庫県八鹿附近ニ至ル鉄道
- 現在の地名・地区名での表記
  - 鳥取県八頭郡八頭町郡家より鳥取県八頭郡若桜町大字若桜を経て兵庫県養父市八鹿町八鹿に至る鉄道
- 開業区間
  - 若桜鉄道若桜線 郡家 - 若桜 19.2 km
- 廃止区間
- 転換バス
- 転換バス廃止代替バス
- 未開業区間
  - 若桜 - 八鹿間
- 鉄道先行路線
- 鉄道先行路線廃止代替バス
- 並行して走る民間路線バス
- 並行して走る主な道路
- その他・特記事項

#### 第89号
- 原文
  - 岡山県勝山ヨリ鳥取県倉吉ニ至ル鉄道
- 現在の地名・地区名での表記
  - 岡山県真庭市勝山より鳥取県倉吉市中心街に至る鉄道
- 開業区間
  - 日本国有鉄道倉吉線 山守 - 打吹（旧・倉吉） 15.8 km
- 廃止区間
  - 日本国有鉄道倉吉線 山守 - 倉吉 20.0 km（1985年4月1日 廃止）
- 転換バス
  - 日本交通関金線 明高 - 関金温泉 - 倉吉駅
- 転換バス廃止代替バス
- 未開業区間
  - 日本国有鉄道南勝線 中国勝山 - 湯原 - 蒜山 - 山守43.1 km
- 鉄道先行路線
- 鉄道先行路線廃止代替バス
- 並行して走る民間路線バス
  - 中鉄バス蒜山線 勝山バスセンター - 湯原温泉 - 蒜山高原（現在は廃止）
  - 真庭市コミュニティバス「まにわくん♡」37系統 中国勝山駅 - 湯原温泉 - 蒜山高原
- 並行して走る主な道路
- その他・特記事項
  - 別表制定時、打吹- 倉吉間は、倉吉軽便線（1912年6月）として開業済。
  - 国鉄自動車線による美作地方と倉吉との連絡は美伯線（奥津・三朝・国道179号経由）が先行した。

#### 第90号
- 原文
  - 岡山県倉敷ヨリ茶屋町ニ至ル鉄道
- 現在の地名・地区名での表記
  - 岡山県倉敷市中心街より岡山県倉敷市茶屋町に至る鉄道
- 開業区間
  - 全区間未開業
- 廃止区間
- 転換バス
- 転換バス廃止代替バス
- 未開業区間
  - 倉敷 - 茶屋町間
- 鉄道先行路線
  - JRバス中国茶屋町線 倉敷 - 茶屋町（2003年4月1日 廃止）
- 鉄道先行路線廃止代替バス
  - 下津井電鉄茶屋町・倉敷成人病センター線 倉敷成人病センター - 倉敷駅 - 茶屋町駅
- 鉄道先行路線廃止代替バス廃止代替バス
- 並行して走る民間路線バス
- 並行して走る主な道路
- その他・特記事項

#### 第90号ノ2
- 原文
  - 岡山県総社附近ヨリ広島県神辺ニ至ル鉄道
- 現在の地名・地区名での表記
  - 岡山県総社市総社付近より広島県福山市神辺町に至る鉄道
- 開業区間
  - 井笠鉄道矢掛線 矢掛 - 北川 5.8 km
  - 井笠鉄道本線 北川 - 井原
  - 井笠鉄道神辺線 井原 - 神辺 7.8 km
  - 井原鉄道井原線 総社 - 矢掛 - 井原 - 神辺 41.7 km
- 廃止区間
  - 井笠鉄道矢掛線 矢掛 - 北川 5.8 km（1967年4月1日 廃止）
  - 井笠鉄道本線 北川 - 井原（1971年3月31日 廃止）
  - 井笠鉄道神辺線 井原 - 神辺 7.8 km（1967年4月1日 廃止）
- 転換バス
- 転換バス廃止代替バス
- 未開業区間
  - 全区間開業
- 鉄道先行路線
  - 中国ジェイアールバス 両備本線矢掛線（清音駅 - 矢掛）（1999年1月撤退）
- 鉄道先行路線廃止代替バス
  - 井笠鉄道バス 矢掛 - 倉敷線（2012年廃止）
- 並行して走る民間路線バス
  - 井笠バスカンパニー
    - 福山〜井原線
    - 笠岡〜矢掛線
- 並行して走る主な道路
- その他・特記事項
  - 「鉄道敷設法等の一部を改正する法律」（昭和28年法律第147号）により追加。
  - 井笠鉄道神辺線は、福塩線の福山 - 府中と同じ両備鉄道の路線として建設された。1933年に福山 - 府中が別表第91号の対象として国に買収された時点では、第90号ノ2がまだ存在しなかったために買収対象とならず、私鉄のまま残された。井笠鉄道の線路用地は廃止後に日本鉄道建設公団に買収され、井原鉄道井原線の建設に供された。

#### 第90号ノ3
- 原文
  - 岡山県宇野附近ヨリ香川県高松ニ至ル鉄道
- 現在の地名・地区名での表記
  - 岡山県玉野市宇野付近より香川県高松市中心街に至る鉄道
- 開業区間
  - 西日本旅客鉄道本四備讃線（瀬戸大橋線） 茶屋町 - 児島 12.9 km
  - 四国旅客鉄道本四備讃線（瀬戸大橋線） 児島 - 宇多津 18.1 km
- 廃止区間
- 転換バス
- 転換バス廃止代替バス
- 未開業区間
  - 宇野 - 高松
- 鉄道先行路線
- 鉄道先行路線廃止代替バス
- 並行して走る民間路線バス
  - 四国フェリー（2019年12月運航終了）
- 並行して走る主な道路
  - 国道30号（宇高航路）
  - 瀬戸中央自動車道（瀬戸大橋）
- その他・特記事項
  - 「鉄道敷設法の一部を改正する法律」（昭和36年法律第142号）により追加。本州と四国とを結ぶ宇野・高松ルート（その後、地質などの問題から児島・坂出ルートに変更）における道路・鉄道併用橋の架橋区間を定めたものでもある。
  - 当初、1991年（平成3年）3月16日に正式に廃止された四国旅客鉄道宇高航路（貨車航走は1988年4月10日廃止、高速艇のみ存続したが1990年3月限りで休航）に沿った経路が想定されていたが、当初予定されていた本州と四国とを結ぶ宇野・高松ルートが地質などの問題からその後、児島・坂出ルートに変更された事に伴い、日本国有鉄道の予定線の架橋区間も、これに吸収される形で変更された。

#### 第91号
- 原文
  - 広島県福山ヨリ府中、三次、島根県来島ヲ経テ出雲今市ニ至ル鉄道 及来島附近ヨリ分岐シテ木次ニ至ル鉄道
- 現在の地名・地区名での表記
  - 広島県福山市より広島県府中市府中町、広島県三次市三次町、島根県飯石郡飯南町野萱を経て島根県出雲市今市町に至る鉄道 及び島根県飯石郡飯南町野萱付近より分岐して島根県雲南市木次町木次に至る鉄道
- 開業区間
  - 省営鉄道福塩南線 両備福山 - 横尾 4.3 km
  - 西日本旅客鉄道福塩線 福山 - 横尾 - 府中 - 河佐 - 備後三川 - 塩町 78.0 km
  - 西日本旅客鉄道福塩線 河佐 - 八田原 - 備後三川8.9 km
  - 西日本旅客鉄道芸備線 塩町 - 三次 7.1 km
  - 一畑電気鉄道立久恵線 出雲市（現在の電鉄出雲市） - 出雲須佐 18.7 km
- 廃止区間
  - 省営鉄道福塩南線 両備福山 - 横尾 4.3 km（1935年12月14日 廃止）
  - 西日本旅客鉄道福塩線 河佐 - 八田原 - 備後三川 8.9 km（1989年4月20日 廃止）
  - 一畑電気鉄道立久恵線 出雲市（現在の電鉄出雲市） - 出雲須佐 18.7 km（1965年2月18日 廃止）
- 転換バス
- 転換バス廃止代替バス
  - 一畑バス須佐線：JR出雲市駅 - 出雲須佐
- 未開業区間
  - 大社宮島鉄道 三次 - 来島 - 出雲須佐 73.0 km（1938年2月3日 免許失効）
  - 来島 - 木次間
- 鉄道先行路線
  - 中国ジェイアールバス雲芸本線 三次駅 - 赤名駅 - 三刀屋駅 - 出雲市駅
  - 中国ジェイアールバス都市間高速バス「みこと」 三次駅 - 三刀屋駅 - 出雲市駅（運行開始時の経路）
  - 中国ジェイアールバス里熊線 三刀屋駅 - 木次駅（2003年4月1日 廃止）
  - 国鉄バス 須佐線 頓原 - 出雲須佐（廃止時期不明）
- 鉄道先行路線廃止代替バス
  - 備北交通 : 三次〜赤名
  - 飯南町生活路線バス：赤名〜掛合〜吉田
  - 雲南市民バス：吉田〜掛合〜三刀屋〜木次〜大東
  - 谷本ハイヤー：三刀屋〜出雲市
  - 飯南町生活路線バス：頓原 - 出雲須佐
- 並行して走る民間路線バス
  - 一畑バス広島線「みこと」 三次IC - 下熊谷BC - 出雲市駅
- 並行して走る主な道路
  - 尾道自動車道
  - 松江自動車道
- その他・特記事項
  - 中国ジェイアールバス雲芸本線 三次駅 - 赤名駅 - 三刀屋駅 - 出雲市駅の特急便は、実質的に中国ジェイアールバス都市間高速バス「みこと」 三次IC - 下熊谷BC - 出雲市駅（2019年6月以降の経路）に吸収。普通便は前記4者のバス路線に分割となる。
  - 中国ジェイアールバス都市間高速バス「みこと」、一畑バス広島線「みこと」は、共同運行路線。

#### 第92号
- 原文
  - 広島県吉田口附近ヨリ大朝附近ニ至ル鉄道
- 現在の地名・地区名での表記
  - 広島県安芸高田市甲田町下小原付近より広島県山県郡北広島町大朝付近に至る鉄道
- 開業区間
  - 全区間未開業
- 廃止区間
- 転換バス
- 転換バス廃止代替バス
- 未開業区間
  - 吉田口 - 大朝
- 鉄道先行路線
  - 中国ジェイアールバス広浜線 千代田IC - 大朝
- 鉄道先行路線廃止代替バス
- 並行して走る民間路線バス
  - 備北交通 吉田口駅 - 吉田
  - 広電バス 吉田 - 八千代支所
  - 北広島町営バス 八千代支所 - 千代田IC
- 並行して走る主な道路
- その他・特記事項
  - 山県郡壬生町では芸石鉄道期成同盟会が結成された。すでに政府の計画路線に含まれており、大朝より山陰線の益田に至る路線を鉄道省が踏査することになっていた。地元では，この路線を「芸石線」と名付け，高田郡・山県郡の町村長・有志らが集合して芸石鉄道期成同盟会を創立した。

#### 第93号
- 原文
  - 広島県三原ヨリ竹原ヲ経テ呉ニ至ル鉄道
- 現在の地名・地区名での表記
  - 広島県三原市中心街より広島県竹原市竹原町を経て広島県呉市中心街に至る鉄道
- 開業区間
  - 西日本旅客鉄道呉線 三原 - 呉 67.0 km
- 廃止区間
- 転換バス
- 転換バス廃止代替バス
- 未開業区間
  - 全区間開業
- 鉄道先行路線
- 鉄道先行路線廃止代替バス
- 並行して走る民間路線バス
  - 広電バス 広仁方線
  - 芸陽バス 竹原 - 三原
- 並行して走る主な道路
  - 国道185号
- その他・特記事項
  - 呉線のうち、呉以東の区間の建設を定めた。呉以東の区間は全線開業前には「三呉線（さんごせん）」の名称で呼ばれていた。
  - 呉以西の区間は改正鉄道敷設法制定前の1903年に開業済であった。
  - 呉 - 広間はJRバス中国も並行するが、鉄道開通より後の路線設定。

#### 第94号
- 原文
  - 広島県広島附近ヨリ加計ヲ経テ島根県浜田附近ニ至ル鉄道
- 現在の地名・地区名での表記
  - 広島県広島市中心街付近より広島県山県郡安芸太田町大字加計を経て島根県浜田市中心街に至る鉄道
- 開業区間
  - 西日本旅客鉄道可部線 横川 - 可部 14.0 km
  - 西日本旅客鉄道可部線 可部 - 河戸 - 加計 - 三段峡 46.2 km
- 廃止区間
  - 西日本旅客鉄道可部線 可部 - 河戸 - 加計 - 三段峡 46.2 km（2003年12月1日 廃止）
- 転換バス
  - 広島電鉄三段峡線 可部駅前 - 加計中央 - 三段峡
- 転換バス廃止代替バス
- 未開業区間
  - 日本国有鉄道今福線 三段峡 - 旭町 - 石見今福 - 浜田 約54km
- 鉄道先行路線
  - 中国ジェイアールバス 広浜線（石見今市 - 石見今福 - 浜田）
- 鉄道先行路線廃止代替バス
  - 石見交通 今市線
- 並行して走る民間路線バス
  - 総企バス 加計戸河内線
  - 総企バス 千代田芸北・金城線
  - 石見交通 波佐線
- 並行して走る主な道路
  - 国道191号
  - 国道186号
  - 浜田自動車道
- その他・特記事項
  - 2017年3月に可部線可部 - あき亀山（廃止された河戸駅付近にある）間が再開業した。
  - 今福線は戦前に下府駅で山陰本線と接続するルートを予定して途中まで建設が進んだが中断した。戦後に建設が再開された際に山陰本線との接続箇所を浜田駅に変更している。

#### 第95号
- 原文
  - 島根県滝原附近ヨリ大森ヲ経テ石見大田ニ至ル鉄道
- 現在の地名・地区名での表記
  - 島根県邑智郡美郷町粕淵付近より島根県大田市大森町を経て島根県大田市大田町大田中心街に至る鉄道
- 開業区間
  - 全区間未開業
- 廃止区間
- 転換バス
- 転換バス廃止代替バス
- 未開業区間
  - 粕淵 - 大森 - 石見大田（現在の大田市）
- 鉄道先行路線
  - 中国ジェイアールバス粕淵線 粕淵駅 - 川本東大橋（2003年4月1日 廃止）
  - 中国ジェイアールバス温泉津線 川本大橋 - 石見川本駅（2003年4月1日 廃止）
  - 中国ジェイアールバス川本北本線 石見川本駅 - 大森町 - 大田市駅（2003年4月1日 廃止）
- 鉄道先行路線廃止代替バス
  - 石見交通粕渕線 粕渕駅前 - 川合 - 大田市駅
  - 美郷町スクールバス左回り 川本駅 ⇒ 粕渕
  - 石見交通川本線 川本駅 - 大森 - 大田市駅
- 並行して走る民間路線バス
- 並行して走る主な道路
- その他・特記事項
  - 「滝原」は三江線粕淵駅周辺の地名。
  - 美郷町スクールバス左回り 川本駅 ⇒ 粕渕は、平日朝の1便のみの運行。

#### 第96号
- 原文
  - 山口県岩国ヨリ島根県日原ニ至ル鉄道
- 現在の地名・地区名での表記
  - 山口県岩国市中心街より島根県鹿足郡津和野町日原に至る鉄道
- 開業区間
  - 錦川鉄道錦川清流線 川西 - 【森ヶ原信号場】 - 錦町 32.7 km
- 廃止区間
- 転換バス
- 転換バス廃止代替バス
- 未開業区間
  - 日本国有鉄道岩日北線 錦町 - 六日市 - 日原 40.9 km
- 鉄道先行路線
  - 中国ジェイアールバス岩益線 
    - 錦町 - 出合橋 - 六日市 - 日原（1998年4月1日 廃止）
    - 出合橋 - 天尾橋（1997年9月30日 廃止）
    - 北河内駅 - 天尾橋 - 岩国駅（2001年3月31日 廃止）
- 鉄道先行路線廃止代替バス
  - 岩国市生活交通バス 錦町 - 六日市
  - 六日市交通 六日市 - 日原
- 並行して走る民間路線バス
  - 石見交通広益線「特急」 六日市 - 日原診療所前
  - いわくにバス 上阿品・北河内線
- 並行して走る主な道路
  - 国道187号
- その他・特記事項
  - 通称「岩日線」。

#### 第97号
- 原文
  - 山口県岩国ヨリ玖珂ヲ経テ徳山ニ至ル鉄道
- 現在の地名・地区名での表記
  - 山口県岩国市中心街より山口県岩国市玖珂町を経て山口県周南市徳山地区中心街に至る鉄道
- 開業区間
  - 西日本旅客鉄道岩徳線 岩国 - 【森ヶ原信号場】 - 玖珂 - 櫛ヶ浜 43.7 km
- 廃止区間
- 転換バス
- 転換バス廃止代替バス
- 未開業区間
  - 全区間開業
- 鉄道先行路線
- 鉄道先行路線廃止代替バス
- 並行して走る民間路線バス
- 並行して走る主な道路
  - 山陽自動車道
- その他・特記事項

#### 第98号
- 原文
  - 山口県徳佐ヨリ大井ニ至ル鉄道
- 現在の地名・地区名での表記
  - 山口県阿武郡阿東町大字徳佐より山口県萩市大井に至る鉄道
- 開業区間
  - 全区間未開業
- 廃止区間
- 転換バス
- 転換バス廃止代替バス
- 未開業区間
  - 徳佐 - 長門大井
- 鉄道先行路線
  - 中国ジェイアールバス防長線 宮野駅前 - 萩駅
- 鉄道先行路線廃止代替バス
- 並行して走る民間路線バス
  - 防長交通「快速バス」 徳佐 - 東萩駅前
- 並行して走る主な道路
- その他・特記事項

#### 第99号
- 原文
  - 山口県小郡ヨリ大田ヲ経テ萩ニ至ル鉄道 及大田附近ヨリ分岐シテ於福ニ至ル鉄道
- 現在の地名・地区名での表記
  - 山口県山口市小郡地区中心街より山口県美祢市美東町大田を経て山口県萩市中心街に至る鉄道 及び山口県美祢市美東町大田中心街付近より分岐して山口県美祢市於福地区中心街に至る鉄道
- 開業区間
  - 全区間未開業
- 廃止区間
- 転換バス
- 転換バス廃止代替バス
- 未開業区間
  - 小郡（現在の新山口） - 大田 - 東萩
  - 大田 - 於福
- 鉄道先行路線
  - 中国ジェイアールバス防長本線「スーパーはぎ号」 新山口駅 - 萩バスセンター - 東萩駅 60.8 km
  - 中国ジェイアールバス秋吉線 山口駅 - 大田中央 - 美祢駅
- 鉄道先行路線廃止代替バス
- 並行して走る民間路線バス
  - 防長交通「普通」 新山口駅 - 大田中央 - 東萩駅
  - 防長交通「スーパーはぎ号」 新山口駅 - 大田中央 - 萩バスセンター -東萩駅
- 並行して走る主な道路
  - 小郡萩道路
- その他・特記事項
  - 中国ジェイアールバス防長本線「特急はぎ号」は2016年9月まで山口駅を経由していた。
  - 「スーパーはぎ号」は、中国ジェイアールバス、防長交通とも共通乗車が可能。

### 四国ノ部

#### 第100号
- 原文
  - 香川県高松ヨリ琴平ニ至ル鉄道
- 現在の地名・地区名での表記
  - 香川県高松市中心街より香川県仲多度郡琴平町に至る鉄道
- 開業区間
  - 高松琴平電気鉄道琴平線 高松築港 - 琴電琴平 32.9 km
- 廃止区間
- 転換バス
- 転換バス廃止代替バス
- 未開業区間
  - 全区間開業
- 鉄道先行路線
- 鉄道先行路線廃止代替バス
- 並行して走る民間路線バス
- 並行して走る主な道路
- その他・特記事項

#### 第101号
- 原文
  - 愛媛県川之江ヨリ徳島県阿波池田付近ニ至ル鉄道
- 現在の地名・地区名での表記
  - 愛媛県四国中央市川之江町より徳島県三好市池田町中心街付近に至る鉄道
- 開業区間
  - 全区間未開業
- 廃止区間
- 転換バス
- 転換バス廃止代替バス
- 未開業区間
  - 川之江 - 阿波池田
- 鉄道先行路線
  - 四国旅客鉄道川池線 川之江駅 - 阿波池田駅（2001年4月1日 廃止）
- 鉄道先行路線廃止代替バス
  - 瀬戸内運輸 川之江駅 - 七田 - 阿波池田駅（2010年5月1日、徳島県側の区間を廃止）
  - 三好市営バス佐野池田線 阿波池田バスターミナル - 佐野
- 並行して走る民間路線バス
- 並行して走る主な道路
  - 国道192号
  - 高知自動車道 川之江ジャンクション-川之江東ジャンクション
  - 徳島自動車道 川之江東ジャンクション-井川池田インターチェンジ
- その他・特記事項
  - 愛徳電気鉄道が1928年1月に免許を受けているが、実現することなく終わっている。
  - 瀬戸内運輸 川之江駅 - 阿波池田駅間は、2001年（平成13年）3月31日まで四国旅客鉄道川池線 川之江 - 阿波池田との共同運行であったが、川池線廃止以後は、廃止代替バスとしての役割も担うようになった。しかし、2010年4月30日限りで途中にある七田バス停から阿波池田駅までの区間が廃止された。徳島県側は代替路線として三好市営バスが運行されているが、県境に当たる阿波佐野 - 七田間からは路線バスがなくなった。
  - 圓藤寿穂が徳島県知事を務めていた1996年に、四国知事会において「阿波池田─川之江間に鉄道新線を建設すべき」と述べたことがある[33]。

#### 第102号
- 原文
  - 愛媛県松山附近ヨリ高知県越知ヲ経テ佐川ニ至ル鉄道
- 現在の地名・地区名での表記
  - 愛媛県松山市中心街付近より高知県高岡郡越知町越知を経て高知県高岡郡佐川町中心街に至る鉄道
- 開業区間
  - 松山市近郊を除き未開業
- 廃止区間
  - 伊予鉄道森松線（伊予立花 - 森松；1965年廃止）
- 転換バス
- 転換バス廃止代替バス
- 未開業区間
  - 森松 - 越知 - 佐川
- 鉄道先行路線
  - ジェイアール四国バス久万高原線 松山駅 - 伊予鉄立花駅前 - 森松本町 - 久万高原 - 落出
  - 四国旅客鉄道松山高知急行線 落出 - 越知 - 佐川（2002年9月1日 廃止）
- 鉄道先行路線廃止代替バス
  - 黒岩観光佐川・大崎・落出線→高吾北落出線  落出 - 上仁淀（川渡） - 佐川駅（落出 - 上仁淀間は2017年4月1日廃止、同時に路線名変更）
- 並行して走る民間路線バス
- 並行して走る主な道路
  - 国道33号
- その他・特記事項
  - 本別表制定時、国鉄松山駅は未開業。（開業は1927年4月）

#### 第103号
- 原文
  - 愛媛県八幡浜ヨリ卯之町[注釈 8]、宮野下、宇和島ヲ経テ高知県中村ニ至ル鉄道 及宮野下ヨリ分岐シテ高知県中村ニ至ル鉄道
- 現在の地名・地区名での表記
  - 愛媛県八幡浜市中心街より愛媛県西予市宇和町卯之町、愛媛県宇和島市三間町宮野下、愛媛県宇和島市中心街を経て高知県四万十市中村地区中心街に至る鉄道 及び愛媛県宇和島市三間町宮野下より分岐して高知県四万十市中村地区中心街に至る鉄道
- 開業区間
  - 四国旅客鉄道予讃線 八幡浜 - 卯之町 14.6 km
  - 四国旅客鉄道予土線 伊予宮野下 - 北宇和島 7.2 km
  - 四国旅客鉄道予讃線 北宇和島 - 宇和島 1.5 km
  - 土佐くろしお鉄道宿毛線 宿毛 - 中村 23.6 km
  - 四国旅客鉄道予土線 伊予宮野下 - 江川崎 26.4 km
- 廃止区間
- 転換バス
- 転換バス廃止代替バス
- 未開業区間
  - 卯之町 - 伊予宮野下
  - 日本国有鉄道宿毛線 宇和島 - 宿毛
  - 江川崎 - 中村
- 鉄道先行路線
- 鉄道先行路線廃止代替バス
- 並行して走る民間路線バス
  - 宇和島自動車 宇和島駅前 - 宿毛駅
  - 高知西南交通口屋内線 中村 - 口屋内
  - 西土佐バス口屋内・黒尊線  口屋内 - 江川崎
- 並行して走る主な道路
- その他・特記事項

#### 第103号ノ2
- 原文
  - 愛媛県卯之町ヨリ吉田ヲ経テ宇和島ニ至ル鉄道
- 現在の地名・地区名での表記
  - 愛媛県西予市宇和町卯之町より愛媛県宇和島市吉田地区中心街を経て愛媛県宇和島市中心街に至る鉄道
- 開業区間
  - 四国旅客鉄道予讃線 卯之町 - 伊予吉田 - 宇和島 20.2 km
- 廃止区間
- 転換バス
- 転換バス廃止代替バス
- 未開業区間
  - 全区間開業
- 鉄道先行路線
- 鉄道先行路線廃止代替バス
- 並行して走る民間路線バス
- 並行して走る主な道路
- その他・特記事項
  - 「鉄道敷設法中改正法律」（昭和8年法律第38号）による追加

#### 第104号
- 原文
  - 愛媛県大洲附近ヨリ近永附近ニ至ル鉄道
- 現在の地名・地区名での表記
  - 愛媛県大洲市中心街付近より愛媛県北宇和郡鬼北町大字近永付近に至る鉄道
- 開業区間
  - 全区間未開業
- 廃止区間
- 転換バス
- 転換バス廃止代替バス
- 未開業区間
  - 伊予大洲 - 近永
- 鉄道先行路線
  - 国鉄バス南予線（伊予大洲 - 近永）
- 鉄道先行路線廃止代替バス
  - 宇和島自動車宇和島バス 大洲駅前 - 大成
  - 宇和島自動車宇和島バス 大成 - 野村営業所
  - 宇和島自動車宇和島バス 野村営業所 - 近永駅前
- 並行して走る民間路線バス
- 並行して走る主な道路
- その他・特記事項

#### 第104号ノ2
- 原文
  - 愛媛県伊予ヨリ内子ニ至ル鉄道
- 現在の地名・地区名での表記
  - 愛媛県伊予市中心街より愛媛県喜多郡内子町内子に至る鉄道
- 開業区間
  - 四国旅客鉄道予讃線 向井原 - 内子 23.5 km
- 廃止区間
- 転換バス
- 転換バス廃止代替バス
- 未開業区間
  - 全区間開業
- 鉄道先行路線
- 鉄道先行路線廃止代替バス
- 並行して走る民間路線バス
- 並行して走る主な道路
  - 松山自動車道
- その他・特記事項
  - 「鉄道敷設法の一部を改正する法律」（昭和36年法律第142号）により追加。日本鉄道建設公団による建設中は「内山線」と呼称されていた。

#### 第105号
- 原文
  - 高知県江川崎附近ヨリ窪川ヲ経テ崎山附近ニ至ル鉄道
- 現在の地名・地区名での表記
  - 高知県四万十市西土佐江川崎より高知県高岡郡四万十町窪川を経て高知県吾川郡仁淀川町崎ノ山付近に至る鉄道
- 開業区間
  - 四国旅客鉄道予土線 江川崎 - 若井 42.7 km
  - 土佐くろしお鉄道中村線 若井 - 窪川 4.4 km
- 廃止区間
- 転換バス
- 転換バス廃止代替バス
- 未開業区間
  - 窪川 - 崎山
- 鉄道先行路線
  - 国鉄バス窪川線（江川崎 - 窪川；予土線開業後に廃止）
- 並行して走る民間路線バス
- 並行して走る主な道路
- その他・特記事項

#### 第105号ノ2
- 原文
  - 高知県須崎ヨリ窪川ニ至ル鉄道
- 現在の地名・地区名での表記
  - 高知県須崎市須崎より高知県高岡郡四万十町窪川に至る鉄道
- 開業区間
  - 四国旅客鉄道土讃線 須崎 - 窪川 30.0 km
- 廃止区間
- 転換バス
- 転換バス廃止代替バス
- 未開業区間
  - 全区間開業
- 鉄道先行路線
  - 窪川線
- 鉄道先行路線廃止代替バス
- 並行して走る民間路線バス
  - 高知高陵交通矢井賀線 須崎駅前 - 久礼駅前
  - 四万十交通 影野 - 仁井田 - 窪川
- 並行して走る主な道路
- その他・特記事項
  - 鉄道敷設法中改正法律（昭和9年法律第18号）により追加。

#### 第105号ノ3
- 原文
  - 高知県窪川附近ヨリ中村ニ至ル鉄道
- 現在の地名・地区名での表記
  - 高知県高岡郡四万十町窪川付近より高知県四万十市中村地区中心街に至る鉄道
- 開業区間
  - 土佐くろしお鉄道中村線 若井 - 中村 38.6 km
- 廃止区間
- 転換バス
- 転換バス廃止代替バス
- 未開業区間
  - 全区間開業
- 鉄道先行路線
- 鉄道先行路線廃止代替バス
- 並行して走る民間路線バス
  - 四万十交通・高知西南交通
- 並行して走る主な道路
- その他・特記事項
  - 「鉄道敷設法等の一部を改正する法律」（昭和28年法律第147号）により追加。

#### 第106号
- 原文
  - 高知県川内付近ヨリ高岡ヲ経テ宇佐ニ至ル鉄道
- 現在の地名・地区名での表記
  - 高知県吾川郡いの町川内地区付近より高知県土佐市高岡町中心街を経て高知県土佐市宇佐町宇佐に至る鉄道
- 開業区間
  - 全区間未開業
- 廃止区間
- 転換バス
- 転換バス廃止代替バス
- 未開業区間
  - 波川 - 高岡 - 宇佐
- 鉄道先行路線
- 鉄道先行路線廃止代替バス
- 並行して走る民間路線バス
  - 土佐市ドラゴンバス宇佐・伊野線 JR伊野駅 - 宇佐
- 並行して走る主な道路
- その他・特記事項

#### 第107号
- 原文
  - 高知県後免ヨリ安芸、徳島県日和佐ヲ経テ古庄附近ニ至ル鉄道
- 現在の地名・地区名での表記
  - 高知県南国市後免町より高知県安芸市中心街、徳島県海部郡美波町日和佐地区を経て徳島県阿南市羽ノ浦町古庄付近に至る鉄道
- 開業区間
  - 土佐電気鉄道安芸線 後免 - 安芸 26.8 km
  - 土佐くろしお鉄道阿佐線 後免 - 安芸 - 奈半利 42.7 km
  - 阿佐海岸鉄道阿佐東線 甲浦 - 阿波海南 10.0 km
  - 四国旅客鉄道牟岐線 阿波海南 - 日和佐 - 羽ノ浦 60.1 km
  - 日本国有鉄道牟岐線貨物支線 羽ノ浦 - 古庄
- 廃止区間
  - 土佐電気鉄道安芸線 後免 - 安芸 26.8 km（1974年4月1日 廃止）
  - 日本国有鉄道牟岐線貨物支線 羽ノ浦 - 古庄（1961年4月1日 廃止）
- 転換バス
- 転換バス廃止代替バス
- 未開業区間
  - 日本国有鉄道阿佐線 奈半利 - 甲浦
- 鉄道先行路線
- 鉄道先行路線廃止代替バス
- 並行して走る民間路線バス
  - 高知東部交通安芸・甲浦線 奈半利駅 - 室戸岬 - 甲浦駅
  - 高知東部交通安芸 - 高知線 後免町 - 安芸駅
- 並行して走る主な道路
  - 高知県道364号南国野市線
  - 高知県道22号龍河洞公園線
  - 国道55号
- その他・特記事項
  - 日本国有鉄道牟岐線貨物支線 羽ノ浦 - 古庄は、1936年（昭和11年）7月1日に阿南鉄道が国有化され、省営鉄道牟岐線に編入されるまで、阿南鉄道として旅客営業を行っていた。
  - 牟岐線の阿波海南-海部は2020年11月1日付けで阿佐海岸鉄道阿佐東線に編入された。また、2021年12月より同社のDMVにより室戸市への鉄軌道車両の乗り入れが実現した。

#### 第108号
- 原文
  - 高知県山田ヨリ蕨野附近ニ至ル鉄道
- 現在の地名・地区名での表記
  - 高知県香美市土佐山田町中心街より高知県香美市香北町蕨野付近に至る鉄道
- 開業区間
  - 全区間未開業
- 廃止区間
- 転換バス
- 転換バス廃止代替バス
- 未開業区間
  - 日本国有鉄道蕨野線 土佐山田 - 蕨野
- 鉄道先行路線
  - ジェイアール四国バス大栃線 土佐山田駅 - 美良布（アンパンマンミュージアム）
- 鉄道先行路線廃止代替バス
  - 香美市営バス美良布・大栃線 美良布 - 蕨野
- 並行して走る民間路線バス
  - とさでん交通山田駅・龍河洞線　山田駅 - 神母木龍河洞通
- 並行して走る主な道路
  - 国道195号
- その他・特記事項

### 九州ノ部

#### 第109号
- 原文
  - 福岡県博多ヨリ佐賀県山本ニ至ル鉄道
- 現在の地名・地区名での表記
  - 福岡県福岡市博多区中心街より佐賀県唐津市山本に至る鉄道
- 開業区間
  - 日本国有鉄道筑肥線 博多 - 姪浜 11.7 km
  - 九州旅客鉄道筑肥線（筑肥東線） 姪浜 - 虹ノ松原 - 唐津 42.6 km
  - 日本国有鉄道筑肥線 虹ノ松原 - 久里 - 山本 10.4 km
- 廃止区間
  - 日本国有鉄道筑肥線 博多 - 姪浜 11.7 km（1983年3月22日 廃止）
  - 日本国有鉄道筑肥線 虹ノ松原 - 久里 - 山本 10.4 km（1983年3月22日 廃止）
- 廃止代替路線
  - 福岡市営地下鉄空港線 博多 - 姪浜 9.8 km
- 転換バス
  - 昭和自動車 東唐津駅 - 久里 - 山本
- 転換バス廃止代替バス
- 未開業区間
  - 全区間開業
- 鉄道先行路線
- 鉄道先行路線廃止代替バス
- 並行して走る民間路線バス
- 並行して走る主な道路
  - 西九州自動車道
- その他・特記事項
  - 日本国有鉄道筑肥線 博多 - 姪浜 11.7kmは、福岡市地下鉄空港線 福岡空港 - 博多 - 姪浜 13.1 km に代替された。
  - 福岡市地下鉄空港線 博多 - 姪浜 - 九州旅客鉄道筑肥線（筑肥東線） 西唐津は、相互直通運転。
  - 唐津市内の虹ノ松原 - 東唐津 - 久里 - 山本間の旧線は、虹ノ松原 - 東唐津が新線移設扱いとなり、東唐津 - 山本間は昭和自動車のバス路線が代替路線バスとされた。

#### 第110号
- 原文
  - 福岡県篠栗ヨリ長尾附近ニ至ル鉄道
- 現在の地名・地区名での表記
  - 福岡県糟屋郡篠栗町中心街より福岡県桂川町付近（理由は後述）に至る鉄道
- 開業区間
  - 九州旅客鉄道篠栗線（福北ゆたか線） 篠栗 - 桂川 14.8 km
- 廃止区間
- 転換バス
- 転換バス廃止代替バス
- 未開業区間
  - 全区間開業
- 鉄道先行路線
- 鉄道先行路線廃止代替バス
- 並行して走る民間路線バス
- 並行して走る主な道路
- その他・特記事項
  - 現在の桂川駅は1940年12月に長尾駅から改称

#### 第110号ノ2
- 原文
  - 福岡県添田ヨリ大分県日田附近ニ至ル鉄道
- 現在の地名・地区名での表記
  - 福岡県田川郡添田町大字添田より大分県日田市中心街に至る鉄道
- 開業区間
  - 九州旅客鉄道日田彦山線 添田 - 夜明 29.2 km
- 廃止区間
  - 2017年（平成29年）の九州北部豪雨で甚大な被害を受けBRT化されている
- 転換バス
- 転換バス廃止代替バス
- 未開業区間
  - 全区間開業
- 鉄道先行路線
- 鉄道先行路線廃止代替バス
- 並行して走る民間路線バス
- 並行して走る主な道路
- その他・特記事項
  - 鉄道敷設法中改正法律（昭和9年法律第18号）により追加。

#### 第110号ノ3
- 原文
  - 福岡県油須原ヨリ上山田ヲ経テ漆生附近ニ至ル鉄道
- 現在の地名・地区名での表記
  - 福岡県田川郡赤村大字赤字油須原より福岡県嘉麻市上山田を経て福岡県嘉麻市漆生付近に至る鉄道
- 開業区間
  - 九州旅客鉄道上山田線 豊前川崎 - 下山田 13.5 km
  - 日本国有鉄道漆生線 下山田 - 漆生 4.3 km
- 廃止区間
  - 九州旅客鉄道上山田線 豊前川崎 - 下山田 13.5 km（1988年9月1日 廃止）
  - 日本国有鉄道漆生線 下山田 - 漆生 4.3 km（1986年4月1日 廃止）
- 転換バス
- 転換バス廃止代替バス
- 未開業区間
  - 日本国有鉄道油須原線 油須原 - 大任 - 豊前川崎 10.3 km
- 鉄道先行路線
- 鉄道先行路線廃止代替バス
- 並行して走る民間路線バス
- 並行して走る主な道路
- その他・特記事項
  - 「鉄道敷設法等の一部を改正する法律」（昭和28年法律第147号）により追加。

#### 第110号ノ4
- 原文
  - 福岡県田野浦附近ヨリ曾根ニ至ル鉄道
- 現在の地名・地区名での表記
  - 福岡県北九州市門司区田野浦付近より福岡県北九州市小倉南区下曽根新町に至る鉄道
- 開業区間
  - 全区間未開業
- 廃止区間
- 転換バス
- 転換バス廃止代替バス
- 未開業区間
  - 田野浦 - 下曽根
- 鉄道先行路線
- 鉄道先行路線廃止代替バス
- 並行して走る民間路線バス
- 並行して走る主な道路
- その他・特記事項
  - 「鉄道敷設法の一部を改正する法律」（昭和37年法律第131号）により追加。田野浦公共臨港鉄道の終点から下曽根駅までを結ぶ計画だった。

#### 第111号
- 原文
  - 福岡県久留米ヨリ熊本県山鹿ヲ経テ宮原附近ニ至ル鉄道
- 現在の地名・地区名での表記
  - 福岡県久留米市中心街より熊本県山鹿市山鹿を経て熊本市北区植木町宮原に至る鉄道
- 開業区間
  - 西日本鉄道福島線 日吉町 - 福島 12.3 km
- 廃止区間
  - 西日本鉄道福島線 日吉町 - 福島 12.3 km（1958年11月27日 廃止）
- 転換バス
  - 久留米 - 山鹿 - 宮原
- 転換バス廃止代替バス
- 未開業区間
- 鉄道先行路線
- 鉄道先行路線廃止代替バス
- 並行して走る民間路線バス
- 並行して走る主な道路
- その他・特記事項
  - 鉄道敷設法制定当時、鹿本鉄道（後の山鹿温泉鉄道、現在は廃止）が植木から宮原まで開通済みであったため、これに接続する区間が別表に掲載された。

#### 第111号ノ2
- 原文
  - 福岡県羽犬塚ヨリ矢部ニ至ル鉄道
- 現在の地名・地区名での表記
  - 福岡県筑後市大字羽犬塚より福岡県八女市矢部村矢部に至る鉄道
- 開業区間
  - 南筑軌道 羽犬塚 - 黒木 17.18 km
  - 日本国有鉄道矢部線 羽犬塚 - 黒木 19.7 km
- 廃止区間
  - 南筑軌道 羽犬塚 - 黒木 17.18 km（1940年6月24日廃止）
  - 日本国有鉄道矢部線 羽犬塚 - 黒木 19.7 km（1985年4月1日廃止）
- 転換バス
  - 堀川バス 羽矢線
- 転換バス廃止代替バス
- 未開業区間
  - 黒木 - 矢部
- 鉄道先行路線
- 鉄道先行路線廃止代替バス
- 並行して走る民間路線バス
- 並行して走る主な道路
- その他・特記事項
  - 「鉄道敷設法中改正法律」（昭和11年法律第17号）により追加。南筑軌道は改正鉄道敷設法制定以前に開業・運行していたが、本路線が追加されたことで廃止に踏み切っている。

#### 第111号ノ3
- 原文
  - 佐賀県唐津ヨリ呼子ヲ経テ伊万里ニ至ル鉄道
- 現在の地名・地区名での表記
  - 佐賀県唐津市中心街より佐賀県唐津市呼子町呼子を経て佐賀県伊万里市伊万里町に至る鉄道
- 開業区間
  - 九州旅客鉄道唐津線 唐津 - 西唐津 2.2 km
- 廃止区間
- 転換バス
- 転換バス廃止代替バス
- 未開業区間
  - 日本国有鉄道呼子線 西唐津 - 呼子 - 伊万里 約56km
- 鉄道先行路線
- 鉄道先行路線廃止代替バス
- 並行して走る民間路線バス
- 並行して走る主な道路
- その他・特記事項
  - 「鉄道敷設法の一部を改正する法律」（昭和36年法律第142号）により追加。

#### 第112号
- 原文
  - 佐賀県岸嶽ヨリ伊万里ニ至ル鉄道
- 現在の地名・地区名での表記
  - 佐賀県唐津市北波多地区中心街よりを経て佐賀県伊万里市伊万里町に至る鉄道
- 開業区間
  - 九州旅客鉄道筑肥線（筑肥西線） 山本 - 伊万里 25.7 km
- 廃止区間
- 転換バス
- 転換バス廃止代替バス
- 未開業区間
- 鉄道先行路線
- 鉄道先行路線廃止代替バス
- 並行して走る民間路線バス
- 並行して走る主な道路
- その他・特記事項
  - 当初は、1971年（昭和46年）8月20日に廃止された日本国有鉄道唐津線岸嶽支線 岸嶽駅（佐賀県東松浦郡北波多村、現在の佐賀県唐津市北波多地区にあり、炭鉱の隣接地だった）からの延伸路線として計画されていたが、1937年10月1日に北九州鉄道 山本 - 伊万里 25.7kmが国有化され、省営鉄道筑肥線となったことに伴い、これに置き換えられた。

#### 第112号ノ2
- 原文
  - 佐賀県基山ヨリ福岡県大刀洗ヲ経テ甘木ニ至ル鉄道
- 現在の地名・地区名での表記
  - 佐賀県三養基郡基山町より福岡県三井郡大刀洗町を経て福岡県朝倉市甘木に至る鉄道
- 開業区間
  - 甘木鉄道甘木線 基山 - 太刀洗 - 甘木 13.7 km
- 廃止区間
- 転換バス
- 転換バス廃止代替バス
- 未開業区間
  - 全区間開業
- 鉄道先行路線
- 鉄道先行路線廃止代替バス
- 並行して走る民間路線バス
- 並行して走る主な道路
  - 大分自動車道鳥栖ジャンクション-甘木インターチェンジ
- その他・特記事項
  - 鉄道敷設法中改正法律（昭和11年法律第17号）で追加
  - 太刀洗駅は福岡県朝倉郡筑前町にあるが、朝倉郡筑前町と福岡県三井郡大刀洗町とにまたがる地域に大日本帝国陸軍の「太刀洗飛行場」があった。

#### 第113号
- 原文
  - 佐賀県佐賀ヨリ福岡県矢部川、熊本県隈府ヲ経テ肥後大津ニ至ル鉄道 及隈府ヨリ分岐シテ大分県森附近ニ至ル鉄道
- 現在の地名・地区名での表記
  - 佐賀県佐賀市中心街より福岡県みやま市瀬高町矢部川地区、熊本県菊池市隈府を経て熊本県菊池郡大津町に至る鉄道 及び熊本県菊池市隈府より分岐して大分県玖珠郡玖珠町森地区付近に至る鉄道
- 開業区間
  - 日本国有鉄道佐賀線 佐賀 - 瀬高 24.1 km
  - 九州肥筑鉄道 矢部川（現在の瀬高） - 南関 13.6 km
  - 日本国有鉄道宮原線 肥後小国 - 恵良 26.6 km
- 廃止区間
  - 日本国有鉄道佐賀線 佐賀 - 瀬高 24.1 km
  - 九州肥筑鉄道 矢部川 - 南関 13.6 km（1938年12月16日 廃止）
  - 日本国有鉄道宮原線 肥後小国 - 恵良 26.6 km（1984年12月1日 廃止）
- 転換バス
  - 西日本鉄道 佐賀駅バスセンター - 西鉄柳川駅
  - 堀川バス瀬高・柳川線 西鉄柳川 - 瀬高駅前
  - 大分交通 小国 - 豊後森
- 転換バス廃止代替バス
- 未開業区間
  - 南関 - 菊池 - 肥後大津
  - 日本国有鉄道小国線 菊池 - 肥後小国 37.8 km
- 鉄道先行路線
  - ジェイアール九州バス山鹿線 瀬高駅 - 南関 - 山鹿温泉駅（2006年3月1日 廃止）
  - ジェイアール九州バス山鹿線（日置経由） 山鹿温泉 - 日置 - 農高前 - 菊池温泉口 - 肥後大津駅（2006年3月1日 廃止）
  - ジェイアール九州バス山鹿線（鹿本高校前経由） 山鹿温泉駅 - 鹿本高校前 - 農高前 - 菊池温泉口 - 肥後大津駅（2006年3月1日 廃止）
- 鉄道先行路線廃止代替バス
  - 九州産交バス 瀬高駅 - 南関ターミナル - 山鹿バスセンター
  - 産交バス 山鹿バスセンター - 鹿本高校入口 - 鹿本農高前 - 菊池温泉 - 肥後大津駅
- 並行して走る民間路線バス
- 並行して走る主な道路
- その他・特記事項
  - 矢部川駅は、九州旅客鉄道鹿児島本線 瀬高駅の旧駅名でもある。
  - 隈府は、1986年（昭和61年）2月16日に廃止された熊本電気鉄道菊池線 菊池駅の旧駅名でもある。

#### 第114号
- 原文
  - 佐賀県肥前山口附近ヨリ鹿島ヲ経テ長崎県諫早ニ至ル鉄道
- 現在の地名・地区名での表記
  - 佐賀県杵島郡江北町大字山口付近より佐賀県鹿島市中心街を経て長崎県諫早市中心街に至る鉄道
- 開業区間
  - 九州旅客鉄道長崎本線 肥前山口 - 肥前鹿島 - 諫早 60.8 km
- 廃止区間
- 転換バス
- 転換バス廃止代替バス
- 未開業区間
- 鉄道先行路線
- 鉄道先行路線廃止代替バス
- 並行して走る民間路線バス
- 並行して走る主な道路
  - 長崎自動車道
- その他・特記事項
  - 当時、大村線経由のルートであった長崎本線を現行ルートに変更するための条文である。

#### 第114号ノ2
- 原文
  - 長崎県喜々津ヨリ矢上ヲ経テ浦上ニ至ル鉄道
- 現在の地名・地区名での表記
  - 長崎県諫早市多良見町喜々津地区より長崎県長崎市矢上町を経て長崎県長崎市浦上地区に至る鉄道
- 開業区間
  - 九州旅客鉄道長崎本線 喜々津 - 肥前古賀 - 浦上 16.8 km
- 廃止区間
- 転換バス
- 転換バス廃止代替バス
- 未開業区間
  - 全区間開業
- 鉄道先行路線
- 鉄道先行路線廃止代替バス
- 並行して走る民間路線バス
- 並行して走る主な道路
- その他・特記事項
  - 「鉄道敷設法中改正法律」（昭和2年法律第37号）で追加。
  - 九州旅客鉄道長崎本線 喜々津 - 肥前古賀 - 浦上 16.8kmは、帆場岳の下を長崎トンネル（全長6173m）を貫いて喜々津 - 浦上を短絡する長崎本線の新線区間。

#### 第114号ノ3
- 原文
  - 長崎県志佐附近ヨリ吉井ニ至ル鉄道
- 現在の地名・地区名での表記
  - 長崎県松浦市志佐町付近より長崎県佐世保市吉井町に至る鉄道
- 開業区間
  - 全区間未開業
- 廃止区間
- 転換バス
- 転換バス廃止代替バス
- 未開業区間
  - 日本国有鉄道北松線 志佐（現在の松浦） - 肥前吉井（現在の吉井）
- 鉄道先行路線
- 鉄道先行路線廃止代替バス
- 並行して走る民間路線バス
- 並行して走る主な道路
- その他・特記事項
  - 「鉄道敷設法等の一部を改正する法律」（昭和28年法律第147号）により追加。日本鉄道建設公団の工事路線名は｢北松線」であった。

#### 第115号
- 原文
  - 大分県中津ヨリ日田ニ至ル鉄道
- 現在の地名・地区名での表記
  - 大分県中津市中心街より大分県日田市中心街に至る鉄道
- 開業区間
  - 大分交通耶馬渓線 中津 - 守実温泉 36.1 km
- 廃止区間
  - 大分交通耶馬渓線 中津 - 野路 10.4 km（1975年10月1日 廃止）
  - 大分交通耶馬渓線 野路 - 守実温泉 25.7 km（1971年10月1日 廃止）
- 転換バス
  - 大交北部バス 中津 - 守実温泉
- 転換バス廃止代替バス
- 未開業区間
  - 守実温泉 - 日田
- 鉄道先行路線
- 鉄道先行路線廃止代替バス
- 並行して走る民間路線バス
  - 大交北部バス 中津 - 柿坂 -日田
- 並行して走る主な道路
  - 国道212号
- その他・特記事項

#### 第116号
- 原文
  - 大分県杵築ヨリ富来ヲ経テ宇佐附近ニ至ル鉄道
- 現在の地名・地区名での表記
  - 大分県杵築市大字杵築より大分県国東市国東町富来を経て大分県宇佐市中心街に至る鉄道
- 開業区間
  - 大分交通国東線 杵築 - 国東 30.3 km
  - 大分交通宇佐参宮線 豊後高田 - 宇佐八幡 8.8 km
- 廃止区間
  - 大分交通国東線 杵築 - 安岐 18.1（1966年4月1日 廃止）
  - 大分交通国東線 安岐 - 国東 12.2 km（1964年9月1日 廃止）
  - 大分交通宇佐参宮線 豊後高田 - 宇佐八幡8.8 km （1965年8月21日 廃止）
- 転換バス
- 転換バス廃止代替バス
- 未開業区間
  - 国東 - 富来 - 豊後高田
- 鉄道先行路線
- 鉄道先行路線廃止代替バス
- 並行して走る民間路線バス
- 並行して走る主な道路
- その他・特記事項

#### 第117号
- 原文
  - 大分県幸崎ヨリ佐賀関ニ至ル鉄道
- 現在の地名・地区名での表記
  - 大分県大分市大字本神崎より大分県大分市大字佐賀関に至る鉄道
- 開業区間
  - 日本鉱業佐賀関鉄道 日鉱幸崎 - 日鉱佐賀関 9.2 km
- 廃止区間
  - 日本鉱業佐賀関鉄道 日鉱幸崎 - 日鉱佐賀関 9.2 km （1963年5月15日 廃止）
- 転換バス
- 転換バス廃止代替バス
- 未開業区間
  - 全区間開業
- 鉄道先行路線
  - ジェイアール九州バス佐賀関線 幸崎駅 - 佐賀関（1933年3月28日運行開始[34]、2003年4月1日 廃止）
- 鉄道先行路線廃止代替バス
  - 大分バス：幸崎駅 - 佐賀関
- 並行して走る民間路線バス
- 並行して走る主な道路
  - 国道197号
- その他・特記事項

#### 第118号
- 原文
  - 大分県臼杵ヨリ三重ニ至ル鉄道
- 現在の地名・地区名での表記
  - 大分県臼杵市大字臼杵より大分県豊後大野市三重町に至る鉄道
- 開業区間
  - 全区間未開業
- 廃止区間
- 転換バス
- 転換バス廃止代替バス
- 未開業区間
  - 日本国有鉄道臼三線 臼杵 - 三重町
- 鉄道代行路線
  - ジェイアール九州バス臼三本線 臼杵駅 - 三重町駅（2007年4月1日 廃止）
- 鉄道代行路線廃止代替バス
  - 臼津交通 臼杵駅 - 三重駅前
  - 大野交通 臼杵駅 - 三重駅前
- 並行して走る民間路線バス
- 並行して走る主な道路
- その他・特記事項
  - 日本国有鉄道臼三線は、線路用地買収が進む中でバス路線への転換が決定し、未完に終わった路線。
  - 臼津交通、大野交通は、大分バスの子会社。

#### 第119号
- 原文
  - 熊本県高森ヨリ宮崎県三田井ヲ経テ延岡ニ至ル鉄道
- 現在の地名・地区名での表記
  - 熊本県阿蘇郡高森町大字高森より宮崎県西臼杵郡高千穂町大字三田井を経て宮崎県延岡市中心街に至る鉄道
- 開業区間
  - 高千穂鉄道高千穂線 高千穂 - 延岡 50.0 km
- 廃止区間
  - 高千穂鉄道高千穂線 高千穂 - 槇峰 20.9 km（2008年12月28日 廃止）
  - 高千穂鉄道高千穂線 槇峰 - 延岡 29.1 km（2007年9月6日 廃止）
- 転換バス
  - 宮崎交通 高千穂バスセンター - （旧道経由） - 延岡バスセンター
  - 宮崎交通 高千穂バスセンター - （バイパス経由） - 延岡バスセンター
  - 宮崎交通高速バス 高千穂バスセンター - 延岡バスセンター
- 転換バス廃止代替バス
- 未開業区間
  - 日本国有鉄道高千穂線 高森 - 高千穂 23.0 km
- 鉄道先行路線
- 鉄道先行路線廃止代替バス
- 並行して走る民間路線バス
  - 産交バス 高森駅前 - 高森中央
  - 宮崎交通高速バス 高森中央 - 高千穂バスセンター
- 並行して走る主な道路
  - 国道218号
- その他・特記事項
  - 高千穂鉄道高千穂線 高千穂 - 延岡 50.0kmは、槇峰を境に廃止日は異なるが、2005年（平成17年）9月6日以後、全区間休止。

#### 第120号
- 原文
  - 熊本県高森ヨリ滝水附近ニ至ル鉄道
- 現在の地名・地区名での表記
  - 熊本県阿蘇郡高森町大字高森より熊本県阿蘇市波野大字滝水付近に至る鉄道
- 開業区間
  - 全区間未開業
- 廃止区間
- 転換バス
- 転換バス廃止代替バス
- 未開業区間
  - 高森 - 滝水
- 鉄道先行路線
- 鉄道先行路線廃止代替バス
- 並行して走る民間路線バス
- 並行して走る主な道路
- その他・特記事項

#### 第121号
- 原文
  - 熊本県宇土ヨリ浜町ヲ経テ宮崎県三田井附近ニ至ル鉄道
- 現在の地名・地区名での表記
  - 熊本県宇土市中心街より熊本県上益城郡山都町浜町を経て宮崎県西臼杵郡高千穂町大字三田井付近に至る鉄道
- 開業区間
  - 熊延鉄道 南熊本 - 砥用 28.6 km
- 廃止区間
  - 熊延鉄道 南熊本 - 砥用 28.6 km（1964年3月31日 廃止）
- 転換バス
  - 熊本バス：桜町BT - 砥用中央 - 浜町
- 転換バス廃止代替バス
- 未開業区間
  - 宇土 - 浜町 - 高千穂
- 鉄道先行路線
  - 日本国有鉄道佐俣線 宇土 - 松橋 - 砥用（1969年12月20日 廃止）
- 鉄道先行路線廃止代替バス
  - 産交バス：松橋駅 - 砥用中央
- 並行して走る民間路線バス
  - 高速バスごかせ号 ：山都町（矢部）- 高千穂
- 並行して走る主な道路
- その他・特記事項

#### 第122号
- 原文
  - 熊本県湯前ヨリ宮崎県杉安ニ至ル鉄道
- 現在の地名・地区名での表記
  - 熊本県球磨郡湯前町中心街より宮崎県西都市大字南方字杉安に至る鉄道
- 開業区間
  - 全区間未開業
- 廃止区間
- 転換バス
- 転換バス廃止代替バス
- 未開業区間
  - 湯前 - 杉安
- 鉄道先行路線
  - 九州旅客鉄道日肥線 湯前 - 杉安（1998年4月1日 廃止）
- 鉄道先行路線廃止代替バス
  - 西米良村営バス 湯前 - 村所
  - 宮崎交通 村所 - 杉安
- 並行して走る民間路線バス
- 並行して走る主な道路
- その他・特記事項
  - 日肥線とも呼ばれる。

#### 第123号
- 原文
  - 宮崎県小林ヨリ宮崎ニ至ル鉄道
- 現在の地名・地区名での表記
  - 宮崎県小林市中心街より宮崎県宮崎市中心街に至る鉄道
- 開業区間
  - 全区間未開業
- 廃止区間
- 転換バス
- 転換バス廃止代替バス
- 未開業区間
  - 小林 - 宮崎
- 鉄道先行路線
  - ジェイアール九州バス宮林線 小林 - 宮崎（2004年4月1日 廃止）
- 鉄道先行路線廃止代替バス
  - 宮崎交通 小林駅 - 宮崎駅
- 並行して走る民間路線バス
- 並行して走る主な道路
  - 　宮崎自動車道
- その他・特記事項
  - 宮崎交通 小林駅 - 宮崎駅は、従来、ジェイアール九州バス宮林線との競合路線であったが、2004年4月1日のジェイアール九州バス宮林線の廃止に伴い、ジェイアール九州バス宮林線の廃止代替バスとしての役割を担うようになった。

#### 第123号ノ2
- 原文
  - 宮崎県恒久ヨリ内海附近ニ至ル鉄道
- 現在の地名・地区名での表記
  - 宮崎県宮崎市恒久より宮崎県宮崎市大字内海付近に至る鉄道
- 開業区間
  - 宮崎交通宮崎交通線 南宮崎 - 内海 20.0 km
  - 九州旅客鉄道日南線 南宮崎 - 内海 17.5 km
- 廃止区間
  - 宮崎交通宮崎交通線 南宮崎 - 内海 20.0 km（1962年7月1日 廃止）
- 転換バス
- 転換バス廃止代替バス
- 未開業区間
  - 全区間開業
- 鉄道先行路線
- 鉄道先行路線廃止代替バス
- 並行して走る民間路線バス
- 並行して走る主な道路
- その他・特記事項
  - 「鉄道敷設法の一部を改正する法律」（昭和37年法律第131号）により追加。宮崎交通線は日南線に路盤の多くを提供する形で廃止となった。

#### 第124号
- 原文
  - 鹿児島県山野ヨリ熊本県水俣ニ至ル鉄道
- 現在の地名・地区名での表記
  - 鹿児島県伊佐市大口山野より熊本県水俣市中心街に至る鉄道
- 開業区間
  - 九州旅客鉄道山野線 山野 - 水俣 32.3 km
- 廃止区間
  - 九州旅客鉄道山野線 山野 - 水俣 32.3 km（1988年2月1日 廃止）
- 転換バス
  - 南国交通水俣線 山野駅 - 水俣駅前
- 転換バス廃止代替バス
- 未開業区間
  - 全区間開業
- 鉄道先行路線
- 鉄道先行路線廃止代替バス
- 並行して走る民間路線バス
- 並行して走る主な道路
- その他・特記事項
  - 別表制定前の1921年に山野軽便線（山野 - 栗野）が開通していた。

#### 第125号
- 原文
  - 鹿児島県国分ヨリ宮崎県都城ニ至ル鉄道
- 現在の地名・地区名での表記
  - 鹿児島県霧島市国分地区中心街より宮崎県都城市中心街に至る鉄道
- 開業区間
  - 九州旅客鉄道日豊本線 隼人 - 都城 44.8 km
- 廃止区間
- 転換バス
- 転換バス廃止代替バス
- 未開業区間
  - 全区間開業
- 鉄道先行路線
- 鉄道先行路線廃止代替バス
- 並行して走る民間路線バス
- 並行して走る主な道路
- その他・特記事項
  - 現在の吉都線・肥薩線経由のルートだった日豊本線を変更するための条文である。
  - 隼人駅は、国分駅として開業。

#### 第126号
- 原文
  - 鹿児島県国分ヨリ高須、志布志、宮崎県福島ヲ経テ内海附近ニ至ル鉄道 及高須ヨリ分岐シテ鹿児島県川北附近ニ至ル鉄道
- 現在の地名・地区名での表記
  - 鹿児島県霧島市国分地区中心街より鹿児島県鹿屋市高須町、鹿児島県志布志市志布志町志布志、宮崎県串間市福島地区を経て宮崎県宮崎市大字内海に至る鉄道 及び鹿児島県鹿屋市高須町より分岐して鹿児島県肝属郡南大隅町根占川北付近に至る鉄道
- 開業区間
  - 日本国有鉄道大隅線 国分 - 垂水 - 古江 - 大隅高須 - 鹿屋 - 志布志 98.3 km
  - 九州旅客鉄道日南線 志布志 - 串間 - 内海 71.4 km
- 廃止区間
  - 日本国有鉄道大隅線 国分 - 垂水 - 古江 - 大隅高須 - 鹿屋 - 志布志 98.3 km（1987年3月14日 廃止）
- 転換バス
  - 空港連絡バス交通空港線 国分駅 - 垂水港
  - 鹿児島交通大隅線 垂水港 - 古江 - 鹿屋 - 志布志駅前
- 転換バス廃止代替バス
- 未開業区間
  - 大隅高須 - 川北間
- 鉄道先行路線
  - 国鉄バス 国分線（国分 - 桜島口 - 垂水港）
- 鉄道先行路線廃止代替バス
- 並行して走る民間路線バス
- 並行して走る主な道路
- その他・特記事項

#### 第127号
- 原文
  - 鹿児島県鹿児島附近ヨリ指宿、枕崎ヲ経テ加世田ニ至ル鉄道
- 現在の地名・地区名での表記
  - 鹿児島県鹿児島市中心街付近より鹿児島県指宿市中心街を経て鹿児島県南さつま市加世田地区中心街に至る鉄道
- 開業区間
  - 九州旅客鉄道指宿枕崎線 鹿児島中央 - 指宿 - 枕崎 87.8 km
  - 鹿児島交通枕崎線 枕崎 - 加世田 20.6 km
- 廃止区間
  - 鹿児島交通枕崎線 枕崎 - 加世田 20.6 km（1984年3月18日 廃止）
- 転換バス
  - 鹿児島交通南薩線「なんてつ号」 枕崎 - 加世田
- 転換バス廃止代替バス
- 未開業区間
  - 全区間開業
- 鉄道先行路線
  - 国鉄バス 山川線（山川 - 枕崎）
- 鉄道先行路線廃止代替バス
  - 鹿児島交通：山川 - 東大川、東大川 - 枕崎
- 並行して走る民間路線バス
- 並行して走る主な道路
  - 指宿スカイライン
- その他・特記事項
  - 別表制定時点で、南薩鉄道の伊集院 - 薩摩大崎町（後の薩摩万世）間が開業していた。

### 北海道ノ部

#### 第128号
- 原文
  - 渡島国函館ヨリ戸井[注釈 9] ニ至ル鉄道
- 現在の地名・地区名での表記
  - 北海道函館市中心街より北海道函館市戸井地区中心街に至る鉄道
- 開業区間
  - 全区間未開業
- 廃止区間
- 転換バス
- 転換バス廃止代替バス
- 未開業区間
  - 日本国有鉄道戸井線 五稜郭 - 湯の川 - 戸井 29.2 km
- 鉄道先行路線
- 鉄道先行路線廃止代替バス
- 並行して走る民間路線バス
  - 函館バス下海岸線 7系統（下原木） 函館バスセンター - 堀川町 - 五稜郭 - 戸井支所前 - 戸井
  - 函館バス下海岸線 恵山御崎 函館バスセンター - 函館駅前 - 五稜郭 - 戸井支所前 - 戸井
  - 函館バス下海岸線 恵山御崎（ふれあい温泉経由） 函館バスセンター - 函館駅前 - 五稜郭 - 戸井支所前 - 戸井
  - 函館バス下海岸線 7系統（日浦） 戸井 ⇒ 戸井支所前 ⇒ 堀川町 ⇒ 五稜郭 ⇒ 函館バスセンター
  - 函館バス下海岸線 函館・日ノ浜団地 函館バスセンター ⇒ 戸井支所前 ⇒ 戸井
  - 函館バス下海岸線 恵山御崎・函館（急行） 戸井支所前 ⇒ 五稜郭 ⇒ 函館駅前 ⇒ 函館バスセンター
- 並行して走る主な道路
  - 国道278号 北海道函館市若松町20番9（函館駅前交差点＝国道5号・国道279号交点） - 北海道函館市戸井地区
- その他・特記事項
  - 新法施行当初は「渡島国函館ヨリ釜谷ニ至ル鉄道」であった[35]。1936年5月26日の改正で「釜谷」から「戸井」に改められた[36]。

#### 第129号
- 原文
  - 渡島国上磯ヨリ木古内ヲ経テ江差ニ至ル鉄道 及木古内ヨリ分岐シテ大島[注釈 10] ニ至ル鉄道
- 現在の地名・地区名での表記
  - 北海道北斗市上磯地区中心街より北海道上磯郡木古内町字木古内を経て北海道檜山郡江差町中心街に至る鉄道 及び北海道上磯郡木古内町字木古内より分岐して北海道松前郡松前町大島地区中心街に至る鉄道
- 開業区間
  - 道南いさりび鉄道線 上磯 - 木古内 29.0 km
  - 北海道旅客鉄道江差線 木古内 - 江差 42.1 km
  - 北海道旅客鉄道松前線 木古内 - 松前 50.8 km
- 廃止区間
  - 北海道旅客鉄道松前線 木古内 - 松前間 50.8 km（1988年2月1日 廃止）
  - 北海道旅客鉄道江差線 木古内 - 江差 42.1 km（2014年5月12日 廃止）
- 転換バス
  - 函館バス木古内松前線 松前号（亀田支所経由） 木古内駅前 - 知内出張所 - 松前ターミナル
  - 函館バス木古内松前線 松前号（市立函館病院経由） 木古内駅前 - 知内出張所 - 松前ターミナル
  - 函館バス木古内松前線 松前出張所・木古内駅前 木古内駅前 - 知内出張所 - 松前ターミナル
  - 函館バス木古内松前線 松前出張所・木古内駅前（知内高校経由） 木古内駅前 - 知内出張所 - 松前ターミナル
  - 函館バス木古内松前線 松前出張所・木古内駅前（松前高校経由） 木古内駅前 - 知内出張所 - 松前高校 - 松前ターミナル
  - 函館バス 木古内駅前 - 江差ターミナル
- 転換バス廃止代替バス
- 未開業区間
  - 日本国有鉄道松前線 松前 - 大島 24.0 km
- 鉄道先行路線
- 鉄道先行路線廃止代替バス
- 並行して走る民間路線バス
  - 函館バス江差松前線 松前出張所・原口 松前ターミナル - 大島中学校前
  - 函館バス江差松前線 松前出張所・原口（松前町役場・松前高校経由） 松前ターミナル - 松前高校 - 大島中学校前
  - 函館バス江差松前線 松前出張所・原口（松前町役場経由） 松前ターミナル - 大島中学校前
  - 函館バス江差松前線 松前出張所・赤石 松前ターミナル - 大島中学校前
  - 函館バス江差松前線 松前出張所・江差高校（江差駅前・松前役場経由） 松前ターミナル - 大島中学校前
  - 函館バス江差松前線 江差病院・松前出張所（江差駅前・松役・松高経由） 松前ターミナル - 松前高校 - 大島中学校前
  - 函館バス江差松前線 江差病院・松前出張所（江差駅前・松前町役場経由） 松前ターミナル - 大島中学校前
- 並行して走る主な道路
  - 上磯 - 木古内
    - 国道228号 北海道北斗市飯生2丁目（北海道道530号上磯停車場線交点） - 北海道上磯郡木古内町字本町（＝北海道道5号江差木古内線交点）

  - 木古内 - 江差
    - 北海道道5号江差木古内線 北海道上磯郡木古内町本町（＝北海道道383号木古内停車場線交点） - 北海道檜山郡江差町字中歌町（＝国道228号上、国道227号交点）

  - 木古内 - 松前 - 大島
    - 国道228号 北海道上磯郡木古内町新道（＝北海道道383号木古内停車場線交点） - 北海道松前郡松前町大島地区
- その他・特記事項
  - 江差線→道南いさりび鉄道線のうち、五稜郭 - 上磯間は、上磯軽便線として改正鉄道敷設法公布前の1915年に開業していた。
  - 北海道松前郡松前町大島地区には、離れ島の大島（北海道松前郡松前町字大島）も含まれるが、この条文にある「大島」とは、北海道松前郡松前町大島支所（北海道松前郡松前町字江良）、及び北海道松前郡松前町立大島小学校（北海道松前郡松前町字江良）や北海道松前郡松前町立大島中学校（北海道松前郡松前町字大津）がある北海道松前郡松前町大島地区の中心街である陸地側のことである。

#### 第130号
- 原文
  - 胆振国八雲ヨリ後志国利別ニ至ル鉄道
- 現在の地名・地区名での表記
  - 北海道二海郡八雲町中心街より北海道瀬棚郡今金町字今金に至る鉄道
- 開業区間
  - 全区間未開業
- 廃止区間
- 転換バス
- 転換バス廃止代替バス
- 未開業区間
  - 八雲 - 今金
- 鉄道先行路線
- 鉄道先行路線廃止代替バス
- 並行して走る民間路線バス
  - 函館バス快速「瀬棚号」 八雲駅前 - 今金
- 並行して走る主な道路
  - 北海道道202号八雲停車場線 北海道二海郡八雲町本町（JR北海道八雲駅） - 北海道二海郡八雲町本町（＝北海道道42号八雲北檜山線交点）
  - 北海道道42号八雲北檜山線 北海道二海郡八雲町本町（＝北海道道202号八雲停車場線交点） - 北海道二海郡八雲町上八雲（＝北海道道263号八雲今金線交点）
  - 北海道道263号八雲今金線 北海道二海郡八雲町上八雲（＝北海道道42号八雲北桧山線交点） - 北海道瀬棚郡今金町字今金（＝国道230号交点）
- その他・特記事項
  - 利別は、北海道瀬棚郡今金町が町制を施行（1947年）する以前の村名

#### 第130号ノ2
- 原文
  - 後志国黒松内ヨリ岩内附近ニ至ル鉄道
- 現在の地名・地区名での表記
  - 北海道寿都郡黒松内町字黒松内より北海道岩内郡岩内町中心街付近に至る鉄道
- 開業区間
  - 寿都鉄道 黒松内 - 湯別 - 寿都 16.5 km
- 廃止区間
  - 寿都鉄道 黒松内 - 湯別 - 寿都 16.5 km（1972年5月11日 廃止）
- 転換バス
  - ニセコバス黒松内・長万部線 黒松内駅 - ゆべつのゆ - 寿都ターミナル
- 転換バス廃止代替バス
- 未開業区間
  - 日本国有鉄道岩内線 黒松内 - 湯別 - 岩内 43.9 km
- 鉄道先行路線
- 鉄道先行路線廃止代替バス
- 並行して走る民間路線バス
  - ニセコバス黒松内・長万部線 黒松内駅 - ゆべつのゆ
  - ニセコバス雷電線 ゆべつのゆ - 岩内ターミナル
- 並行して走る主な道路
  - 北海道道523号美川黒松内線 北海道寿都郡黒松内町黒松内（＝北海道道266号大成黒松内停車場線交点） - 北海道島牧郡島牧村美川（＝国道229号交点）
  - 国道229号 北海道島牧郡島牧村美川（＝北海道道523号美川黒松内線） - 北海道岩内郡岩内町大浜（壁坂交差点＝国道276号・北海道道270号岩内港線交点）
- その他・特記事項
  - 「鉄道敷設法等の一部を改正する法律」（昭和28年法律第147号）により追加
  - 日本国有鉄道岩内線延伸区間のうち 黒松内 - 湯別 13.64kmは、1972年（昭和47年）5月11日に廃止となった寿都鉄道 黒松内 - 湯別 9.9kmの線路用地を転用することが予定されていた。1953年(昭和28年)当時、小沢 - 岩内間は開通済み。

#### 第131号
- 原文
  - 胆振国京極ヨリ喜茂別、壮瞥ヲ経テ紋鼈ニ至ル鉄道
- 現在の地名・地区名での表記
  - 北海道虻田郡京極町字京極より北海道虻田郡喜茂別町字喜茂別、北海道有珠郡壮瞥町字壮瞥温泉を経て北海道伊達市東地区に至る鉄道
- 開業区間
  - 日本国有鉄道胆振線 京極 -喜茂別 - 壮瞥 - 伊達紋別 69.6 km
- 廃止区間
  - 日本国有鉄道胆振線 京極 -喜茂別 - 壮瞥 - 伊達紋別 69.6 km（1986年11月1日 廃止）
- 転換バス
  - 道南バス 京極バスターミナル - 喜茂別
  - 道南バス 伊達駅前 - 壮瞥役場前 - 北湯沢温泉 - 大滝本町東団地
- 転換バス廃止代替バス
  - 喜茂別町営バス  喜茂別 - 鈴川 - 御園
- 未開業区間
  - 全区間開業
- 鉄道先行路線
- 鉄道先行路線廃止代替バス
- 並行して走る民間路線バス
- 並行して走る主な道路
- その他・特記事項
  - 胆振線の京極以東の建設を定めた条文。1922年当時倶知安 - 京極（ - 脇方）はすでに開業済だった。
  - 北海道伊達市東地区にある道内最古の学校五校の一つ「北海道伊達市立東小学校」の校名は、1974年（昭和49年）8月31日まで「北海道伊達市立東紋鼈小学校」であった。

#### 第132号
- 原文
  - 胆振国京極ヨリ留寿都ヲ経テ壮瞥ニ至ル鉄道
- 現在の地名・地区名での表記
  - 北海道虻田郡京極町字京極より北海道虻田郡留寿都村字留寿都を経て北海道有珠郡壮瞥町字壮瞥温泉に至る鉄道
- 開業区間
  - 全区間未開業
- 廃止区間
- 転換バス
- 転換バス廃止代替バス
- 未開業区間
  - 京極 - 留寿都 - 壮瞥
- 鉄道先行路線
  - 日本国有鉄道羊蹄本線 京極 -真狩（1971年7月16日 廃止）
  - 日本国有鉄道羊蹄本線 真狩 - 大和（1972年4月25日 廃止）
  - 日本国有鉄道羊蹄本線 大和 - 豊浦 10.8 km（1985年2月1日 廃止）
  - 北海道旅客鉄道伊達本線 伊達紋別 - 日赤前 - 豊浦 10.8 km（1996年4月1日 廃止）
  - 北海道旅客鉄道壮瞥線 日赤前 - 西関内（19XX年XX月XX日 廃止）
  - 日本国有鉄道壮瞥線 西関内 - 壮瞥（1972年4月25日 廃止）
- 鉄道先行路線廃止代替バス
  - 道南バス 倶知安駅前 - 真狩 - 留寿都 - 洞爺湖温泉
- 並行して走る民間路線バス
- 並行して走る主な道路
- その他・特記事項

#### 第133号
- 原文
  - 胆振国苫小牧ヨリ鵡川、日高国浦川、十勝国広尾ヲ経テ帯広ニ至ル鉄道
- 現在の地名・地区名での表記
  - 北海道苫小牧市中心街より北海道勇払郡むかわ町鵡川地区、北海道浦河郡浦河町中心街、北海道広尾郡広尾町中心街を経て北海道帯広市中心街に至る鉄道
- 開業区間
  - 北海道旅客鉄道日高本線 苫小牧 - 鵡川 - 浦河 - 様似 146.5 km
  - 日本国有鉄道広尾線 広尾 - 幸福 - 愛国 - 帯広 84.0 km
- 廃止区間
  - 日本国有鉄道広尾線 広尾 - 幸福 - 愛国 - 帯広 84.0 km（1987年2月2日 廃止）
  - 北海道旅客鉄道日高本線 鵡川 - 様似  116.0 km（2021年4月1日 廃止）
- 転換バス
  - 十勝バス広尾線 広尾 - 幸福 - 愛国 - 帯広駅バスターミナル
  - 道南バス 鵡川 - 静内
  - ジェイ・アール北海道バス 静内 - 様似営業所
- 転換バス廃止代替バス
- 未開業区間
  - 様似 - 広尾間
- 鉄道先行路線
  - ジェイ・アール北海道バス日勝本線 様似駅 - 広尾
- 鉄道先行路線廃止代替バス
- 並行して走る民間路線バス
- 並行して走る主な道路
- その他・特記事項

#### 第134号
- 原文
  - 胆振国鵡川ヨリ石狩国金山ニ至ル鉄道 及「ペンケオロロツプナイ」附近ヨリ分岐シテ石狩国登川ニ至ル鉄道
- 現在の地名・地区名での表記
  - 北海道勇払郡むかわ町鵡川地区中心街より北海道空知郡南富良野町字金山に至る鉄道 及び北海道むかわ町福山地区付近より分岐して北海道夕張市登川に至る鉄道
- 開業区間
  - 省営鉄道富内線 沼ノ端 - 豊城 24.1 km
  - 日本国有鉄道富内線 鵡川 - 豊城 - 富内 45.5 km
  - 北海道旅客鉄道石勝線 新夕張 - 占冠 59.7 km
- 廃止区間
  - 省営鉄道富内線 沼ノ端 - 豊城 24.1 km（1943年11月1日 廃止）
  - 日本国有鉄道富内線 鵡川 - 豊城 - 富内 45.5 km（1986年11月1日 廃止）
  - 日本国有鉄道夕張線登川支線 紅葉山（現在の新夕張） - 登川 7.6 km（1981年7月1日 廃止）
- 転換バス
  - 道南バス 鵡川駅前 - 富内
- 転換バス廃止代替バス
- 未開業区間
  - 富内 - 「ペンケオロロップナイ」 - 登川
  - 日本国有鉄道紅葉山線 占冠 - 金山 約22km
- 鉄道先行路線
- 鉄道先行路線廃止代替バス
- 並行して走る公営路線バス
  - 占冠村営バス 占冠駅前 - 金山駅前
- 並行して走る主な道路
  - 国道237号（富良野国道）
  - 道東自動車道追分町インターチェンジ-占冠インターチェンジ
- その他・特記事項

#### 第135号
- 原文
  - 石狩国札幌ヨリ石狩ヲ経テ天塩国増毛ニ至ル鉄道
- 現在の地名・地区名での表記
  - 北海道札幌市中央区中心街より北海道石狩市中心街を経て北海道増毛郡増毛町中心街に至る鉄道
- 開業区間
  - 全区間未開業
- 廃止区間
- 転換バス
- 転換バス廃止代替バス
- 未開業区間
  - 札幌臨港鉄道 桑園 - 新川 5.2 km（1965年1月29日 地方鉄道業免許失効）
  - 札幌臨港鉄道 新川 - 石狩 17.3 km（1998年8月5日 第一種鉄道事業免許廃止認可）
  - 石狩 - 増毛
- 鉄道先行路線
- 鉄道先行路線廃止代替バス
- 並行して走る民間路線バス
  - 沿岸バス「特急ましけ号」 札幌駅バスターミナル - 厚田支所 - 雄冬 - 大別苅 - 旧増毛駅
  - 沿岸バス別苅雄冬線 雄冬 - 大別苅
  - 沿岸バス留萌別苅線 大別苅 - 旧増毛駅
- 並行して走る主な道路
- その他・特記事項
  - 札幌臨港鉄道は、桑園から札幌まで日本国有鉄道函館本線への乗り入れを計画していた。
  - 沿岸バス厚田支所停留所は、北海道石狩市厚田区厚田中心街に所在。

#### 第136号
- 原文
  - 石狩国札幌ヨリ当別ヲ経テ沼田ニ至ル鉄道
- 現在の地名・地区名での表記
  - 北海道札幌市中央区中心街より北海道石狩郡当別町中心街を経て北海道雨竜郡沼田町字沼田に至る鉄道
- 開業区間
  - 北海道旅客鉄道札沼線 桑園 - 石狩当別 - 新十津川 76.5 km
  - 日本国有鉄道札沼線 新十津川 - 碧水 - 石狩沼田 34.9 km
- 廃止区間
  - 日本国有鉄道札沼線 新十津川 - 碧水 - 石狩沼田 34.9 km（1972年6月19日 廃止）
  - 北海道旅客鉄道 北海道医療大学 - 新十津川 47.6 km （2020年5月7日 廃止）
- 転換バス
  - ジェイ・アール北海道バス石狩本線 新十津川役場前 - 橋本町（2003年3月1日 廃止）
  - ジェイ・アール北海道バス沼田線 橋本町 - 碧水市街 - 石狩沼田駅（2003年3月1日廃止）
  - 下段モータース月形当別線 JR石狩当別南口 - 月形駅
  - 美唄自動車学校月形浦臼線 月形駅 - 浦臼駅
- 転換バス廃止代替バス
  - 北海道中央バス滝川浦臼線 新十津川役場 - 橋本町
  - 北海道中央バス滝川北竜線 橋本町 - 碧水市街
  - 北海道中央バス滝川沼田線 碧水市街 - 沼田駅前（2008年4月1日廃止）
  - 沼田町営バス北竜線 碧水市街 - 沼田駅前（2022年4月1日廃止）
  - 沼田町乗合タクシー 碧水市街 - 沼田駅前など（予約制、沼田町民限定）
- 未開業区間
  - 全区間開業
- 鉄道先行路線
- 鉄道先行路線廃止代替バス
- 並行して走る民間路線バス
- 並行して走る主な道路
- その他・特記事項
  - 沼田町営バス北竜線は、北海道中央バス滝川沼田線の廃止代替バス。
  - 沼田町乗合タクシーは、沼田町営バスの代替交通手段。

#### 第137号
- 原文
  - 石狩国白石ヨリ胆振国広島ヲ経テ追分ニ至ル鉄道 及広島ヨリ分岐シテ苫小牧ニ至ル鉄道
- 現在の地名・地区名での表記
  - 北海道札幌市白石区中心街より北海道北広島市中心街を経て北海道勇払郡安平町追分地区に至る鉄道 及び北海道北広島市中心街より分岐して北海道苫小牧市中心街に至る鉄道
- 開業区間
  - 日本国有鉄道千歳線 苗穂 - 東札幌 3.1 km
  - 日本国有鉄道函館本線貨物線 東札幌 - 月寒 2.7 km
  - 日本国有鉄道千歳線 月寒 - 北広島 16.1 km
  - 北海道旅客鉄道千歳線 白石 - 北広島 - 南千歳 - 沼ノ端 56.6 km
  - 北海道旅客鉄道石勝線 南千歳 - 追分 17.6 km
- 廃止区間
  - 日本国有鉄道千歳線 苗穂 - 東札幌 3.1 km（1973年9月10日 廃止）
  - 日本国有鉄道函館本線貨物線 東札幌 - 月寒 2.7 km（1976年10月1日 廃止)
  - 日本国有鉄道千歳線 月寒 - 北広島 16.1 km（1973年9月10日 廃止）
- 転換バス
- 転換バス廃止代替バス
- 未開業区間
  - 全区間開業
- 鉄道先行路線
- 鉄道先行路線廃止代替バス
- 並行して走る民間路線バス
- 並行して走る主な道路
  - 道央自動車道苫小牧西インターチェンジ-札幌ジャンクション
- その他・特記事項
  - 日本国有鉄道函館本線貨物線 東札幌 - 月寒間 2.7kmは、1973年（昭和48年）9月10日まで日本国有鉄道千歳線として旅客営業を行っていた。

#### 第137号ノ2
- 原文
  - 石狩国深川附近ヨリ芦別ニ至ル鉄道
- 現在の地名・地区名での表記
  - 北海道深川市深川町付近より北海道芦別市中心街に至る鉄道
- 開業区間
  - 全区間未開業
- 廃止区間
- 転換バス
- 転換バス廃止代替バス
- 未開業区間
  - 日本国有鉄道芦別線 納内 - 芦別 30.2 km
- 鉄道先行路線
- 鉄道先行路線廃止代替バス
- 並行して走る民間路線バス
  - 北海道中央バス芦旭線 芦別 - 神居古潭（2021年10月1日廃止）
- 並行して走る公営バス
  - 旭川市営豊里線(予約制、平日のみ運行) 旭川 - 新城峠
  - 芦別市営芦別・新城線(予約制) 芦別 - 新城峠
- その他・特記事項
  - 「鉄道敷設法等の一部を改正する法律」（昭和28年法律第147号）により追加。

#### 第138号
- 原文
  - 石狩国比布ヨリ下愛別付近ニ至ル鉄道
- 現在の地名・地区名での表記
  - 北海道上川郡比布町中心街より北海道上川郡愛別町字愛別付近に至る鉄道
- 開業区間
  - 全区間未開業
- 廃止区間
- 転換バス
- 転換バス廃止代替バス
- 未開業区間
  - 比布 - 愛別
- 鉄道先行路線
- 鉄道先行路線廃止代替バス
- 並行して走る民間路線バス
  - 道北バス愛別線 比布 - 愛別
- 並行して走る主な道路
- その他・特記事項

#### 第139号
- 原文
  - 石狩国「ルベシベ」ヨリ北見国滝ノ上ニ至ル鉄道
- 現在の地名・地区名での表記
  - 北海道上川郡上川町中心街より北海道紋別郡滝上町中心街に至る鉄道
- 開業区間
  - 全区間未開業
- 廃止区間
- 転換バス
- 転換バス廃止代替バス
- 未開業区間
  - 上川 - 北見滝ノ上
- 鉄道先行路線
- 鉄道先行路線廃止代替バス
- 並行して走る民間路線バス
  - 高速都市間バス「高速流氷もんべつ号」 上川駅前 - 滝上
  - 高速都市間バス「特急オホーツク号」 上川駅前 - 滝上
- 並行して走る主な道路
- その他・特記事項
  - 条文の「ルベシベ」とは、常呂郡留辺蘂町ではなく、上記の通り上川郡上川町のことである。
  - 高速都市間バス「高速流氷もんべつ号」、及び高速都市間バス「特急オホーツク号」は、ジェイ・アール北海道バス、北海道中央バス、道北バス、北紋バスによる共同運行路線。

#### 第140号
- 原文
  - 日高国高江附近ヨリ十勝国帯広ニ至ル鉄道
- 現在の地名・地区名での表記
  - 北海道新冠郡新冠町字高江付近より北海道帯広市中心街に至る鉄道
- 開業区間
  - 全区間未開業
- 廃止区間
- 転換バス
- 転換バス廃止代替バス
- 未開業区間
  - 新冠 - 帯広
- 鉄道先行路線
- 鉄道先行路線廃止代替バス
- 並行して走る民間路線バス
- 並行して走る主な道路
- その他・特記事項
  - 日高地方と十勝地方を同路線に近いルートで結ぶ道路として北海道道111号静内中札内線の計画があったものの、全線開通は断念された。

#### 第141号
- 原文
  - 十勝国上士幌ヨリ石狩国「ルベシベ」ニ至ル鉄道
- 現在の地名・地区名での表記
  - 北海道河東郡上士幌町字上士幌より北海道上川郡上川町中心街に至る鉄道
- 開業区間
  - 日本国有鉄道士幌線 上士幌 - 糠平 - 十勝三股 39.9 km
- 廃止区間
  - 日本国有鉄道士幌線 上士幌 - 糠平 - 十勝三股 39.9 km（1987年3月23日 廃止）
- 転換バス
  - 十勝バス糠平線 上士幌郵便局前 - 糠平営業所前
  - 上士幌タクシー 糠平 - 幌加 - 十勝三股（2003年10月1日 廃止）
- 転換バス廃止代替バス
  - 都市間特急バス「ノースライナー」（三国峠経由） 糠平温泉 - 五ノ沢 - 十勝三股
- 未開業区間
  - 十勝三股 - 上川
- 鉄道先行路線
- 鉄道先行路線廃止代替バス
- 並行して走る民間路線バス
  - 都市間特急バス「ノースライナー」（三国峠経由）旭川駅前 行 十勝三股 ⇒ 層雲峡 ⇒ 上川ポンモシリ（降車のみ可）
  - 都市間特急バス「ノースライナー」（三国峠経由）帯広駅前 行 上川ポンモシリ ⇒ 層雲峡 ⇒ 十勝三股（乗車のみ可）
- 並行して走る主な道路
- その他・特記事項
  - 日本国有鉄道士幌線 糠平 - 十勝三股 18.6kmは、1978年（昭和53年）12月25日以降、上士幌タクシーによるバス代行輸送。
  - 都市間特急バス「ノースライナー」（三国峠経由）は、十勝バス、道北バス、北海道拓殖バスの共同運行路線。

#### 第142号
- 原文
  - 十勝国芽室ヨリ「トムラウシ」附近ニ至ル鉄道
- 現在の地名・地区名での表記
  - 北海道河西郡芽室町中心街より北海道上川郡新得町字トムラウシ付近に至る鉄道
- 開業区間
  - 全区間未開業
- 廃止区間
- 転換バス
- 転換バス廃止代替バス
- 未開業区間
  - 芽室 - トムラウシ
- 鉄道先行路線
- 鉄道先行路線廃止代替バス
- 並行して走る民間路線バス
  - 北海道拓殖バス トムラウシ温泉線 新得駅前 - トムラウシ温泉
- 並行して走る主な道路
- その他・特記事項
  - 北海道拓殖バス トムラウシ温泉線は、7月中旬から8月中旬のみの運行（事前予約制）。

#### 第142号ノ2
- 原文
  - 十勝国御影附近ヨリ日高国右左府ヲ経テ胆振国辺富内ニ至ル鉄道
- 現在の地名・地区名での表記
  - 北海道上川郡清水町字御影付近より北海道沙流郡日高町字日高を経て北海道勇払郡むかわ町穂別富内に至る鉄道
- 開業区間
  - 北海道旅客鉄道石勝線 新得 - 占冠 55.1 km
  - 日本国有鉄道富内線 日高町 - 富内 37.0 km
- 廃止区間
  - 日本国有鉄道富内線 日高町 - 富内 37.0 km（1986年11月1日 廃止）
- 転換バス
  - 道南バス 日高ターミナル - 富内（XXXX年XX月XX日 廃止）
- 転換バス廃止代替バス
  - 道南バス 日高ターミナル - 幌毛志中央
- 未開業区間
  - 日本国有鉄道狩勝線 占冠 - 日高町 約14km
- 鉄道先行路線
  - 北海道旅客鉄道日勝高原線 帯広-日高町 91.9 km（1991年XX月XX日 廃止）
- 鉄道先行路線廃止代替バス
  - 日高町営バス占冠線 占冠駅前 - 日高町総合支所
- 並行して走る民間路線バス
- 並行して走る主な道路
  - 道東自動車道占冠インターチェンジ‐十勝清水インターチェンジ
- その他・特記事項
  - 鉄道敷設法中改正法律（昭和11年法律第17号）で追加
  - 右左府は、北海道沙流郡日高町字日高の旧字名（1943年改称）。

#### 第142号ノ3
- 原文
  - 新得ヨリ上士幌ヲ経テ足寄ニ至ル鉄道
- 現在の地名・地区名での表記
  - 北海道上川郡新得町字新得より北海道河東郡上士幌町字上士幌を経て北海道足寄郡足寄町中心街に至る鉄道
- 開業区間
  - 北海道拓殖鉄道 新得 - 屈足 - 鹿追 - 上士幌 54.3 km
- 廃止区間
  - 北海道拓殖鉄道 新得 - 屈足 - 鹿追 - 瓜幕 28.7 km（1968年10月1日 廃止）
  - 北海道拓殖鉄道 瓜幕 - 東瓜幕 6.7 km（1967年10月1日 廃止）
  - 北海道拓殖鉄道 東瓜幕 - 上士幌 18.9 km（1949年9月1日 廃止）
- 転換バス
  - 北海道拓殖バス 新得駅前 - 鹿追
- 転換バス廃止代替バス
- 未開業区間
  - 日本国有鉄道北十勝線 新得 - 屈足 - 士幌 - 上士幌 - 足寄 71.6 km
- 鉄道先行路線
- 鉄道先行路線廃止代替バス
- 並行して走る民間路線バス
- 並行して走る主な道路
- その他・特記事項
  - 「鉄道敷設法の一部を改正する法律」（昭和36年法律第142号）により追加。
  - 日本国有鉄道北十勝線 新得 - 屈足 - 屈足13.6kmは、1968年（昭和43年）10月1日に廃止された北海道拓殖鉄道 新得駅 - 屈足駅10.5kmの線路用地を転用することが決定し、1978年度（昭和53年度）からその廃線跡を買収する予定になっていたが、農地の分断を懸念した一部の地元農家の反対運動や建設予算化の先送りなどにより、その計画は中断となった。
  - 日本国有鉄道北十勝線 新得 士幌 - 上士幌8.3kmは、1987年（昭和62年）3月23日に第2次特定地方交通線として廃止された日本国有鉄道士幌線との共用区間。

#### 第142号ノ4
- 原文
  - 落合ヨリ串内付近ニ至ル鉄道
- 現在の地名・地区名での表記
  - 北海道空知郡南富良野町字落合より北海道空知郡南富良野町字落合「富良野広域連合 公共串内牧場」付近に至る鉄道
- 開業区間
  - 北海道旅客鉄道根室本線 落合 - 【上落合信号場】 - 新得 28.1 km
- 廃止区間
  - 北海道旅客鉄道根室本線 落合 - 上落合信号場 4.0 km（2024年4月1日廃止）
- 転換バス
- 転換バス廃止代替バス
- 未開業区間
  - 全区間開業
- 鉄道先行路線
- 鉄道先行路線廃止代替バス
- 並行して走る公営路線バス
  - 占冠村営バス トマム線 幾寅 - 落合 - トマム - 占冠
- 並行して走る主な道路
- その他・特記事項
  - 「鉄道敷設法の一部を改正する法律」（昭和37年法律第131号）により追加。
  - 本条文は、根室本線の狩勝峠越え区間を変更する新線を定めたものである。
  - 落合 - 上落合信号場間は2016年8月31日以降、廃止まで運休（同年10月17日より代行バス運行）となっていた。
  - 2024年4月1日以降、残存区間の所属は石勝線となっている（それまでは根室本線と重複）。

#### 第143号
- 原文
  - 天塩国名寄ヨリ石狩国雨龍ヲ経テ天塩国羽幌ニ至ル鉄道
- 現在の地名・地区名での表記
  - 北海道名寄市中心街より北海道雨竜郡幌加内町字朱鞠内を経て北海道苫前郡羽幌町中心街に至る鉄道
- 開業区間
  - 北海道旅客鉄道深名線 名寄 - 朱鞠内 43.0 km
  - 羽幌炭礦鉄道 築別炭砿 - 築別 16.6 km
- 廃止区間
  - 北海道旅客鉄道深名線 名寄 - 朱鞠内 43.0 km（1995年9月4日 廃止）
  - 羽幌炭礦鉄道 築別炭砿 - 築別 16.6 km（1970年12月15日 廃止）
- 転換バス
  - ジェイ・アール北海道バス深名線 名寄駅前 - 朱鞠内
- 転換バス廃止代替バス
- 未開業区間
  - 日本国有鉄道名羽線 朱鞠内 - 築別 - 羽幌 51.2 km
- 鉄道先行路線
- 鉄道先行路線廃止代替バス
- 並行して走る民間路線バス
- 並行して走る主な道路
- その他・特記事項
  - 日本国有鉄道名羽線 築別 - 羽幌6.7kmは、第2次特定地方交通線として1987年（昭和62年）3月30日に廃止された日本国有鉄道羽幌線との共用区間。

#### 第144号
- 原文
  - 天塩国羽幌ヨリ天塩ヲ経テ下沙流別付近ニ至ル鉄道
- 現在の地名・地区名での表記
  - 北海道苫前郡羽幌町中心街より北海道天塩郡天塩町字天塩を経て北海道天塩郡豊富町字阿沙流付近に至る鉄道
- 開業区間
  - 日本国有鉄道羽幌線 羽幌 - 幌延 82.8 km
  - 北海道旅客鉄道宗谷本線 幌延 - 兜沼 31.5 km
- 廃止区間
  - 日本国有鉄道羽幌線 羽幌 - 幌延 82.8 km（1987年3月30日 廃止）
- 転換バス
  - 沿岸バス豊富羽幌線 羽幌ターミナル - 幌延駅
- 転換バス廃止代替バス
- 未開業区間
  - 全区間開業
- 鉄道先行路線
- 鉄道先行路線廃止代替バス
- 並行して走る民間路線バス
- 並行して走る主な道路
- その他・特記事項

#### 第144号ノ2
- 原文
  - 天塩国美深ヨリ北見国枝幸ニ至ル鉄道
- 現在の地名・地区名での表記
  - 北海道中川郡美深町字美深より北海道枝幸郡枝幸町中心街に至る鉄道
- 開業区間
  - 日本国有鉄道美幸線 美深 - 仁宇布 21.2 km
  - 歌登町営軌道幌別線 志美宇丹 - 歌登
  - 簡易軌道歌登線枝幸線 歌登 - 幌別 - 枝幸
- 廃止区間
  - 日本国有鉄道美幸線 美深 - 仁宇布 21.2 km（1985年9月17日 廃止）
  - 歌登町営軌道幌別線 志美宇丹 - 歌登（1971年5月XX日 廃止）
  - 簡易軌道歌登線枝幸線 歌登 - 幌別 - 枝幸（1951年XX月XX日 廃止）
- 転換バス
  - 名士バス仁宇布線(予約制、日曜日運休) 美深駅前 - 仁宇布待合所
- 転換バス廃止代替バス
- 未開業区間
  - 日本国有鉄道美幸線 仁宇布 - 志美宇丹 - 歌登 - 北見枝幸 57.5 km
- 鉄道先行路線
- 鉄道先行路線廃止代替バス
- 並行して走る公営路線バス
  - 枝幸町コミュニティバス 歌登西町 - 高校前
- 並行して走る主な道路
- その他・特記事項
  - 「鉄道敷設法等の一部を改正する法律」（昭和28年法律第147号）により追加。
  - 歌登町営軌道幌別線 志美宇丹 - 歌登間は、1969年（昭和44年）5月に日本国有鉄道美幸線 仁宇布志 - 志美宇丹 - 歌登 - 北見枝幸 57.5kmの建設に伴い休止となったが、1971年（昭和46年）に日本国有鉄道美幸線 志美宇丹 - 歌登 11.9kmとルートが重複する事から、軌道を撤去して日本国有鉄道美幸線 志美宇丹 - 歌登 11.9kmの線路用地に供出するように美幸線の建設主体であった日本鉄道建設公団から求められたため、廃止となった。

#### 第145号
- 原文
  - 北見国興部ヨリ幌別、枝幸ヲ経テ浜頓別ニ至ル鉄道 及幌別ヨリ分岐シテ小頓別ニ至ル鉄道
- 現在の地名・地区名での表記
  - 北海道紋別郡興部町字興部より北海道枝幸郡枝幸町下幌別、北海道枝幸郡枝幸町中心街を経て北海道枝幸郡浜頓別町字浜頓別に至る鉄道 及び北海道枝幸郡枝幸町下幌別より分岐して北海道 枝幸郡中頓別町字小頓別に至る鉄道
- 開業区間
  - 日本国有鉄道興浜南線 興部 - 雄武 19.9 km
  - 日本国有鉄道興浜北線 北見枝幸 - 浜頓別 30.4 km
  - 簡易軌道歌登線枝幸線 幌別 - 歌登
  - 歌登村営軌道本幌別線 本別 - 歌登
  - 歌登町営軌道歌登線 歌登 - 小頓別
- 廃止区間
  - 日本国有鉄道興浜南線 興部 - 雄武 19.9 km（1985年7月15日 廃止）
  - 日本国有鉄道興浜北線 北見枝幸 - 浜頓別 30.4 km（1985年7月1日 廃止）
  - 簡易軌道歌登線枝幸線 幌別 - 歌登（1951年XX月XX日 廃止）
  - 歌登村営軌道本幌別線 本別 - 歌登（1956年XX月XX日廃止）
  - 歌登町営軌道歌登線 歌登 - 小頓別（1971年5月29日廃止）
- 転換バス
  - 北紋バス郊外線 興部 - 雄武
  - 宗谷バス浜頓別線 枝幸ターミナル - 浜頓別ターミナル
- 転換バス廃止代替バス
- 未開業区間
  - 日本国有鉄道興浜線 雄武 - 幌別 - 北見枝幸 51.5 km
- 鉄道先行路線
- 鉄道先行路線廃止代替バス
- 並行して走る民間路線バス
  - 宗谷バス音漂・雄武線 枝幸ターミナル - 音漂 - 雄武
- 並行して走る主な道路
- その他・特記事項

#### 第146号
- 原文
  - 北見国中湧別ヨリ常呂ヲ経テ網走ニ至ル鉄道
- 現在の地名・地区名での表記
  - 北海道紋別郡湧別町中湧別中町より北海道北見市常呂町字常呂を経て北海道網走市中心街に至る鉄道
- 開業区間
  - 日本国有鉄道湧網線 中湧別 - 網走 89.8 km
- 廃止区間
  - 日本国有鉄道湧網線 中湧別 - 網走 89.8 km（1987年3月20日 廃止）
- 転換バス
  - 網走バス湧網線 中湧別 - 網走バスターミナル（2010年10月1日 廃止）
- 転換バス廃止代替バス
  - 湧別町営バス計呂地・中湧別線
  - 佐呂間町ふれあいバス(学休日運休)若里・トカロチ浜線、富武士線、浜佐呂間線
  - 北海道北見バス常呂線
  - 網走バス常呂線
- 未開業区間
  - 全区間開業
- 鉄道先行路線
- 鉄道先行路線廃止代替バス
- 並行して走る民間路線バス
- 並行して走る主な道路
- その他・特記事項
  - 網走バス湧網線 中湧別 - 網走バスターミナルは、2010年（平成22年）9月限りで廃止。湧別町営バスや佐呂間町ふれあいバスが代替路線となったが、佐呂間町ふれあいバスは週に1日（水曜日）のみの運行である。

#### 第147号
- 原文
  - 北見国留辺蕊ヨリ伊頓武華ニ至ル鉄道
- 現在の地名・地区名での表記
  - 北海道北見市留辺蘂町温根湯温泉より北海道北見市留辺蘂町富士見に至る鉄道
- 開業区間
  - 全区間未開業
- 廃止区間
- 転換バス
- 転換バス廃止代替バス
- 未開業区間
  - 留辺蘂 - イトムカ
- 鉄道先行路線
- 鉄道先行路線廃止代替バス
- 並行して走る民間路線バス
  - 北海道北見バス 温根湯・留辺蘂線  北見 - 留辺蘂 - 温根湯 (温根湯 - イトムカ間は閉山により廃止)
- 並行して走る主な道路
- その他・特記事項
  - 北海道北見市留辺蘂町富士見には、1973年（昭和48年）に閉山となったイトムカ鉱山の選鉱場、及びイトムカ地区があった。

#### 第147号ノ2
- 原文
  - 釧路国白糠ヨリ十勝国足寄ニ至ル鉄道
- 現在の地名・地区名での表記
  - 北海道白糠郡白糠町中心街より北海道郡足寄郡足寄町中心街に至る鉄道
- 開業区間
  - 日本国有鉄道白糠線 白糠 - 北進 33.1 km
- 廃止区間
  - 日本国有鉄道白糠線 白糠 - 北進 33.1 km（1983年10月23日 廃止）
- 転換バス
  - 白糠町営バス 白糠町営バスターミナル - 二股
- 転換バス廃止代替バス
- 未開業区間
  - 日本国有鉄道白糠線 北進 - 足寄 42.3 km
- 鉄道先行路線
- 鉄道先行路線廃止代替バス
- 並行して走る民間路線バス
- 並行して走る主な道路
- その他・特記事項
  - 「鉄道敷設法等の一部を改正する法律」（昭和28年法律第147号）により追加。

#### 第148号
- 原文
  - 釧路国釧路ヨリ北見国相生ニ至ル鉄道
- 現在の地名・地区名での表記
  - 北海道釧路市中心街より北海道網走郡津別町字相生に至る鉄道
- 開業区間
  - 雄別炭礦雄別本線 釧路 - 阿寒 - 雄別炭山 44.6 km
- 廃止区間
  - 雄別炭礦雄別本線 釧路 - 阿寒 - 雄別炭山 44.6 km（1970年4月16日 廃止）
- 転換バス
  - 阿寒バス 釧路駅前 - 阿寒町 - 阿寒湖
- 転換バス廃止代替バス
- 未開業区間
  - 雄別炭礦釧美線 雄別炭山 - 北見相生
- 鉄道先行路線
- 鉄道先行路線廃止代替バス
- 並行して走る民間路線バス
  - 都市間特急バス「サンライズ号」旭川 - 北見 - 津別 - 阿寒湖 - 阿寒町 - 釧路 （2023年10月1日から）
- 並行して走る主な道路
- その他・特記事項
  - 雄別炭礦雄別本線 釧路 - 鶴野間の廃線跡を転用して建設された釧路市内を走る北海道道113号釧路環状線には、「雄鉄線通」という通り名が付く区間がある。
  - 相生線などに接続する路線である。

#### 第149号
- 原文
  - 根室国厚床附近ヨリ標津ヲ経テ北見国斜里ニ至ル鉄道
- 現在の地名・地区名での表記
  - 北海道根室市厚床付近より北海道標津郡標津町中心街を経て北海道斜里郡斜里町中心街に至る鉄道
- 開業区間
  - 北海道旅客鉄道標津線 厚床 - 中標津 47.5 km
  - 北海道旅客鉄道標津線 中標津 - 根室標津 22.3 km
  - 日本国有鉄道根北線 越川 - 斜里（現在の知床斜里） 12.8 km
- 廃止区間
  - 北海道旅客鉄道標津線厚床支線 厚床 - 中標津 47.5 km（1989年4月30日 廃止）
  - 北海道旅客鉄道標津線 中標津 - 根室標津 22.3 km（1989年4月30日 廃止）
  - 日本国有鉄道根北線 越川 - 斜里（現在の知床斜里） 12.8 km（1970年12月1日 廃止）
- 転換バス
  - 根室交通中標津空港線 厚床駅前 - 中標津バスターミナル - 中標津空港（2023年10月1日 から）　
  - 阿寒バス釧路羅臼線 中標津バスターミナル - 標津バスターミナル
  - 斜里バス越川線 越川 - 斜里（2004年4月27日廃止）
- 転換バス廃止代替バス
- 未開業区間
  - 日本国有鉄道根北線 根室標津 - 越川 約44km
- 鉄道先行路線
- 鉄道先行路線廃止代替バス
- 並行して走る民間路線バス
  - 斜里バス標津線 標津 - 越川（19XX年XX月XX日 廃止）
  - 阿寒バス釧路羅臼線 標津バスターミナル - 羅臼
  - 阿寒バスウトロ線・斜里バス羅臼線 羅臼 - 知床峠 - ウトロ温泉ターミナル
  - 斜里バス知床線 ウトロ温泉ターミナル - 斜里バスターミナル
- 並行して走る主な道路
- その他・特記事項
  - 標津 - 斜里間の路線バスのルートは、根北峠経由の日本国有鉄道根北線とは異なり知床峠を経由する。なお、冬季は国道334号の一部区間（知床横断道路）が通行止めになることから運休する。

#### 第150号
- 原文
  - 根室国中標津ヨリ釧路国標茶ニ至ル鉄道
- 現在の地名・地区名での表記
  - 北海道標津郡中標津町中心街より北海道川上郡標茶町中心街に至る鉄道
- 開業区間
  - 北海道旅客鉄道標津線 中標津 - 標茶 47.1 km
- 廃止区間
  - 北海道旅客鉄道標津線 中標津 - 標茶 47.1 km（1989年4月30日 廃止）
- 転換バス
  - 阿寒バス 中標津バスターミナル - 標茶駅前
- 転換バス廃止代替バス
- 未開業区間
  - 全区間開業
- 鉄道先行路線
- 鉄道先行路線廃止代替バス
- 並行して走る民間路線バス
- 並行して走る主な道路
- その他・特記事項
  - 「鉄道敷設法中改正法律」（昭和8年3月30日法律第38号）による追加

## 改正履歴
| 題名                             | 法令番号            | 公布・施行年月日    |
| -------------------------------- | ------------------- | ------------------- |
| 鉄道敷設法                       | 大正11年法律第37号  | 大正11年4月11日     |
| 鉄道敷設法中改正法律             | 昭和2年法律第37号   | 昭和2年3月31日      |
| 鉄道敷設法中改正法律             | 昭和8年法律第38号   | 昭和8年3月30日      |
| 鉄道敷設法中改正法律             | 昭和9年法律第18号   | 昭和9年3月27日      |
| 鉄道敷設法中改正法律             | 昭和11年法律第17号  | 昭和11年5月27日     |
| 鉄道敷設法中改正法律             | 昭和12年法律第40号  | 昭和12年4月1日      |
| 鉄道敷設法中改正法律             | 昭和17年法律第45号  | 昭和17年2月21日     |
| 日本国有鉄道法施行法             | 昭和24年法律第105号 | 昭和24年5月25日公布 |
| 鉄道敷設法の一部を改正する法律   | 昭和26年法律第162号 | 昭和26年5月30日     |
| 鉄道敷設法等の一部を改正する法律 | 昭和28年法律第147号 | 昭和28年8月1日      |
| 鉄道敷設法の一部を改正する法律   | 昭和36年法律第142号 | 昭和36年6月16日     |
| 鉄道敷設法の一部を改正する法律   | 昭和37年法律第131号 | 昭和37年5月12日     |
| 鉄道敷設法の一部を改正する法律   | 昭和40年法律第7号   | 昭和40年3月30日     |
| 鉄道敷設法の一部を改正する法律   | 昭和50年法律第54号  | 昭和50年7月4日      |

## 第51回帝国議会改正案
1925年の第51回帝国議会で法案として追加するとともに建設をめざしたが、最後は成立に至らなかった。

### 本州ノ部

#### 第59号ノ2
- 原文
  - 長野県下諏訪ヨリ塩尻峠ヲ経テ塩尻ニ至ル鉄道
- 現在の地名・地区名での表記
  - 長野県諏訪郡下諏訪町広瀬町より長野県塩尻峠を経て長野県塩尻市大門八番町に至る鉄道

その後、起点が岡谷に変更されて1983年（昭和58年）に開通した。

## 第56回帝国議会改正案
1929年の第56回帝国議会で法案として提出されて衆議院は通過したものの貴族院での審議未了で、成立に至らなかった。以下の条文で太字で示した箇所は、既存条文にこの改正案で追加されていた内容である。

### 本州ノ部

#### 第5号ノ2
- 原文
  - 岩手県北福岡ヨリ久慈ニ至ル鉄道
- 現在の地名・地区名での表記
  - 岩手県二戸市石切所より岩手県久慈市中心街に至る鉄道
- その他・特記事項
  - 同区間は2002年よりジェイアールバス東北によりスワロー号が運行されている。

#### 第9号ノ2
- 原文
  - 岩手県摺沢ヨリ大原ニ至ル鉄道
- 現在の地名・地区名での表記
  - 岩手県一関市大東町摺沢字街道下より一関市大東町大原に至る鉄道

#### 第29号ノ2
- 原文
  - 福島県野沢ヨリ柳津ニ至ル鉄道
- 現在の地名・地区名での表記
  - 福島県耶麻郡西会津町野沢より福島県河沼郡柳津町大字柳津字下大平に至る鉄道

#### 第54号ノ2
- 原文
  - 群馬県磯部ヨリ長野県中込ニ至ル鉄道
- 現在の地名・地区名での表記
  - 群馬県安中市磯部より長野県佐久市中込に至る鉄道
- その他・特記事項
  - その後の改正（昭和28年法律第147号）で、終点は嬬恋に変更されて成立した。

#### 第75号ノ2
- 原文
  - 三重県鳥羽ヨリ長島ニ至ル鉄道
- 現在の地名・地区名での表記
  - 三重県鳥羽市鳥羽より三重県北牟婁郡紀北町長島に至る鉄道
- その他・特記事項
  - その後の改正（昭和37年法律第131号）で、ほぼ近いルート（起点が「伊勢」に変更）が第75号ノ4として成立した。
  - 1929年に志摩電気鉄道が鳥羽駅 - 志摩磯部駅を開通させている。また、現在それより先の区間である志摩磯部から五ヶ所まで並行して営業する民間路線バスが存在する。

#### 第75号ノ3
- 原文
  - 福井県敦賀ヨリ滋賀県塩津ヲ経テ今津ニ至ル鉄道及塩津ヨリ分岐シテ木ノ本ニ至ル鉄道
- 現在の地名・地区名での表記
  - 福井県敦賀市より滋賀県長浜市西浅井町余を経て滋賀県高島市今津町名小路に至る鉄道 及び滋賀県長浜市西浅井町余より分岐して滋賀県長浜市木之本町木之本に至る鉄道
- その他・特記事項
  - 条文の前半はその後の改正（昭和36年法律第142号）で「滋賀県今津ヨリ塩津ニ至ル鉄道」、さらにその後の改正で（昭和40年法律第7号）「滋賀県今津ヨリ沓掛附近ニ至ル鉄道」として第77号ノ2に追加され、湖西線として実現。また後半は現在の北陸本線木ノ本駅・近江塩津駅間に重複する（開業は1957年）。

#### 第77号（改正）
- 原文
  - 滋賀県浜大津ヨリ高城、今津ヲ経テ福井県三宅ニ至ル鉄道 及高城ヨリ分岐シテ京都府二条ニ至ル鉄道
- 現在の地名・地区名での表記
  - 滋賀県大津市浜大津より滋賀県大津市和邇高城、滋賀県高島市今津町名小路を経て福井県三方上中郡若狭町三宅に至る鉄道 及び滋賀県大津市和邇高城より分岐して京都府京都市中京区千本二条に至る鉄道

経由地として「今津」を追加する改正案。

#### 第83号ノ2
- 原文
  - 兵庫県関宮附近ヨリ浜坂ニ至ル鉄道
- 現在の地名・地区名での表記
  - 兵庫県養父市関宮より兵庫県美方郡新温泉町浜坂字東岡に至る鉄道

#### 第88号（改正）
- 原文
  - 鳥取県郡家附近ヨリ若桜、兵庫県関宮ヲ経テ八鹿附近ニ至ル鉄道
- 現在の地名・地区名での表記
  - 鳥取県八頭郡八頭町郡家より鳥取県八頭郡若桜町大字若桜、兵庫県養父市関宮を経て兵庫県養父市八鹿町八鹿に至る鉄道

経由地として「兵庫県関宮」を追加する改正案。

#### 第91号（改正）
- 原文
  - 広島県福山ヨリ府中、上下、三次、島根県来島ヲ経テ出雲今市ニ至ル鉄道 及来島附近ヨリ分岐シテ木次ニ至ル鉄道
- 現在の地名・地区名での表記
  - 広島県福山市より広島県府中市府中町、広島県府中市上下町上下、広島県三次市三次町、島根県飯石郡飯南町野萱を経て島根県出雲市今市町に至る鉄道 及び島根県飯石郡飯南町野萱付近より分岐して島根県雲南市木次町木次に至る鉄道

経由地に「上下」を追加する改正案。

#### 第91号ノ2
- 原文
  - 広島県福山ヨリ鞆ニ至ル鉄道
- 現在の地名・地区名での表記
  - 広島県福山市より福山市鞆町後地に至る鉄道
- その他・特記事項
  - 法案の提出当時、該当区間には鞆鉄道線が営業していた（1954年廃止）。

#### 第91号ノ3
- 原文
  - 広島県尾道ヨリ上下ニ至ル鉄道
- 現在の地名・地区名での表記
  - 広島県尾道市東御所町より広島県府中市上下町上下に至る鉄道
- その他・特記事項
  - 法案の提出当時、該当区間の免許を持っていた尾道鉄道がその途中までを開業させていた（1964年全廃）。

#### 第96号（改正）
- 原文
  - 山口県岩国ヨリ広瀬ヲ経テ島根県日原ニ至ル鉄道
- 現在の地名・地区名での表記
  - 山口県岩国市中心街より山口県岩国市錦町広瀬を経て島根県鹿足郡津和野町日原に至る鉄道

経由地に「広瀬」を加える改正案。

#### 第96号ノ2
- 原文
  - 山口県徳佐ヨリ広瀬ニ至ル鉄道
- 現在の地名・地区名での表記
  - 山口県阿武郡阿東町大字徳佐より山口県岩国市錦町広瀬に至る鉄道

### 四国ノ部

#### 第105号ノ2
- 原文
  - 高知県須崎ヨリ窪川ヲ経テ中村ニ至ル鉄道
- 現在の地名・地区名での表記
  - 高知県須崎市須崎より高知県高岡郡四万十町窪川を経て高知県四万十市中村地区中心街に至る鉄道
- その他・特記事項
  - その後の改正で、須崎・窪川間は同じ第105号ノ2として（昭和9年法律第18号）、窪川・中村間は第105号ノ3として（昭和28年法律第147号）追加され、いずれも開業した。

### 九州ノ部

#### 第110号ノ2
- 原文
  - 福岡県添田ヨリ大分県日田附近ニ至ル鉄道
- 現在の地名・地区名での表記
  - 福岡県田川郡添田町大字添田より大分県日田市中心街に至る鉄道
- その他・特記事項
  - その後の改正（昭和9年法律第18号）で全く同じ条・内容で反映されて開業した。

#### 第111号ノ2
- 原文
  - 福岡県福島ヨリ黒木ヲ経テ熊本県宮原ニ至ル鉄道
- 現在の地名・地区名での表記
  - 福岡県八女市中心街より福岡県八女郡黒木町大字今を経て熊本県阿蘇郡小国町大字宮原に至る鉄道
- その他・特記事項
  - 法案の提出当時、黒木には南筑軌道が通じていた。

#### 第113号（改正）
- 原文
  - 佐賀県佐賀ヨリ福岡県矢部川、熊本県隈府ヲ経テ肥後大津ニ至ル鉄道 及隈府ヨリ分岐シ宮原ヲ経テ大分県森附近ニ至ル鉄道
- 現在の地名・地区名での表記
  - 佐賀県佐賀市中心街より福岡県みやま市瀬高町矢部川地区、熊本県菊池市隈府を経て熊本県菊池郡大津町に至る鉄道 及び熊本県菊池市隈府より分岐し熊本県阿蘇郡小国町大字宮原を経て大分県玖珠郡玖珠町森地区付近に至る鉄道

後段区間の経由地に「宮原」を追加する改正案。

#### 第115号ノ2
- 原文
  - 大分県森ヨリ宇佐ニ至ル鉄道
- 現在の地名・地区名での表記
  - 大分県玖珠郡玖珠町大字帆足より大分県宇佐市大字岩崎に至る鉄道

#### 第122号ノ2
- 原文
  - 宮崎県富高ヨリ田出原附近ニ至ル鉄道
- 現在の地名・地区名での表記
  - 宮崎県日向市上町より宮崎県東臼杵郡美郷町南郷附近に至る鉄道

#### 第123号ノ2
- 原文
  - 宮崎県西都城ヨリ外浦ニ至ル鉄道
- 現在の地名・地区名での表記
  - 宮崎県都城市松元町より宮崎県日南市外浦に至る鉄道

その後に成立した同一条文（昭和37年法律第131号）とは全く別区間。

#### 第126号（改正）
- 原文
  - 鹿児島県国分ヨリ高須、志布志、宮崎県福島、外浦ヲ経テ内海附近ニ至ル鉄道 及高須ヨリ分岐シテ鹿児島県川北附近ニ至ル鉄道
- 現在の地名・地区名での表記
  - 鹿児島県霧島市国分地区中心街より鹿児島県鹿屋市高須町、鹿児島県志布志市志布志町志布志、宮崎県串間市福島地区、宮崎県日南市外浦を経て宮崎県宮崎市大字内海に至る鉄道 及び鹿児島県鹿屋市高須町より分岐して鹿児島県肝属郡南大隅町根占川北付近に至る鉄道

経由地に「外浦」を追加する改正案。

### 北海道ノ部

#### 第129号ノ2
- 原文
  - 渡島国江差ヨリ後志国瀬棚ニ至ル鉄道
- 現在の地名・地区名での表記
  - 北海道檜山郡江差町字陣屋町より北海道久遠郡せたな町に至る鉄道

#### 第131号（改正）
- 原文
  - 胆振国京極ヨリ喜茂別、三階滝、壮瞥ヲ経テ紋鼈ニ至ル鉄道
- 現在の地名・地区名での表記
  - 北海道虻田郡京極町字京極より北海道虻田郡喜茂別町字喜茂別、北海道伊達市大滝区、北海道有珠郡壮瞥町字壮瞥温泉を経て北海道伊達市東地区に至る鉄道

経由地に「三階滝」を追加する改正案。

#### 第131号ノ2
- 原文
  - 胆振国三階滝ヨリ石狩国定山渓ニ至ル鉄道
- 現在の地名・地区名での表記
  - 北海道伊達市大滝区より北海道札幌市南区に至る鉄道
- その他・特記事項
  - 法案提出当時、定山渓には定山渓鉄道線が通じていた。

#### 第134号（改正）
- 原文
  - 胆振国鵡川ヨリ占冠ヲ経テ石狩国金山ニ至ル鉄道 及「ペンケオロロツプナイ」附近ヨリ分岐シテ石狩国登川ニ至ル鉄道
- 現在の地名・地区名での表記
  - 北海道勇払郡むかわ町鵡川地区中心街より北海道勇払郡占冠村占冠を経て北海道空知郡南富良野町字金山に至る鉄道 及び北海道むかわ町福山地区付近より分岐して北海道夕張市登川に至る鉄道

経由地に「占冠」を加える改正案。

#### 第134号ノ3
- 原文
  - 後志国余市ヨリ余別ニ至ル鉄道
- 現在の地名・地区名での表記
  - 北海道余市郡余市町黒川町より北海道積丹町余別町に至る鉄道

#### 第135号（改正）
- 原文
  - 石狩国札幌ヨリ石狩、厚田、浜益ヲ経テ天塩国増毛ニ至ル鉄道
- 現在の地名・地区名での表記
  - 北海道札幌市中央区中心街より北海道石狩市中心街、北海道石狩市厚田区、北海道石狩市浜益区を経て北海道増毛郡増毛町中心街に至る鉄道

経由地に「厚田」「浜益」を加える改正案。

#### 第136号ノ2
- 原文
  - 石狩国岩見沢ヨリ厚田ニ至ル鉄道
- 現在の地名・地区名での表記
  - 北海道岩見沢市有明町より北海道石狩市厚田区に至る鉄道

#### 第136号ノ3
- 原文
  - 石狩国滝川ヨリ浜益ニ至ル鉄道
- 現在の地名・地区名での表記
  - 北海道滝川市栄町より北海道石狩市浜益区に至る鉄道

#### 第142号ノ2
- 原文
  - 天塩国士別ヨリ石狩国添牛内ニ至ル鉄道
- 現在の地名・地区名での表記
  - 北海道士別市より北海道雨竜郡幌加内町字添牛内に至る鉄道

その後の改正で成立した同一条文（昭和11年法律第17号）とは全く別区間。

#### 第142号ノ3
- 原文
  - 天塩国士別ヨリ似峡ニ至ル鉄道
- 現在の地名・地区名での表記
  - 北海道士別市より北海道士別市朝日町岩尾内に至る鉄道
- 特記事項・その他
  - 法案提出当時、該当区間には士別軌道が運行されていた。（1959年廃止）
  - 当改正案が成立しなかった事から、代わりに1939年に宮内省帝室林野局が士別軌道の全株式を取得し実質的に国有化され、その後2001年まで帝室林野局を引き継いだ林野庁が士別軌道の過半数以上の株を保有していた。

その後の改正で成立した同一条文（昭和11年法律第17号）とは全く別区間。

#### 第147号ノ2
- 原文
  - 北見国美幌ヨリ釧路国美留和附近ニ至ル鉄道
- 現在の地名・地区名での表記
  - 北海道網走郡美幌町字新町より北海道川上郡弟子屈町美留和附近に至る鉄道

その後の改正で成立した同一条文（昭和28年法律第147号）とは全く別区間。